# Mannheim
Dieser Artikel oder Abschnitt ist übermäßig bebildert. Hilf mit, die Illustrationen auf ein angemessenes Niveau an repräsentativen Bildern zu reduzieren und sie gleichmäßiger im Artikel zu verteilen. Verschiebe die restlichen Abbildungen in eine Galerie bzw. Kategorie auf Wikimedia Commons, die du am Ende dieses Artikels verlinkst.

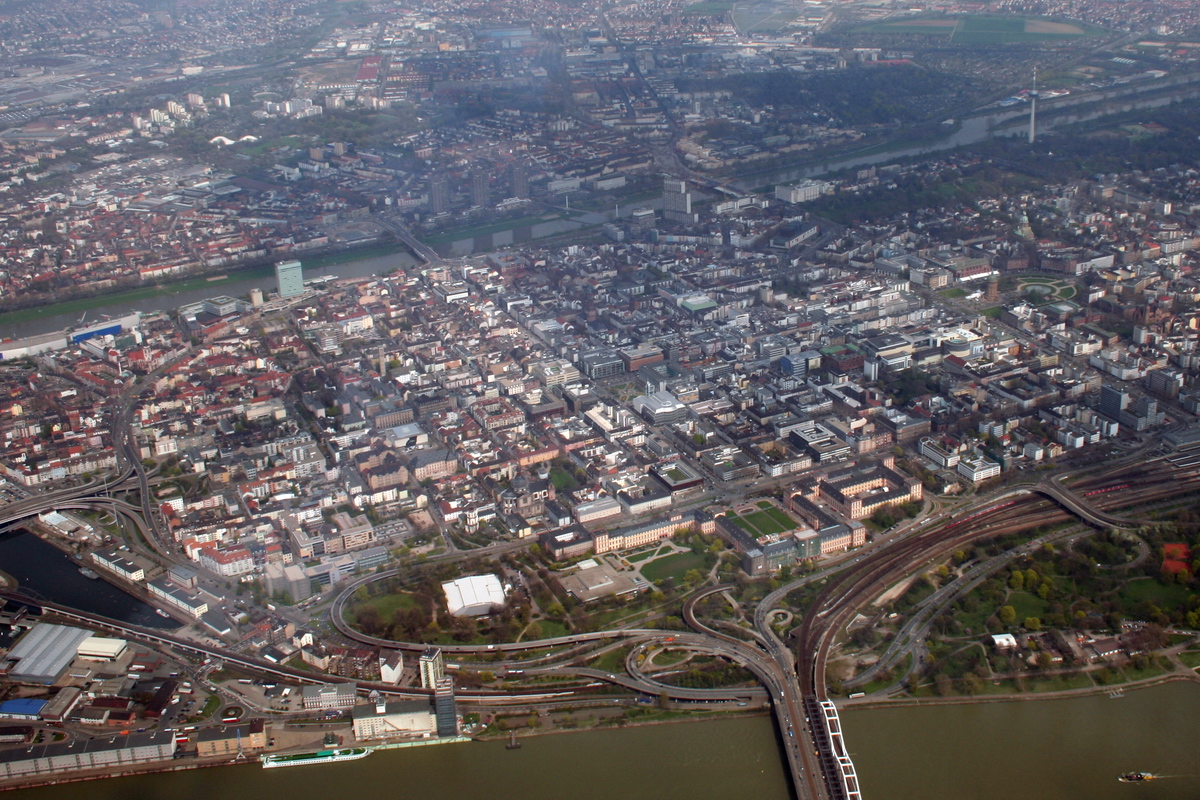
Luftbild der Innenstadt, die zwischen Rhein und Neckar liegt

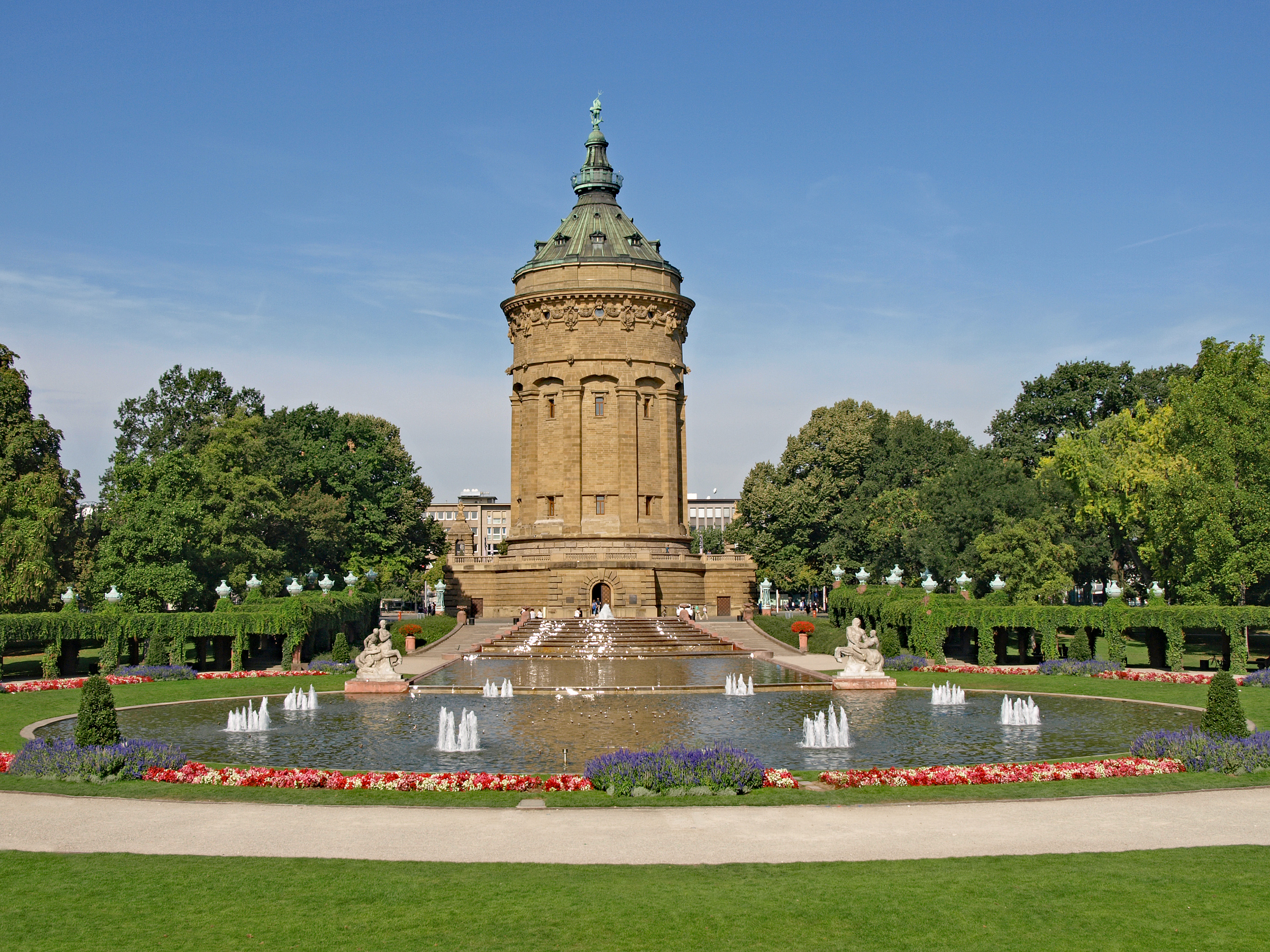
Wasserturm Mannheim

Mannheim (ⓘ, kurpfälzisch Mannem, auch Monnem [manəm] ⓘ) ist ein Stadtkreis mit 318.035 Einwohnern (31. Dezember 2024) im Regierungsbezirk Karlsruhe in Baden-Württemberg. Die Universitätsstadt ist nach der Landeshauptstadt Stuttgart die zweitbevölkerungsreichste Stadt des Landes. Die ehemalige Residenzstadt (1720–1778) der Kurpfalz mit ihrem stadtprägenden Barockschloss, einer der größten Schlossanlagen der Welt, bildet das wirtschaftliche und kulturelle Zentrum der Metropolregion Rhein-Neckar mit rund 2,4 Millionen Einwohnern.
Mannheim liegt unmittelbar im Dreiländereck mit Baden-Württemberg, Rheinland-Pfalz und Hessen. Von seiner rheinland-pfälzischen Schwesterstadt Ludwigshafen am Rhein, mit der es ein zusammenhängendes Stadtgebiet bildet, ist Mannheim durch den Rhein getrennt.
Erstmals 766 im Lorscher Codex urkundlich erwähnt, erhielt Mannheim 1607 die Stadtprivilegien, nachdem Kurfürst Friedrich IV. von der Pfalz den Grundstein zum Bau der Festung Friedrichsburg gelegt hatte. Das damals für die mit der Festung verbundene Bürgerstadt Mannheim angelegte gitterförmige Straßennetz mit Häuserblöcken statt Straßenzügen ist in der Innenstadt erhalten geblieben. Darauf ist die Bezeichnung Quadratestadt zurückzuführen.
Seit 1896 Großstadt, ist Mannheim heute eine bedeutende Industrie- und Handelsstadt, Universitätsstadt und wichtiger Verkehrsknotenpunkt zwischen Frankfurt am Main und Stuttgart, unter anderem mit einem ICE-Knotenpunkt, dem zweitgrößten Rangierbahnhof Deutschlands und einem der bedeutendsten Binnenhäfen Europas.
Mit dem als Schillerbühne bekannten Nationaltheater Mannheim, der Kunsthalle Mannheim, den Reiss-Engelhorn-Museen und dem Technoseum ist Mannheim ein überregional bedeutender Theater- und Museumsstandort. Die Popakademie Baden-Württemberg und eine lebendige Musikszene machen Mannheim auch zu einem wichtigen Zentrum der deutschen Popmusik, seit 2014 ist Mannheim UNESCO City of Music. Sie ist zugleich eine moderne Fortführung der Mannheimer Schule, die schon in der Mitte des 18. Jahrhunderts viele Musiker (u. a. Wolfgang Amadeus Mozart) nach Mannheim führte und die damalige Musikszene bereicherte.
Bekannt ist Mannheim auch für seine Universität. Des Weiteren sind in Mannheim die Technische Hochschule Mannheim, die Hochschule des Bundes mit seinem Fachbereich Bundeswehrverwaltung, eine Musikhochschule, die Duale Hochschule Baden-Württemberg Mannheim, eine Hochschule der Bundesagentur für Arbeit und eine Medizinfakultät der Ruprecht-Karls-Universität Heidelberg angesiedelt.
Mannheim liegt an der Burgenstraße, ist Start- und Zielort der Bertha Benz Memorial Route und Teil der Straße der Demokratie.

## Geographie
Mannheim liegt im Nördlichen Oberrheingebiet (Nr. 22) an der Mündung des Neckars in den Rhein. Die Stadtteile verteilen sich auf der rechten Rheinseite zu beiden Seiten des Neckars. Der Naturraum wird im Norden vom Rhein-Main-Tiefland (Nr. 23) und im Süden vom Neckarschwemmkegel (Nr. 224.2) begrenzt. Im Osten erhebt sich die Bergstraße (Nr. 226), im Westen schließt die Nördliche Oberrheinniederung (Nr. 222) an.
Die Stadt liegt in der Metropolregion Rhein-Neckar, einem 2,35 Millionen Einwohner zählenden Ballungsraum, das neben Teilen Südhessens und der rheinland-pfälzischen Vorderpfalz, in Baden-Württemberg die beiden Stadtkreise Mannheim und Heidelberg sowie die westlichen und südlichen Gemeinden des Rhein-Neckar-Kreises umfasst.
Innerhalb der Metropolregion Rhein-Neckar bildet Mannheim neben Heidelberg ein Oberzentrum, von denen für ganz Baden-Württemberg nach dem Landesentwicklungsplan 2002 insgesamt 14 ausgewiesen sind. Das Oberzentrum Mannheim übernimmt für die Gemeinden Edingen-Neckarhausen, Heddesheim, Ilvesheim und Ladenburg die Funktion eines Mittelbereichs. Ferner gibt es Verflechtungen mit Gemeinden in Hessen und Rheinland-Pfalz und den dortigen Mittelbereichen.
Nächste größere Städte sind Frankfurt am Main, etwa 70 Kilometer nördlich, Karlsruhe, etwa 50 Kilometer südwestlich und Stuttgart, etwa 95 Kilometer südöstlich.
Durch die Lage direkt an der baden-württembergischen Landesgrenze zu Rheinland-Pfalz und Hessen ist Mannheim neben dem Stadtstaat Hamburg die einzige Großstadt in Deutschland, die direkt an zwei Länder grenzt.

### Stadtgliederung

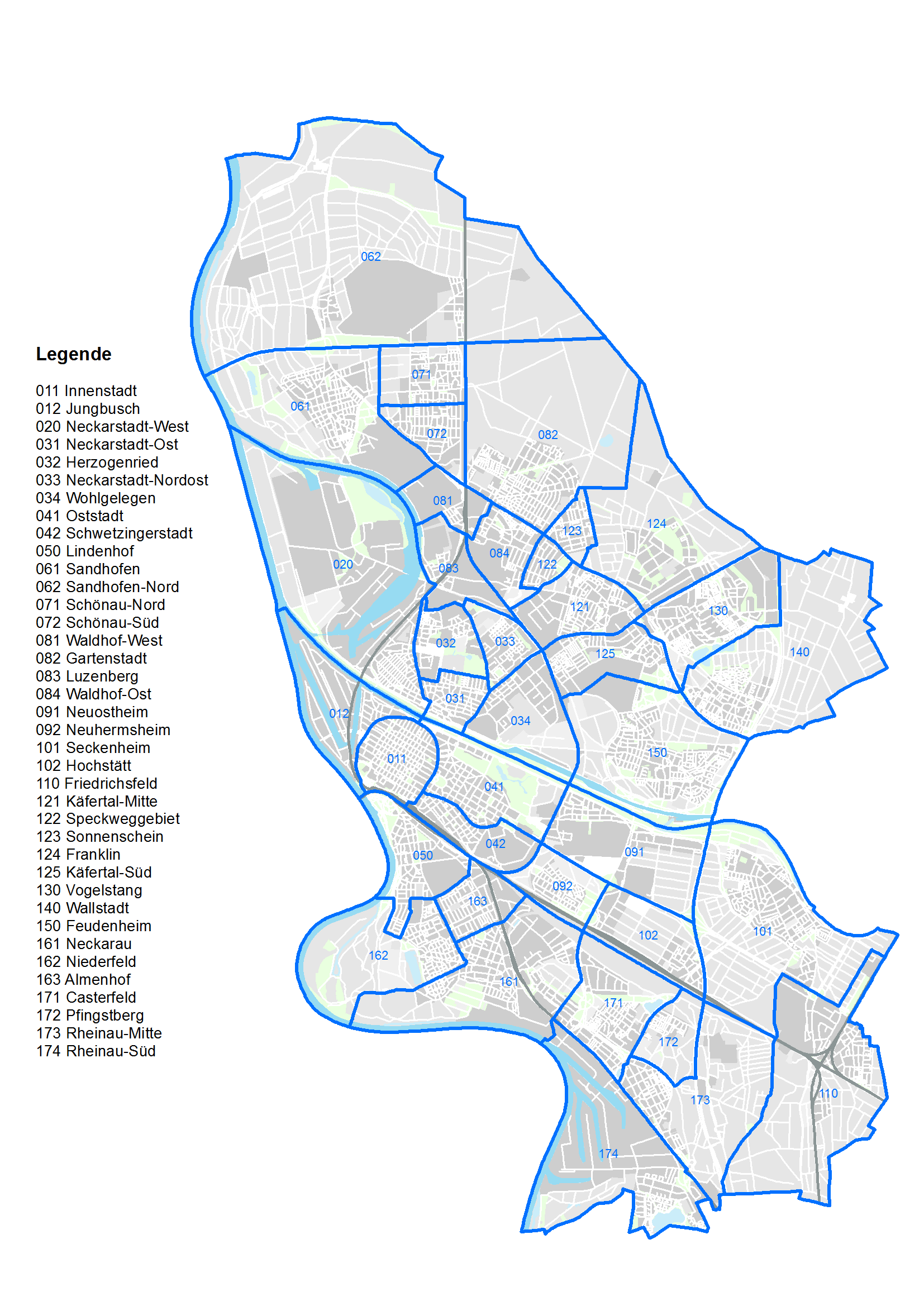
Die 38 Stadtteile Mannheims

Das Stadtgebiet von Mannheim ist in sechs innere und elf äußere Stadtbezirke gegliedert:
- Innenstadt/Jungbusch
- Lindenhof
- Neckarstadt-Ost
- Neckarstadt-West
- Neuostheim/Neuhermsheim
- Schwetzingerstadt/Oststadt

sowie
- Feudenheim
- Friedrichsfeld
- Käfertal
- Neckarau
- Rheinau
- Sandhofen
- Schönau
- Seckenheim
- Vogelstang
- Waldhof
- Wallstadt

Die Stadtbezirke sind weiter untergliedert in Stadtteile.
In jedem der 17 Stadtbezirke gibt es einen Bezirksbeirat, dem 12 dort wohnende Bürger angehören, die der Gemeinderat entsprechend dem Abstimmungsergebnis der Gemeinderatswahl bestellt. Sie sind zu wichtigen Angelegenheiten, die den Stadtbezirk betreffen, zu hören und beraten die örtliche Verwaltung sowie Ausschüsse des Gemeinderats. Seit 2008 verfügen die Bezirksbeiräte über ein eigenes Budget, über dessen Verwendung sie in festgelegten Grenzen selbst entscheiden können.

### Innenstadt: Die „Quadrate“

Innenstadtschema

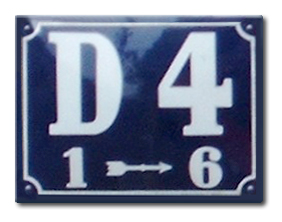
Straßenschild in den Mannheimer Quadraten

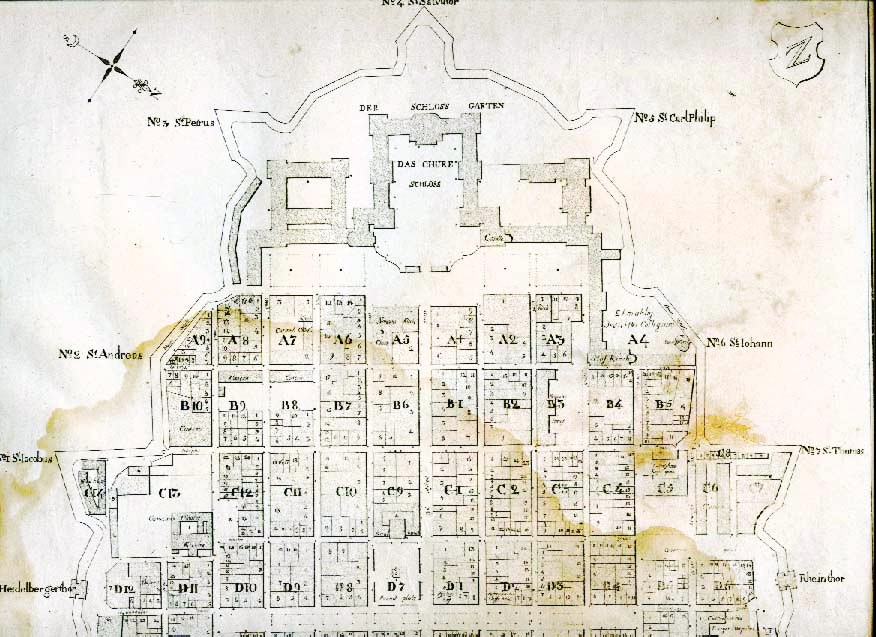
Grundrissplan von 1799, obere Hälfte

Die hufeisenförmige Innenstadt Mannheims zwischen Rhein und Neckar ist nicht natürlich gewachsen, sondern wurde erst um 1600 im Rahmen des Baus der Friedrichsburg geplant als Gitter angelegt. So entstanden die „Mannheimer Quadrate“. Die Bismarckstraße verläuft vor der Front des Schlosses und verbindet die Enden der Ringstraßenabschnitte miteinander. Dazwischen liegen rechtwinklig angelegte Straßenzüge. Die Planung dieses Netzes geht auf Kurfürst Friedrich IV. von der Pfalz um 1600 zurück.
Die Innenstadt wird von zwei breiter ausgebauten Hauptachsen durchzogen. Die auch als „Breite Straße“ bekannte Kurpfalzstraße verläuft in Nordost-Südwest-Richtung vom Schloss bis zum Neckartor. Sie trifft am Paradeplatz auf die Haupteinkaufsstraße, die in Ost-West-Richtung verlaufenden „Planken“. Die Straßen in der Innenstadt tragen in aller Regel keine Namen, stattdessen werden die dazwischenliegenden Quadrate aus einer Kombination von Buchstabe und Zahl benannt.
Die Anordnung war ursprünglich eher festungstechnisch bedingt: sie ermöglichte gegebenenfalls die Beschießung in die Festung eingedrungener feindlicher Verbände mit Kanonen quer durch die Stadt. Die Mannheimer Quadrate und besonders die sogenannte Breite Straße betonen zudem das – allerdings erst später errichtete – „neue“ Schloss. Daher wird die mittels der Straßenanordnung erzeugte städtebauliche Dominanz der Residenz als Abbild der absolutistischen Regierungsform interpretiert.
Die Prinzipien einer Idealstadt wurden in verschiedenen Residenzstädten des absolutistischen Barock wie Erlangen, Glückstadt oder Karlsruhe umgesetzt. Aber auch in neueren Zeiten wurde versucht, Ideale und Architektur in Verbindung zu setzen (Planstadt, Planhauptstadt).

### Nachbargemeinden
Folgende Städte und Gemeinden grenzen an die Stadt Mannheim. Sie werden im Uhrzeigersinn beginnend im Norden genannt:
- Lampertheim und Viernheim (beide Landkreis Bergstraße in Hessen),
- Heddesheim, Ilvesheim, Edingen-Neckarhausen, Heidelberg, Plankstadt, Schwetzingen, Brühl (alle mit Ausnahme der kreisfreien Stadt Heidelberg im Rhein-Neckar-Kreis) in Baden-Württemberg
- sowie Altrip, Ludwigshafen am Rhein, Frankenthal (Pfalz) und Bobenheim-Roxheim (alle mit Ausnahme der kreisfreien Städte Ludwigshafen am Rhein und Frankenthal (Pfalz) im Rhein-Pfalz-Kreis) in Rheinland-Pfalz.

### Flächenaufteilung
Nach Daten des Statistischen Landesamtes, Stand 2020.

### Naturschutz
Im Stadtgebiet Mannheim bestehen folgende neun Naturschutzgebiete.
Damit stehen 699,01 Hektar des Stadtgebiets unter Naturschutz, das sind 4,82 %.
1. Backofen-Riedwiesen: 147,7 ha (davon 84,0 ha im Stadtgebiet Mannheim)
2. Ballauf-Wilhelmswörth: 340,9 ha
3. Bei der Silberpappel: 8,7 ha
4. Hirschacker und Dossenwald: 128,9 ha (davon 67,5 ha im Stadtgebiet Mannheim)
5. Kopflache am Friesenheimer Altrhein: 20,1 ha
6. Reißinsel: 108,2 ha
7. Unterer Neckar: Maulbeerinsel: 10,6 ha
8. Unterer Neckar: Wörthel: 20,9 ha
9. Viehwäldchen, Apfelkammer, Neuwäldchen: 38,5 ha

### Klima
Aufgrund der durch Pfälzerwald und Odenwald geschützten Lage im Oberrheingraben herrscht in Mannheim für mitteleuropäische Verhältnisse ein sehr mildes Klima vor. Die Messungen an der DWD-Klimastation in Mannheim-Vogelstang ergaben zwischen 1971 und 2000 eine Durchschnittstemperatur von 10,5 °C. Der wärmste Monat ist der Juli mit durchschnittlich 19,9 °C, der kälteste der Januar mit 1,8 °C. Temperaturen über 30 °C sind im Hochsommer keine Seltenheit. Der Spitzenwert wurde am 7. August 2015 mit 39,8 °C gemessen (Messung der DWD-Wetterstation, eine private Wetterstation in Mannheim-Seckenheim kam am 8. August 2003 auf 40,1 °C).
Auffällig ist die für Westdeutschland geringe Niederschlagsmenge in Mannheim. Im Laufe eines Jahres fallen durchschnittlich nur 668 mm Niederschlag. Der Spitzenmonat ist der Juni. Begünstigt von Rhein und Neckar kann es insbesondere im Herbst zu Nebelbänken kommen. Die beiden Flüsse sowie Auenlandschaften am Rhein sorgen auch für eine überdurchschnittliche Luftfeuchtigkeit, die besonders im Hochsommer zu drückender, bioklimatisch belastender Schwüle führen kann.
Im Winter ist die Stadt eine der wärmsten Städte Deutschlands.
|                        | Jan | Feb | Mär  | Apr  | Mai  | Jun  | Jul  | Aug  | Sep  | Okt  | Nov | Dez |   |      |
| Mittl. Temperatur (°C) | 3,2 | 4,7 | 7,4  | 11,1 | 15,4 | 19,7 | 21,7 | 20,6 | 16,2 | 11,3 | 6,5 | 4,7 | ⌀ | 11,9 |
| Mittl. Tagesmax. (°C)  | 6,0 | 9,0 | 12,3 | 17,0 | 21,1 | 25,6 | 27,7 | 26,3 | 22,4 | 16,1 | 9,5 | 7,4 | ⌀ | 16,7 |
| Mittl. Tagesmin. (°C)  | 0,2 | 0,6 | 2,3  | 4,4  | 8,9  | 13,4 | 14,8 | 14,0 | 10,4 | 6,6  | 3,0 | 1,8 | ⌀ | 6,7  |
|                        |     |     |      |      |      |      |      |      |      |      |     |     |   |      |
| Niederschlag (mm)      | 44  | 40  | 41   | 32   | 69   | 69   | 54   | 44   | 46   | 46   | 43  | 50  | Σ | 578  |
|                        |     |     |      |      |      |      |      |      |      |      |     |     |   |      |
| Sonnenstunden (h/d)    | 1,4 | 3,3 | 4,5  | 6,8  | 7,0  | 8,0  | 8,3  | 7,8  | 6,1  | 3,6  | 1,8 | 1,4 | ⌀ | 5    |
|                        |     |     |      |      |      |      |      |      |      |      |     |     |   |      |
| Regentage (d)          | 16  | 12  | 15   | 11   | 13   | 11   | 12   | 11   | 10   | 11   | 14  | 17  | Σ | 153  |
|                        |     |     |      |      |      |      |      |      |      |      |     |     |   |      |
| Luftfeuchtigkeit (%)   | 84  | 78  | 73   | 67   | 67   | 68   | 66   | 70   | 76   | 82   | 84  | 84  | ⌀ | 74,9 |

| 0,2 |

| 0,6 |

| 2,3 |

| 4,4 |

| 8,9 |

| 13,4 |

| 14,8 |

| 14,0 |

| 10,4 |

| 6,6 |

| 3,0 |

| 1,8 |

| 0,2 |

| 0,6 |

| 2,3 |

| 4,4 |

| 8,9 |

| 13,4 |

| 14,8 |

| 14,0 |

| 10,4 |

| 6,6 |

| 3,0 |

| 1,8 |

## Geschichte

### Die Anfänge
Ein 1929 im Stadtteil Seckenheim ergrabener, vom Jahr 74 n. Chr. bis ins frühe zweite Jahrhundert betriebener Ziegelofen belegt eine Besiedlung in römischer Zeit.
Das Dorf Mannenheim (= Heim des Manno) wurde im Jahr 766 erstmals im Lorscher Codex urkundlich erwähnt.
Durch zahlreiche Schenkungen innerhalb kurzer Zeit erhielt das Kloster Lorsch 160½ Tagewerke Acker, was dem Heuertrag eines mittelgroßen Königshofs entspricht.
1284 fiel Mannheim an den Pfalzgrafen bei Rhein aus dem Hause Wittelsbach. Regionale Bedeutung erlangte die 1349 auf dem heutigen Lindenhof errichtete Burg Eichelsheim, die den Rheinschiffern einen Obolus abverlangte. 1415 wurde in ihr der abgesetzte Gegenpapst Johannes XXIII. im Auftrag des Kaisers Sigismund gefangen gehalten. Durch den Sieg in der Schlacht bei Seckenheim 1462 über das Heer seiner verbündeten Gegner, des Grafen von Württemberg, des Markgrafen von Baden und des Bischofs von Metz, begründete Kurfürst Friedrich von der Pfalz „der Siegreiche“ die pfälzische Vormachtstellung am mittleren Oberrhein. 1566 zählte Mannheim mit etwa 700 Einwohnern zu den größten Dörfern des Oberamts Heidelberg.

### Entstehung der Stadt

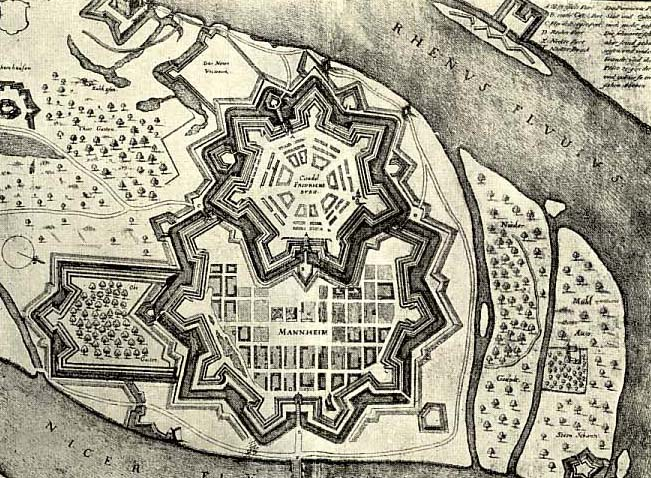
Rheinschanze und Zitadelle Mannheim im Jahr 1620

Am 24. Januar 1607 erhielt Mannheim die Stadtprivilegien, nachdem Kurfürst Friedrich IV. von der Pfalz am 17. März 1606 den Grundstein zum Bau der Festung Friedrichsburg gelegt hatte. Die damalige Planung eines gitterförmigen Straßennetzes für die mit der Festung verbundene Bürgerstadt Mannheim ist erhalten geblieben. Während des Dreißigjährigen Krieges (1618–1648), in dem Mannheim auf Seiten der Protestantischen Union kämpfte, wurde es erstmals 1622 durch Truppen zerstört. Durch Krieg und Seuchen kam es in Mannheim, das 1618 etwa 1200 Einwohner zählte, zu gravierenden Bevölkerungsverlusten. Kurfürst Karl Ludwig von der Pfalz fand 1649 bei seiner Rückkehr in die Kurpfalz ein durch die Kriegszerstörungen weitgehend entvölkertes und wirtschaftlich ruiniertes Land vor. Der neue Regent setzte sich entschieden für den Wiederaufbau Mannheims ein, das wegen seiner günstigen Lage an der Mündung des Neckars in den Rhein als Mittelpunkt der Gewerbetätigkeit und des Handels in der Kurpfalz ausersehen war. Im Pfälzischen Erbfolgekrieg wurde Mannheim 1688 von französischen Truppen erobert und im März 1689 komplett zerstört sowie die Bevölkerung vertrieben. Nach dieser Zerstörung war Kurfürst Johann Wilhelm maßgeblich für den erneuten Wiederaufbau verantwortlich. Noch vor Abschluss des Friedensvertrages verfasste der Kurfürst 1697 eine Proklamation, in der er den Wiederaufbau der Stadt anordnete und die Flüchtlinge zur Rückkehr aufforderte. Nach dem Beginn der Wiederaufbauarbeiten stieg die Bevölkerungszahl recht schnell wieder an.

### Residenzstadt der Kurpfalz

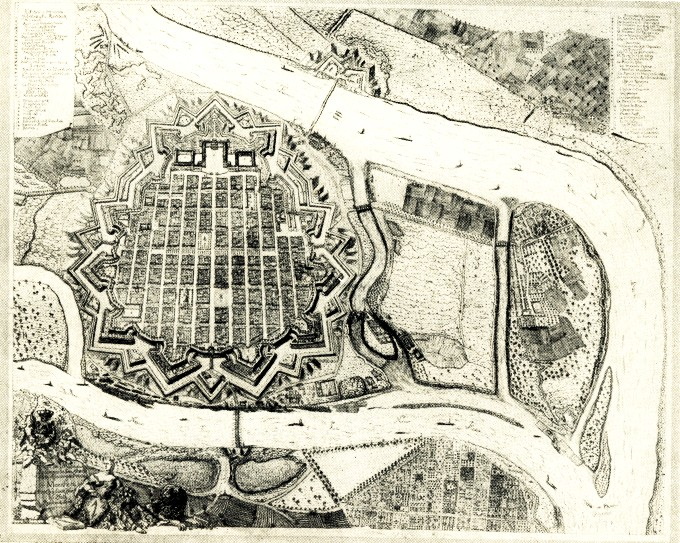
Mannheim (1758)

1720 verlegte Kurfürst Carl Philipp seinen Hof von Heidelberg nach Mannheim und begann den Bau des Mannheimer Schlosses (1760 gemeinsam mit der Jesuitenkirche vollendet). Mannheim wurde Residenzstadt der Kurpfalz, und es begann eine nur 58 Jahre dauernde, aber glanzvolle Prachtzeit der mittlerweile 25.000 Einwohner zählenden Stadt.
Der kurpfälzische Hof förderte Kunst und Musik, Wissenschaft und Handel. Goethe, Schiller und Lessing weilten in Mannheim ebenso wie Mozart.
Am 2. August 1776 erhielt das erste Haus Mannheims einen Blitzableiter, den der damalige Befehlshaber der Stadt, Leopold Freiherr von Hohenhausen, an seinem eigenen Haus anbringen ließ. Am 5. August ließ er einen zweiten Blitzableiter anbringen. Dazu beauftragt hatte er Johann Jakob Hemmer, „Vollender des Blitzableiters“.
1778 verlegte Kurfürst Carl Theodor seine Residenz nach München, um seine bayerische Erbschaft antreten zu können. Damit setzte in Mannheim ein wirtschaftlicher und kultureller Aderlass ein.

### Badische Industriestadt
1795 wurde die Stadt von französischen Truppen besetzt und daraufhin von österreichischen Truppen zurückerobert. 1803 verlor Mannheim endgültig seine politische Stellung: Im Zuge des Reichsdeputationshauptschlusses fiel die Stadt an Baden, in dem es – geografisch an den nordwestlichen Rand gedrängt – lediglich den Status einer Grenzstadt hat.
Im „Jahr ohne Sommer“ 1816, das durch den Ausbruch des Tambora-Vulkans verursacht wurde und Hungersnot und Pferdesterben zur Folge hatte, erfand Karl von Drais das Zweirad und damit den mechanisierten Individualverkehr. 1828 wurde der Rheinhafen eröffnet und 1840 die erste badische Eisenbahnstrecke Mannheim–Basel. Geprägt vom wirtschaftlichen Aufstieg des Bürgertums begann allmählich eine weitere Blütezeit Mannheims. In der Märzrevolution von 1848 war die Stadt ein Mittelpunkt der politischen und revolutionären Bewegung. In dieser Zeit wurde auch die Infrastruktur der wachsenden Bevölkerung angepasst: 1851 wurde die Gasbeleuchtung eingeführt, ab 1870 die Kanalisation und eine verbesserte Wasserversorgung. 1865 gründete Friedrich Engelhorn die Badische Anilin- und Soda-Fabrik (BASF), die allerdings später nach Ludwigshafen verlegt wurde. Aus der Farbenfabrik wurde das größte Chemieunternehmen der Welt. 1880 wurde von Werner von Siemens der weltweit erste elektrische Aufzug in Mannheim vorgestellt. 1886 ließ Carl Benz seinen Motorwagen Nummer 1 patentieren. 1909 gründeten Karl Lanz und Johann Schütte die Firma Schütte-Lanz, die insgesamt 22 Luftschiffe baute. Die Firma war Hauptkonkurrent der Zeppelin-Werke. Ab 1918 übernimmt Mannheim die Patenschaft für den Wiederaufbau von Memel (Klaipeda). Nach dem Ersten Weltkrieg stellte die Heinrich Lanz AG mit dem Bulldog den erfolgreichsten Schweröl-Traktor vor. Der von Prosper L’Orange bei den Motorenwerken Mannheim erfundene Vorkammer-Dieselmotor wurde bei Benz & Cie zum 1923 weltersten kompakten Fahrzeug-Dieselmotor weiterentwickelt. 1922 wurde das Großkraftwerk Mannheim in Betrieb genommen. Die Stadt zählte um 1930 gemeinsam mit der Schwesterstadt Ludwigshafen, die sich aus der alten Mannheimer Rheinschanze entwickelt hatte, 385.000 Einwohner.

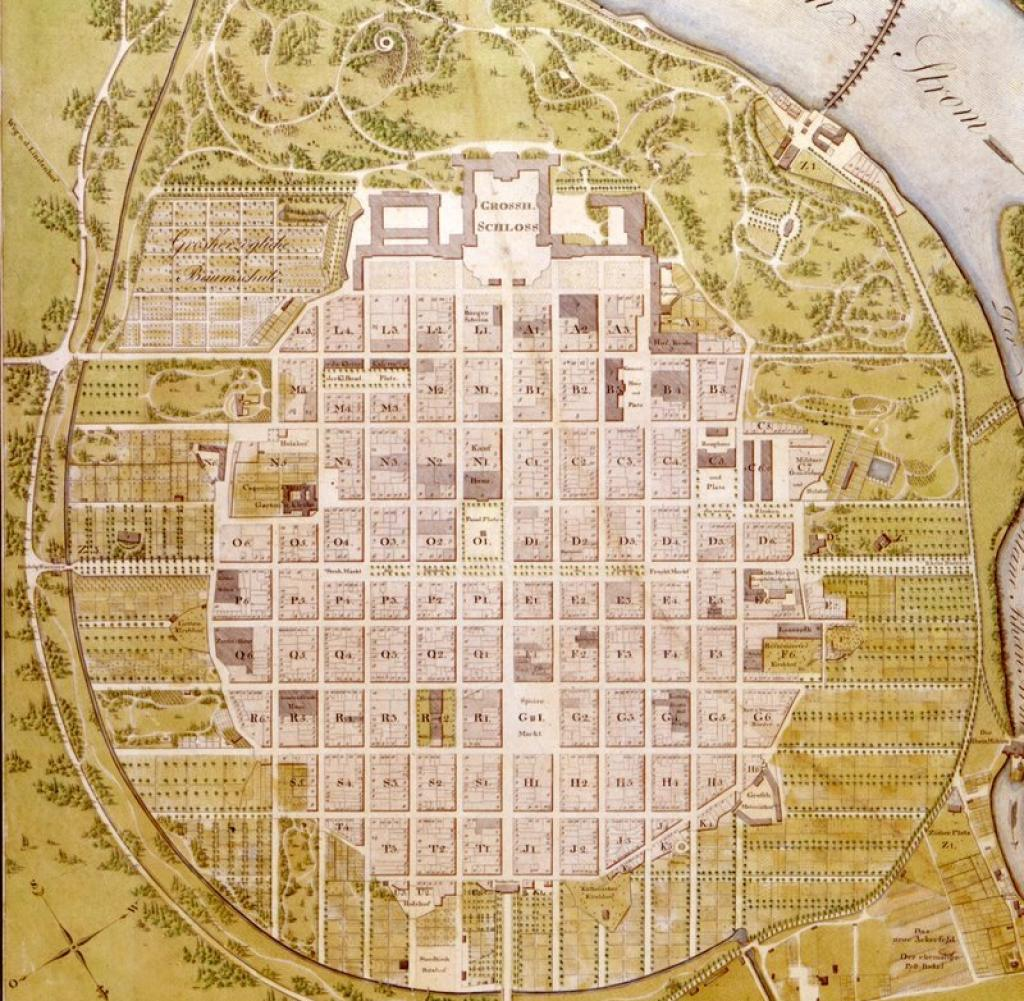
Mannheim (1813)
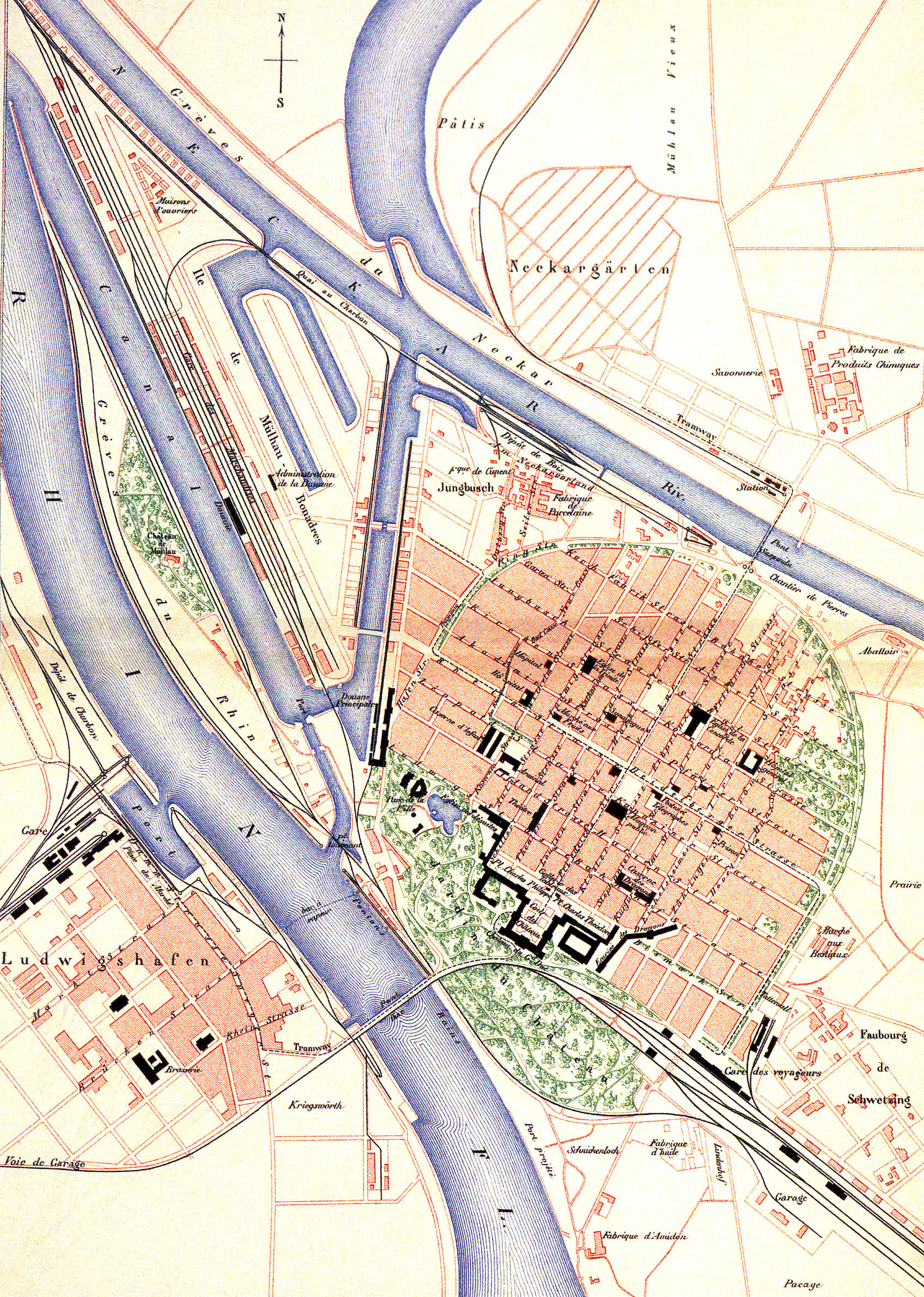
Historische Karte von Mannheim (1880)
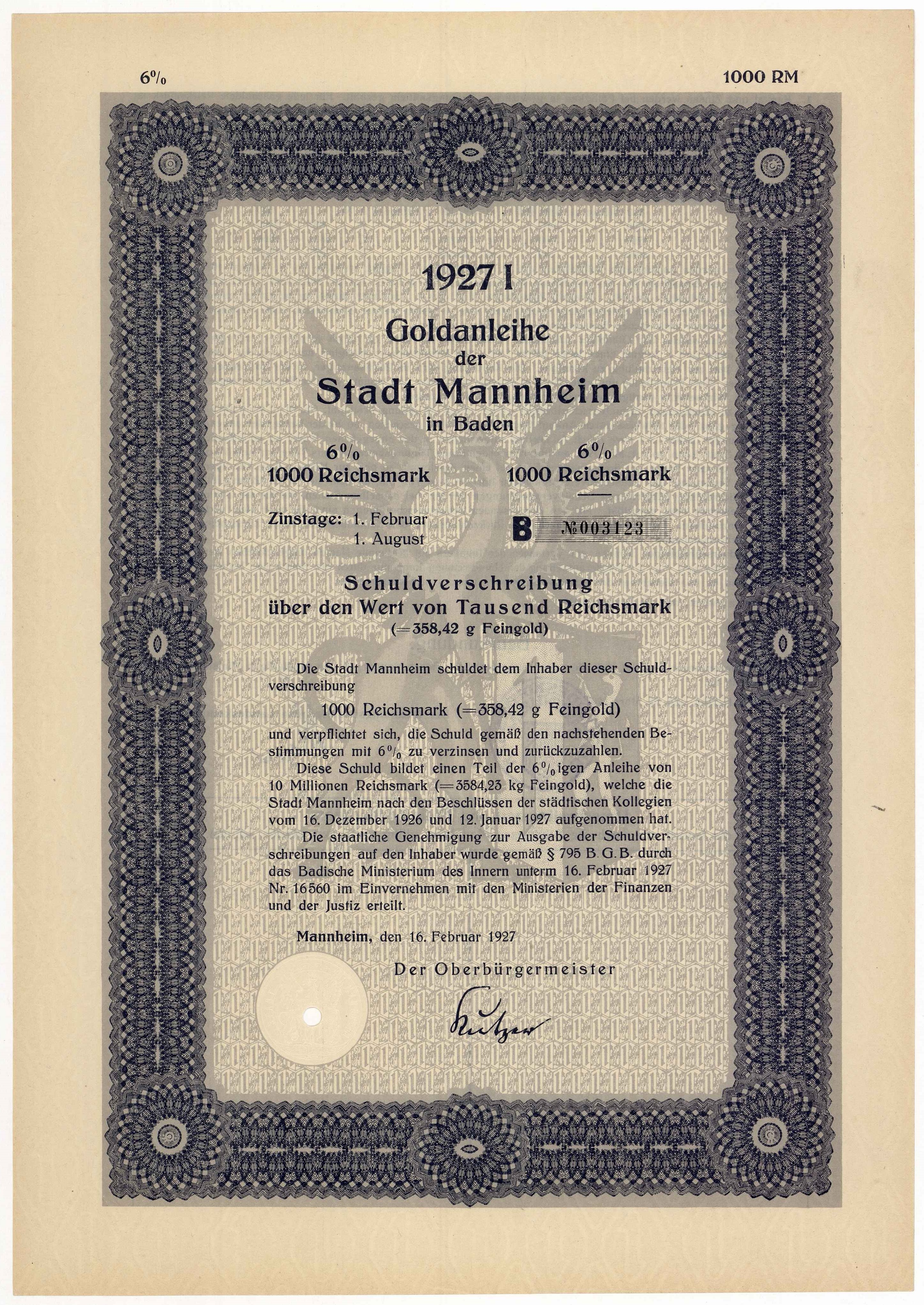
Goldanleihe der Stadt Mannheim vom 16. Februar 1927

### Vom Dritten Reich bis heute
Während des Dritten Reichs wurden fast 2000 Mannheimer mit jüdischem Hintergrund deportiert. Es gab in der Stadt rund 140 Stellen, an denen Zwangsarbeiter untergebracht waren, viele auch in der Nähe der großen Unternehmen, die während der Zeit des Nationalsozialismus Zwangsarbeiter und Kriegsgefangene beschäftigten. Im Stadtteil Sandhofen gab es jeweils ein KZ-Außenlager des KZ Natzweiler-Struthof und des KZ Hinzert.
Mannheim wurde im Zweiten Weltkrieg durch die Luftangriffe auf Mannheim fast völlig zerstört. Heute besteht etwa ein Drittel der Stadt aus Gebäuden von vor dem Zweiten Weltkrieg. Ein umfassendes Bunkerbauprogramm von 1940 bis 1945 rettete zahlreichen Mannheimern das Leben. Ende März 1945 wurde die Stadt schließlich von US-Truppen besetzt, während der Krieg in anderen Teilen Deutschlands erst am 8. Mai mit der Bedingungslosen Kapitulation der Wehrmacht endete. Die US-Army übernahm u. a. eine Pionier-Kaserne der Wehrmacht im Stadtteil Feudenheim, die 1948 nach dem Gefreiten Dominic Spinelli benannt wurde und bis zum Abzug der amerikanischen Streitkräfte 2014 eines ihrer wichtigsten Nachschubdepots in Europa war.

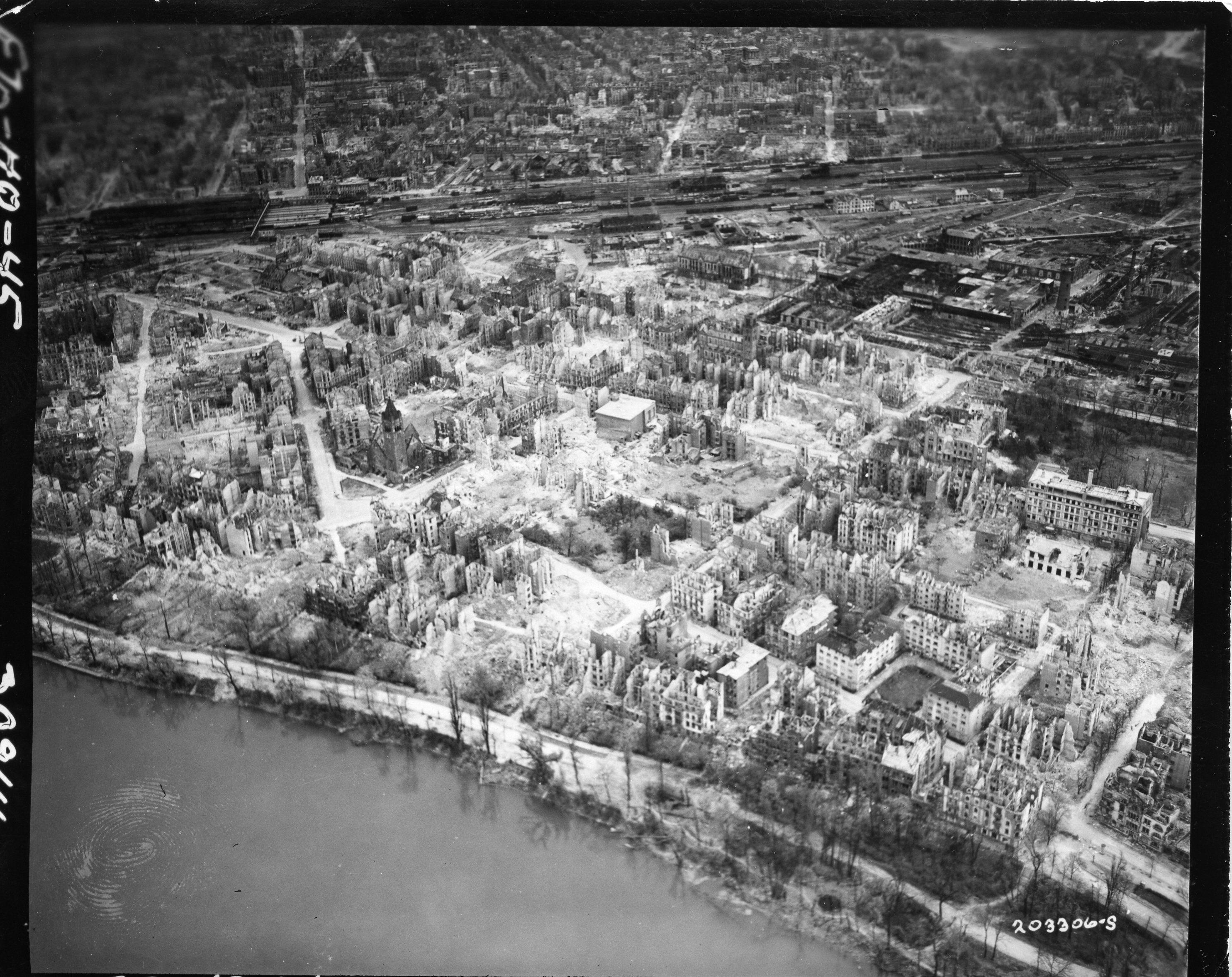
Das zerstörte Mannheim am 5. April 1945
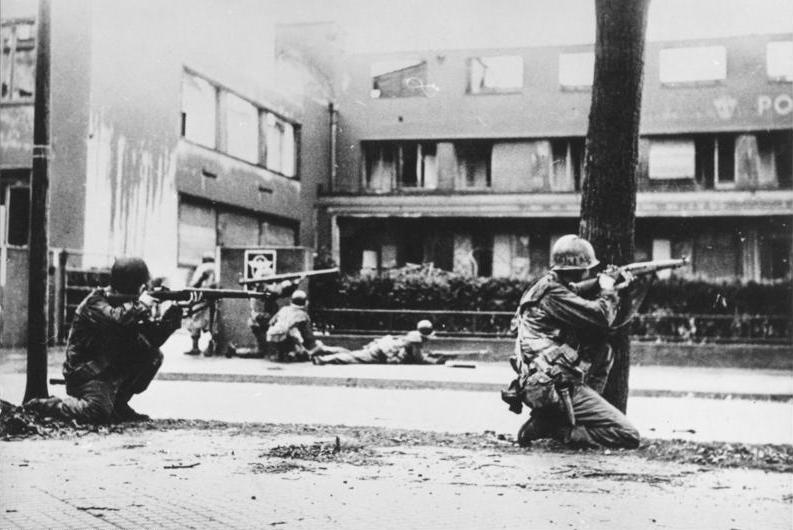
US-Truppen bei der Einnahme von Mannheim (1945)

Den US-Truppen stellte sich bald nach ihrem Einmarsch nach Mannheim das Problem, dass sich in der Stadt mindestens 20.000 Displaced Persons (DPs), größtenteils osteuropäische Zwangsarbeiter aufhielten. Um sie versorgen zu können, richtete die US-Militärregierung am 30. März 1945 in der Kaiser-Wilhelm-Kaserne – den späteren Turley Barracks – ein DP-Lager für die DPs aus Mannheim und Nordbaden ein. Allerdings scheint diese Unterbringung unzureichend gewesen zu sein, denn ein Foto im United States Holocaust Memorial Museum dokumentiert die Vertreibung deutscher Mannheimer aus ihren Häusern, um mehr Platz für DPs zu schaffen.
Die Betreuung der DPs und der Camps lag bei der UNRRA, und das vorrangige Ziel war es, die Menschen möglichst schnell wieder in ihre Heimatländer zurückzuschaffen. Teilweise wurden bis zu 2.000 Personen pro Tag zurück in ihre Heimat geschickt, so dass sich 1948 nur noch 960 heimatlose Menschen in der Kaserne befanden. Allerdings stießen diese Repatriierungen gerade bei osteuropäischen DPs oft auf Widerstand, weil sie sich vor Repressalien im sowjetischen Herrschaftsbereich fürchteten. So berichtete etwa Der Spiegel, dass sich in einem Mannheimer Lager 600 aus der Ukraine stammende DPs Anfang September 1945 mit einem Aufstand gegen den Rücktransport in die Sowjet-Union gewehrt hätten. Allerdings ohne Erfolg: Nach einer viertägigen Verschiebung ihrer Abfahrt mussten sie dennoch die Rückreise antreten.
Im DP-Lager-Verzeichnis der Arolsen Archives finden sich mehrere Mannheim betreffende Einträge, darunter auch einer zu einem Beschäftigten-Zentrum in Käfertal. Das könnte ein Hinweis auf das Franklin-Areal sein, wo in der Flakkaserne und Gallwitz-Kaserne neben amerikanischen Soldaten auch einige hundert DPs untergebracht sein sollten. Ein weiterer Eintrag der Arolsen Archives gilt einer DP-Technical School / Training-School. Im Zusammenhang mit dem DP-Lager Hanau erwähnt Alice Noll, dass „dem Hanauer Lager neben Wiesbaden und Mannheim eine herausgehobene Stellung innerhalb der westlichen alliierten Zone“ zugekommen sei. Diese hervorgehobene Stellung sei mit dem Projekt verbunden gewesen, Berufs- und Ausbildungszentren in den Lagern zu gründen, die auf eine berufliche Wiedereingliederung vorbereiten sollten. Noll berichtete allerdings nur für Hanau von der Umsetzung dieser Pläne.
Einige Mannheimer DPs sowie 47 Rückkehrer des letzten Transports nach Theresienstadt gründeten im Oktober 1945 in Mannheim wieder eine jüdische Gemeinde. Ihr Gemeindezentrum und
die Synagoge befanden sich damals im ehemaligen jüdischen Waisenhaus in R 7, 24.
Nur mühsam setzte der Wiederaufbau der Stadt ein. Schloss und Wasserturm wurden wiederaufgebaut, das Nationaltheater an neuer Stelle errichtet. An alter Stelle befindet sich der Schillerplatz mit Schiller-Denkmal. Die Wohnungsnot führte zur Erschließung zahlreicher neuer Wohngebiete.
1964 wurde das Städtische Krankenhaus am Neckar Fakultät der Ruprecht-Karls-Universität Heidelberg für Klinische Medizin Mannheim. 1967 wurde Mannheim Universitätsstadt.
1975 bildete die Bundesgartenschau einen Glanzpunkt in Luisen- und Herzogenriedpark. Eine Reihe baulicher Maßnahmen wurde umgesetzt: der Fernmeldeturm und eine zweite Rheinbrücke wurden gebaut, die Planken wurden zur Fußgängerzone, der neue Rosengarten wurde eingeweiht, und der Aerobus schwebte durch Mannheim. Auch in den 1980er und 1990er Jahren wurden eine Reihe von Großprojekten verwirklicht: Planetarium, Kunsthallenerweiterung, neues Reiß-Museum, Stadthaus, neues Maimarktgelände, Synagoge, Moschee, Landesmuseum für Technik und Arbeit (Technoseum), Carl-Benz-Stadion und Fahrlachtunnel wurden eröffnet.
Wirtschaftlich prägte in der jüngeren Vergangenheit die Abnahme der industriellen Arbeitsplätze Mannheim. Die Stadt versuchte mit der Ausweisung von Gewerbegebieten und der Ansiedlung von Dienstleistungsunternehmen diesen Strukturwandel zu gestalten. Paradebeispiel ist der Bau des Victoria-Hochhauses 2001, eines der höchsten Gebäude der Stadt, am Bahngelände. Im Hinblick auf das 400. Stadtjubiläum 2007 wurden ab 2000 einige städtebauliche Aktivitäten umgesetzt: SAP Arena mit Anschluss an den neuen Stadtbahnring Ost, Sanierung der Fußgängerzone Breite Straße, des Zeughauses und des Schlosses, komplette Umgestaltung des Alten Meßplatzes und die Stadtbahnneubaustrecke Schafweide. Das Konzept des Stadtjubiläums zielte auf ein vielfältiges Spektrum von Veranstaltungen ohne ein dominierendes Zentralereignis.
Während der Flüchtlingskrise in Europa 2015/2016 nahm Mannheim 12.000 Flüchtlinge auf, vor allem in den ehemaligen Kasernen der US-Armee.

### Eingemeindungen
Zwischen 1895 und 1944 wurden mehrere umliegende Ortschaften zu Mannheim eingemeindet, darunter mit Neckarau das damals größte badische Dorf. Bei der großen Gemeindereform in den 1970ern gab es Pläne Brühl, Ilvesheim, Edingen-Neckarhausen und Ladenburg einzugemeinden. Wegen der großen Proteste nahm man aber davon Abstand, und Mannheim war eine der wenigen Städte Baden-Württembergs, die keinen Flächenzuwachs erhielten. Vor der ersten Eingemeindung umfasste das Stadtgebiet 2384 Hektar:

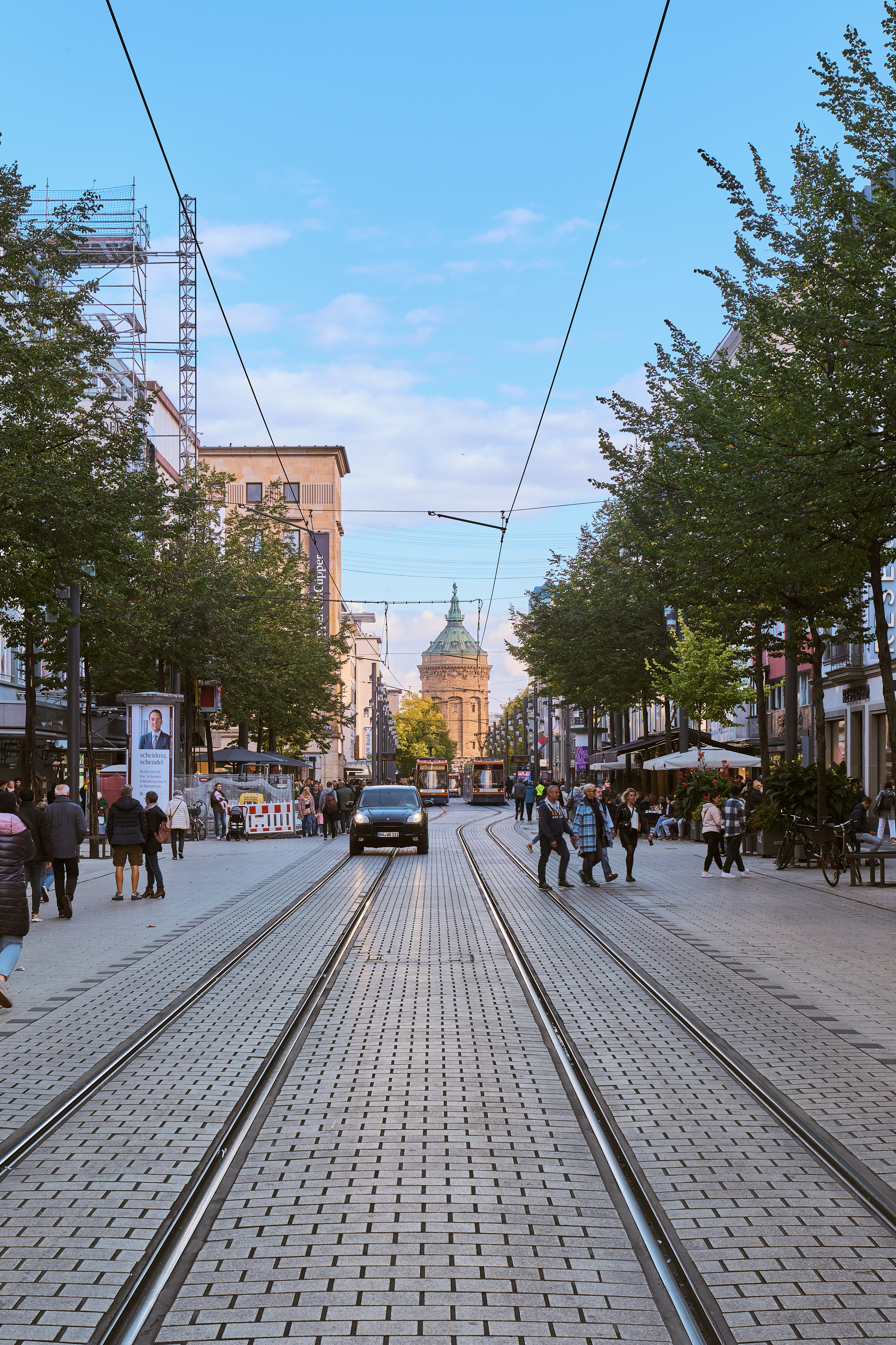
Fußgängerzone „Planken“

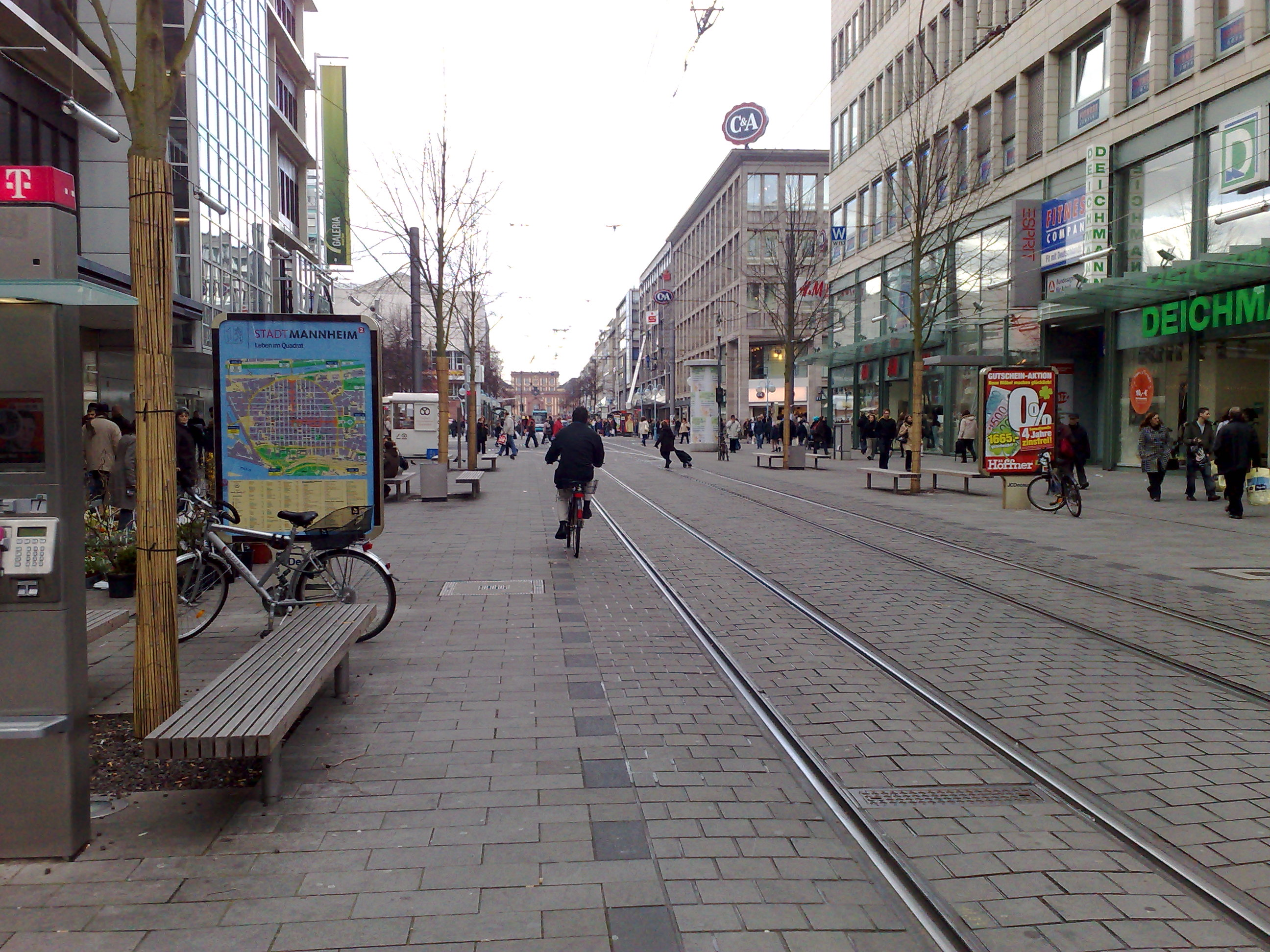
Fußgängerzone „Breite Straße“

| Jahr | Orte                         | Zuwachs in Hektar |
| ---- | ---------------------------- | ----------------- |
| 1895 | Friesenheimer Insel          | 717               |
| 1897 | Käfertal                     | 1777              |
| 1899 | Neckarau                     | 1575              |
| 1910 | Feudenheim                   | 781               |
| 1913 | Sandhofen                    | 2437              |
| 1913 | Rheinau                      | 959               |
| 1929 | Wallstadt                    | 674               |
| 1930 | Seckenheim                   | 1687              |
| 1930 | Friedrichsfeld               | 225               |
| 1930 | Kirschgartshausen            | 489               |
| 1930 | Sandtorf                     | 264               |
| 1930 | Straßenheim                  | 406               |
| 1944 | Gemarkung Rohrhof (zum Teil) | 233               |

## Bevölkerung

### Einwohnerentwicklung

Einwohnerentwicklung von Mannheim von 1871 bis 2017

Die Einwohnerzahl der Stadt Mannheim überschritt 1896 die Grenze von 100.000 und machte sie damit zur Großstadt. 1905 hatte die Stadt über 160.000 Einwohner, bis 1961 verdoppelte sich diese Zahl. 1970 erreichte die Bevölkerungszahl mit rund 333.000 ihren historischen Höchststand. Durch Wanderungsverluste ins Umland sowie eine negative Geburten- und Sterbefallbilanz nahm die Zahl der Einwohner bis 1986 auf rund 295.000 ab. Aktuell gilt der vermehrte Zuzug in Ballungsräume auch für Mannheim. Bereits 1988 hatte die Stadt wieder mehr als 300.000 Einwohner, diese Zahl erhöhte sich in den kommenden Jahren weiter. Durch den Zensus 2011 war die Einwohnerzahl erneut auf unter 300.000 zurückgegangen, hatte sich in den folgenden Jahren aber wieder erhöht.
Im Jahr 2020 wurde Mannheim laut Daten des Statistischen Landesamts erstmals seit dem Zensus 2011 wieder zweitgrößte Stadt Baden-Württembergs. Für den 31. Dezember 2023 nennt die Kommunale Statistikstelle der Stadt Mannheim 330.896 Einwohner, davon 326.941 mit Hauptwohnsitz.
Der Ausländeranteil liegt, bezogen auf den Hauptwohnsitz, bei 28,5 % (93.246 Personen). Einen Migrationshintergrund haben unter Berücksichtigung von eingebürgerten Personen und Spätaussiedlern 158.649 Einwohner (48,5 %). Die größten Einwanderergruppen stammen dabei aus:
| - Türkei (28.575) - Polen (15.343) - Italien (10.937) - Rumänien (8.938) - Bulgarien (8.163) | - Kroatien (5.615) - Ukraine (5.440) - Russland (4.506) - Griechenland (4.380) - Kasachstan (3.310). |

In den einzelnen Stadtbezirken beträgt der Anteil der Einwohner mit Migrationshintergrund:
| - Innenstadt/Jungbusch 61,9 % - Neckarstadt-West 69,1 % - Neckarstadt-Ost 50,2 % - Schwetzingerstadt/Oststadt 38,2 % - Lindenhof 31,6 % - Sandhofen 31,6 % - Schönau 45,8 % - Waldhof 38,1 % - Neuostheim/Neuhermsheim 35,7 % | - Seckenheim 37,2 % - Friedrichsfeld 29,6 % - Käfertal 45,7 % - Vogelstang 47,2 % - Wallstadt 21,2 % - Feudenheim 20,4 % - Neckarau 35,0 % - Rheinau 47,1 % |

### Religionen und Weltanschauungen

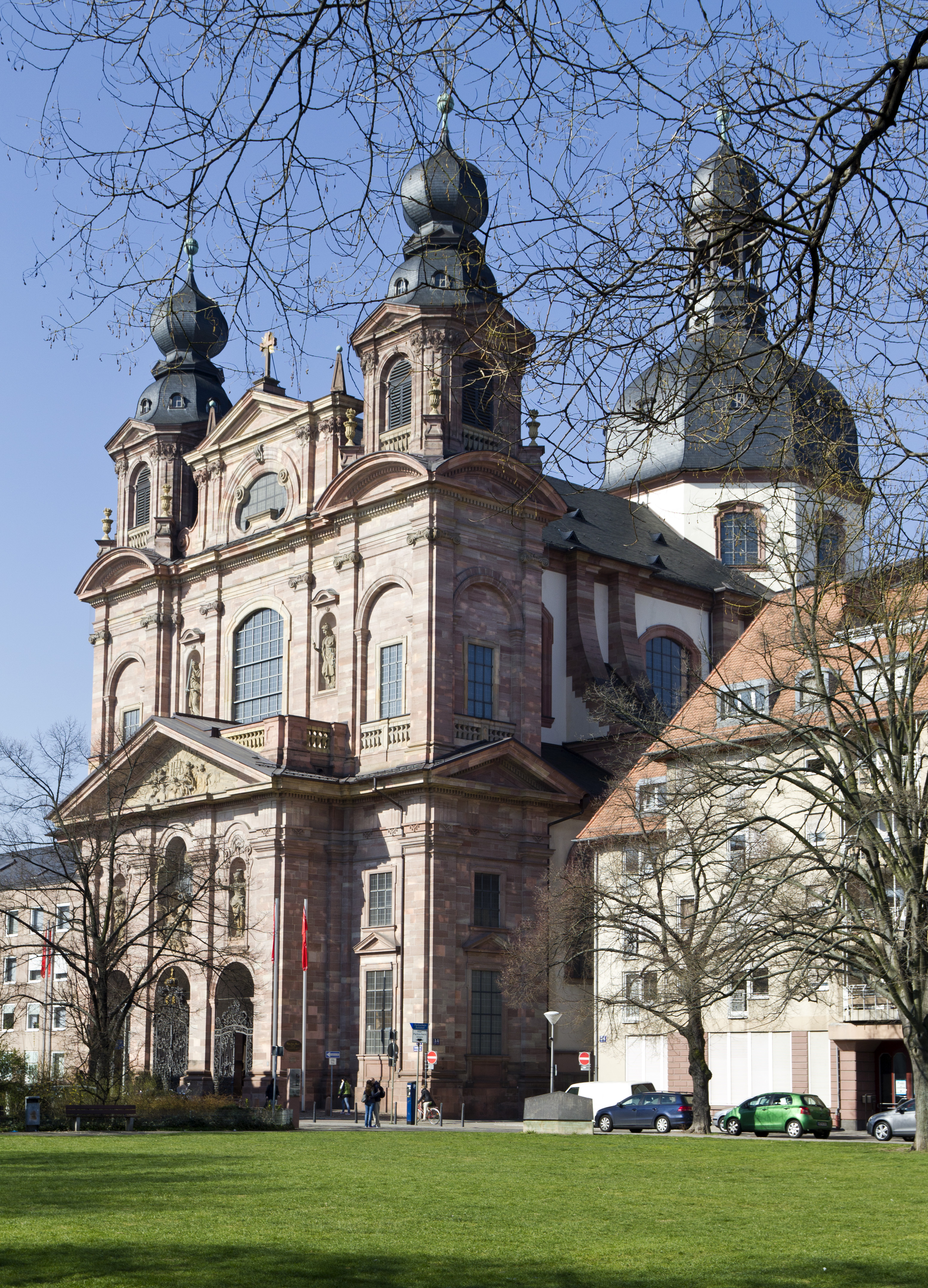
Jesuitenkirche in A 4

#### Konfessionsstatistik
Gemäß Volkszählung in der Europäischen Union 2011 waren damals 29,8 % der Stadtbevölkerung katholisch, 26,5 % evangelisch und 43,7 % gehörten einer sonstigen oder keiner öffentlich-rechtlichen Religionsgesellschaft an (bereinigter Registerbestand). Der Anteil der Protestanten und Katholiken an der Gesamtbevölkerung ist seitdem beträchtlich gesunken und die Personen, die keiner rechtlich-körperschaftlich verfassten Glaubensgemeinschaft angehören, sind eine absolute Mehrheit der Bevölkerung. Die derzeitige Verteilung der Stadtbevölkerung nach ihrer Religionszugehörigkeit (Stand 31. Dezember 2024) ist römisch-katholisch 21,5 %, evangelisch 16,7% und sonstige/keine 61,9 %.
Genaue Zahlen zu weiteren Religionsgemeinschaften wurden letztmals beim Zensus von 2011 erhoben: Damals waren 0,7 % der Bevölkerung evangelisch-freikirchlich, 2,6 % orthodox. Nach einer Berechnung aus den Zensuszahlen für die Personen mit Migrationshintergrund lag der Bevölkerungsanteil der Muslime 2011 bei 10,8 %.

#### Protestanten
Kurfürst Ottheinrich führte mit Mandat vom 4. April 1556 die Reformation lutherischen Bekenntnisses in der Kurpfalz ein, nachdem bereits sein Vorgänger Friedrich II. zehn Jahre zuvor ernsthafte Anstrengungen in dieser Richtung unternommen hatte (erste lutherische Abendmahlsfeier in der Heidelberger Heiliggeistkirche am 18. April 1546). Unter Ottheinrichs Nachfolger Friedrich III. wechselte die Kurpfalz ab 1561 zum reformierten Bekenntnis calvinistischer Prägung (Heidelberger Katechismus 1563). Die Zeit der Mannheimer Stadtgründung fiel somit in die Phase des kurpfälzischen Reformiertentums, was der Stadt für lange Zeit eine reformiert-protestantische Prägung verlieh. Die evangelisch-reformierte Konfession wurde auch als einzige im 17. Artikel der Mannheimer Privilegien von 1652 genannt. Die reformierte Kirche bestand im 17. Jh. jeweils aus einer französischen, niederländischen und hochdeutschen Gemeinde.
1821 wurde im Großherzogtum Baden die Union zwischen lutherischen und reformierten Gemeinden durchgeführt. 2005 wurde im Stadtteil Waldhof die erste Jugendkirche der evangelischen Landeskirche Baden eröffnet. Mit der Eingliederung der zuvor eigenständigen Evangelischen Kirchengemeinde Friedrichsfeld 2008 gehören alle protestantischen Gemeinden, sofern sie nicht zu einer Freikirche gehören, zum Kirchenbezirk Mannheim innerhalb des Kirchenkreises Nordbaden der Evangelischen Landeskirche in Baden. Der Kirchenkreis Nordbaden hat seinen Sitz in Schwetzingen.

##### Unitarier und Hutterer
Um Einwohner für das neuaufgebaute Mannheim zu gewinnen, öffnete Kurfürst Karl Ludwig die Stadt Mitte des 17. Jh. auch für nicht-reformierte Glaubensgemeinschaften. So fanden sich in Quadrat E 6, wo sich heute etwa das Eigentum des kath. Bürgerhospitals befindet, Besitzungen der radikal-reformatorischen Unitarier und Hutterer, die hier für kurze Zeit Gemeinden bildeten.
Die unitarische Gemeinde bestand zum großen Teil aus antitrinitarischen Religionsflüchtlingen aus Polen-Litauen, wo die dortige unitarische Kirche (Polnische Brüder) ab Mitte des 17. Jh. zunehmend Verfolgungen ausgesetzt gewesen war. Die Polnischen Brüder waren eine aus der Reformation hervorgegangene unitarische Kirche, die die Trinität ablehnten und in Teilen den Remonstranten (Vernunftsglaube) und den Täufern/Mennoniten (Bekenntnistaufe) nahestanden. Auf einer der letzten Synoden der Polnischen Brüder 1663 in Kreuzberg / Schlesien wurden die beiden Theologen Andrzej Wiszowaty und Stegmann in die Pfalz gesandt, um hier die Vertriebenen zu betreuen und ein langfristiges Asyl erreichen zu können. Kurfürst Karl Ludwig sicherte zunächst eine eingeschränkte Religionstoleranz zu, sofern die Unitarier nicht offen auftreten würden. Dennoch kam es in Folge zu einem Zerwürfnis, insbesondere mit dem reformiert geprägten Kirchenrat. Den Unitariern wurden u. a. vorgeworfen, unter den Mannheimer Bürgern offen für ihre Konfession geworben zu haben, was ein Dekret des Stadtrats vom 8. November 1664 ausdrücklich verbot. Wiszowaty begab sich schließlich im Sommer 1666 in die Niederlande, Stegmann wurde Pfarrer in Klausenburg/Siebenbürgen, andere übersiedelten nach Preußen oder Schlesien, wo die Unitarier noch bis 1675 toleriert wurden
Die der Täuferbewegung zuzurechnenden und kommunitär (in Gütergemeinschaft) lebenden Hutterer besaßen zwischen 1655 und 1684 einen eigenen Bruderhof in Mannheim. Kurfürst Karl Ludwig gab ihnen gegen eine jährliche Schutzgeldzahlung und unter der Bedingung, sich still zu verhalten, Toleranz. Initiiert wurde der hutterischer Bruderhof von den beiden aus dem slowakischen Sobotischt stammenden hutterischen Delegierten Christoph Baumhauer und Jakob Amsler. Im Pestjahr 1666 wurden acht hutterische Familien gezählt, 1674 waren es 13 Familien. Später ging die Gemeinde infolge von Assimilation in das umgebende reformierte konfessionelle Milieu ein, der hutterische Vorsteher Jacob Brütmann nahm selbst 1684 die evangelisch-reformierten Konfession an. Neben den Hutterern soll es im 17. Jh. auch Mennoniten in der Stadt gegeben haben, später im 18. Jh. wurde Mannheim zeitweise ein regionales Zentrum mennonitischer Gemeindeaktivitäten in der Kurpfalz. Inwieweit es eine Kontinuität zwischen den frühen Hutterern und den im 18. Jh. in Mannheim auftretenden Mennoniten gibt, ist nicht mit Sicherheit zu beantworten.

#### Katholiken
Die ersten Kirchen lassen sich im 8. Jahrhundert in den Vororten Scharhof, Wallstadt und Feudenheim nachweisen. Eine Pfarrei in Mannheim selbst wurde erstmals im 14. Jahrhundert erwähnt. Sie gehörte zur Diözese Worms und war dem hl. Sebastian geweiht. Die älteste katholische Kirche ist die Pfarrkirche St. Sebastian am Marktplatz, die 1723 fertiggestellt wurde. 1729 stiftete Kurfürst Karl Philipp 100.000 Gulden für den Bau der Jesuitenkirche, die als Hofkirche dienen sollte. Zusammen mit der Liebfrauenkirche gehört sie seit 2005 zu einer gemeinsamen Pfarrgemeinde St. Sebastian. Die übrigen 28 römisch-katholischen Gemeinden sind zu zehn Seelsorgeeinheiten zusammengefasst und gehören zum Stadtdekanat Mannheim der Erzdiözese Freiburg.

#### Sonstige Kirchen

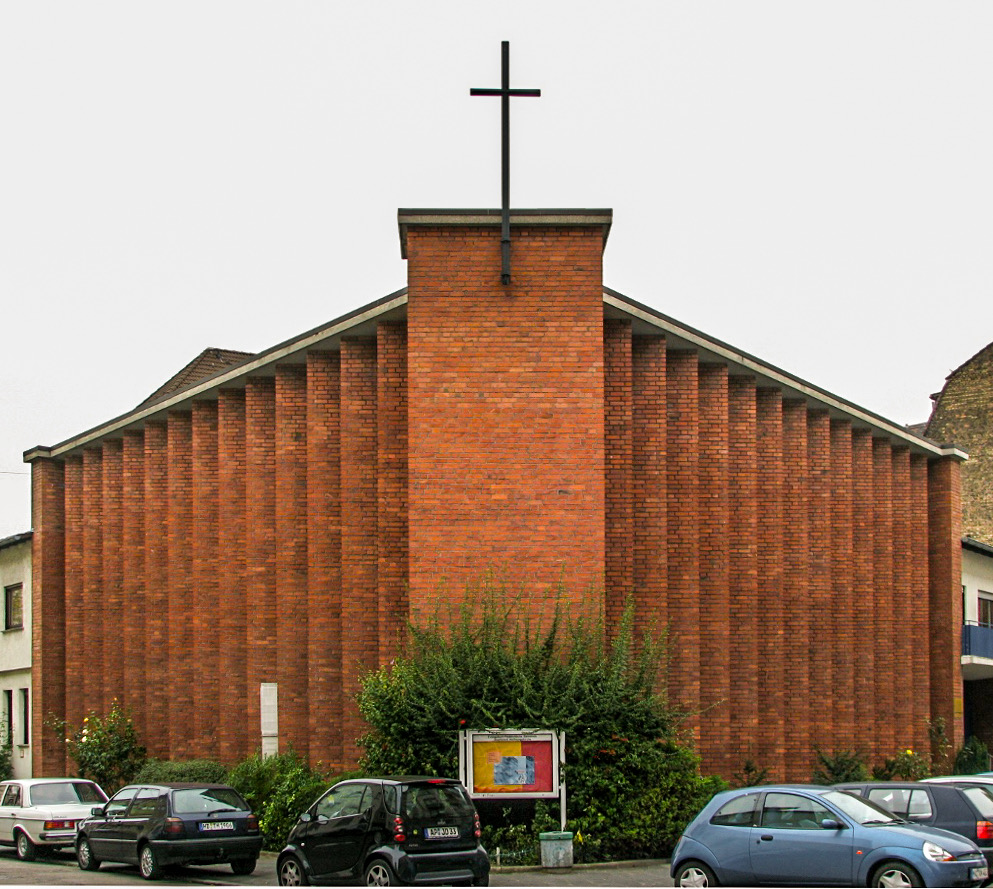
Hoffnungskirche der Evangelisch-Freikirchlichen Gemeinde

Außerdem gibt es mehrere orthodoxe Kirchengemeinden, unter anderen die russisch-orthodoxe Kirche St. Alexander Nevskij und die griechisch-orthodoxe Kirchengemeinde Kreuzerhöhung.
Auch evangelische Freikirchen sind zahlreich vorhanden. Hierzu gehören z. B. die Freie evangelische Gemeinde (FEG), die Gemeinde Haus des Herrn (HdH-Mannheim) in Mannheim-Rheinau, die Freikirche der Siebenten-Tags-Adventisten (STA) und die Evangelisch-Freikirchliche Gemeinde (Baptisten). Ihre Hoffnungskirche befindet sich seit 1961 im Stadtteil Neckarstadt.
Die Gemeinde der Alt-Katholischen Kirche ist seit 1873 in der Schlosskirche und in der einzigen blauen Kirche Mannheims, der Erlöserkirche Gartenstadt, zu Hause.
Daneben gibt es heute in Mannheim weitere christliche Glaubensgemeinschaften, darunter die Neuapostolische Kirche, die Zeugen Jehovas und eine Freireligiöse Gemeinde, die während der badischen Revolution Mitte des 19. Jahrhunderts entstand.

#### Juden

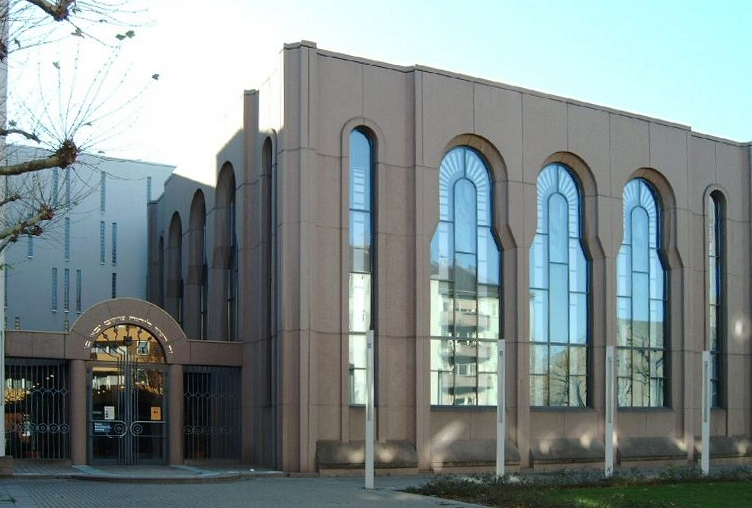
Mannheimer Synagoge in F3

Die erste Synagoge gab es in Mannheim 1660. Die Kurfürsten förderten insbesondere nach den Stadtzerstörungen im 17. Jahrhundert gezielt die Ansiedlung von Juden mit Steuererleichterungen und dem Privileg der Gewerbefreiheit, um Handel und Handwerk zum Aufschwung zu verhelfen. 1719 waren 10,6 % der Bevölkerung jüdisch. Bis 1895 vergrößerte sich die jüdische Gemeinde auf 4768 Mitglieder. Der übrige Bevölkerungszuwachs war allerdings noch rasanter, so dass nach 1900 der jüdische Anteil nur noch um drei Prozent lag. 1933 lebten in Mannheim 6402 Juden, die die größte Gemeinde in Baden bildeten.
Durch die Repressalien nach der Machtergreifung der Nationalsozialisten gerieten viele Juden bereits früh in Not. Schon 1933 verbot der damalige Oberbürgermeister Carl Renninger (NSDAP) die Auftragsvergabe an jüdische Firmen. Jüdische Dozenten der ansässigen Handelshochschule wurden beurlaubt, das Mannheimer Nationaltheater entließ jüdische Schauspieler, und jüdischen Ärzten wurde die Kassenzulassung entzogen. Viele Familien emigrierten ins Ausland, insbesondere in die USA. Nach der Verwüstung der drei Mannheimer Synagogen 1939 wurden 1940 rund 2000 und damit fast alle verbliebenen Juden nach Gurs deportiert. Die meisten wurden von dort in die deutschen Konzentrationslager im besetzten Polen verschleppt und ermordet.
Nach dem Zweiten Weltkrieg kehrten nur wenige Emigranten nach Mannheim zurück. Die Wiedergründung der jüdischen Gemeinde nach der nationalsozialistischen Verfolgung erfolgte im Oktober 1945 mit nur 120 Mitgliedern, darunter auch in Mannheim lebende Displaced Persons.
Die neue Synagoge der jüdischen Gemeinde wurde 1987 eröffnet. 2012 hatte die Gemeinde etwa 500 Mitglieder.

#### Muslime

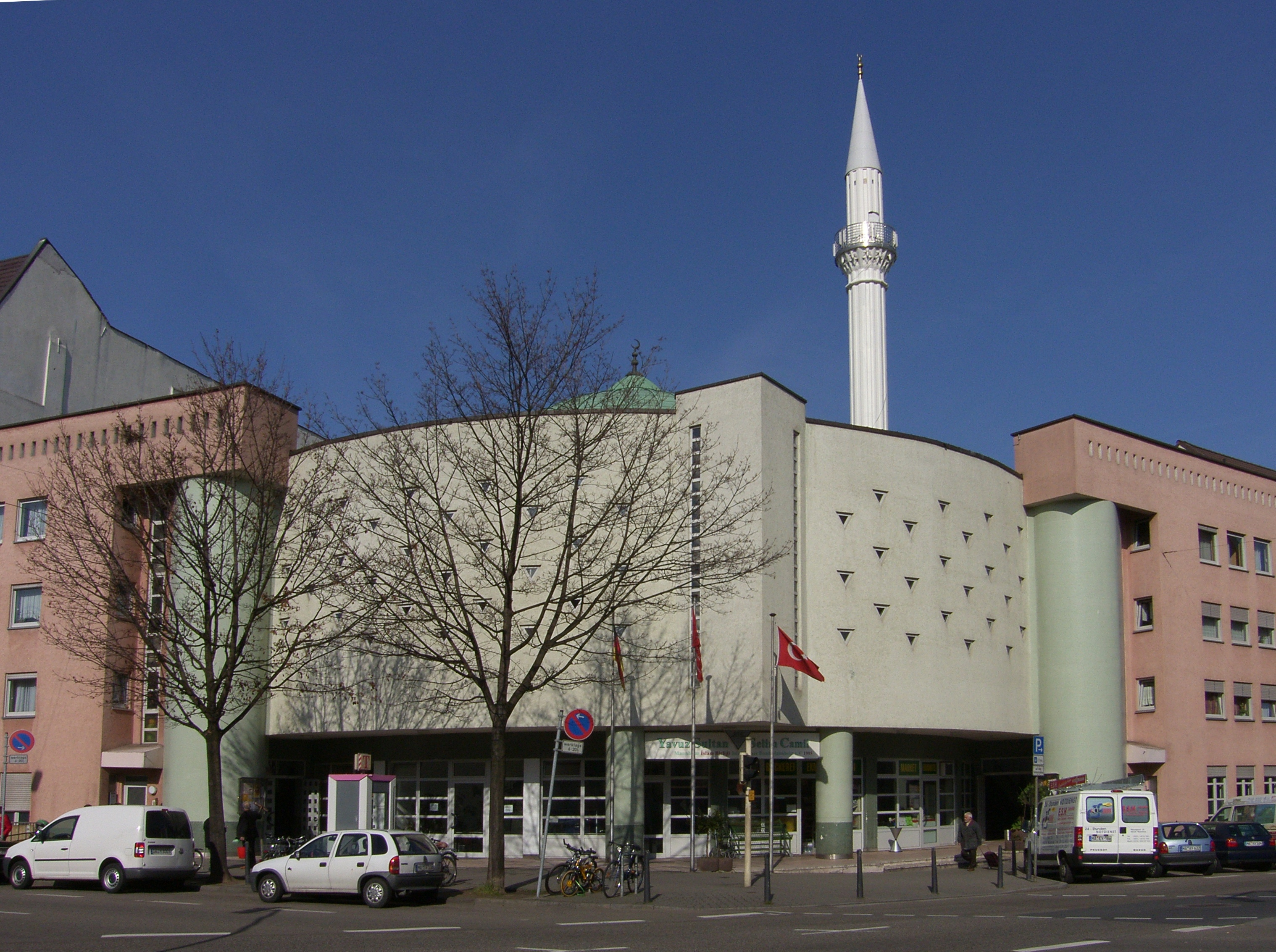
Yavuz-Sultan-Selim-Moschee im Stadtteil Jungbusch

Mit der zweiten Gastarbeiter-Welle Mitte der 1960er kamen viele Einwanderer aus der Türkei und damit erstmals eine nennenswerte Anzahl von Muslimen nach Mannheim. Ihre Zahl stieg bis 2004 auf 20.827 und damit sieben Prozent der Mannheimer Bevölkerung, wobei der größte Teil von ihnen Einwanderer aus muslimischen Ländern und deren Nachkommen sind. 1995 wurde daher die Yavuz-Sultan-Selim-Moschee, die bis dahin größte Moschee Deutschlands, gebaut, die 2500 Gebetsplätze bietet. 2005 wurde das bereits baufällig gewordene Minarett schlanker und höher neu errichtet. 2010 wurde in Mannheim-Casterfeld die Ehsan-Moschee der Ahmadiyya Muslim Jamaat errichtet. Außerdem bestehen weitere Moscheen in den Stadtteilen Innenstadt/Jungbusch (drei), Neckarstadt-West (zwei) sowie Neckarstadt-Ost, Waldhof, Neckarau, Rheinau und Hochstätt (jeweils eine).

#### Evolutionärer Humanismus
Die Giordano-Bruno-Stiftung, die den Evolutionären Humanismus vertritt, ist mit dem in Mannheim 2010 gegründeten Säkulare Humanisten · gbs Rhein-Neckar e. V. vertreten.

## Politik

### Gemeinderat
- Linke: 2
- PARTEI: 1
- Tierschutz: 1
- SPD: 9
- Klima: 1
- Grüne: 9
- MfM: 1
- DIE MANNHEIMER: 1
- FW-ML: 3
- FDP: 3
- CDU: 10
- AfD: 7

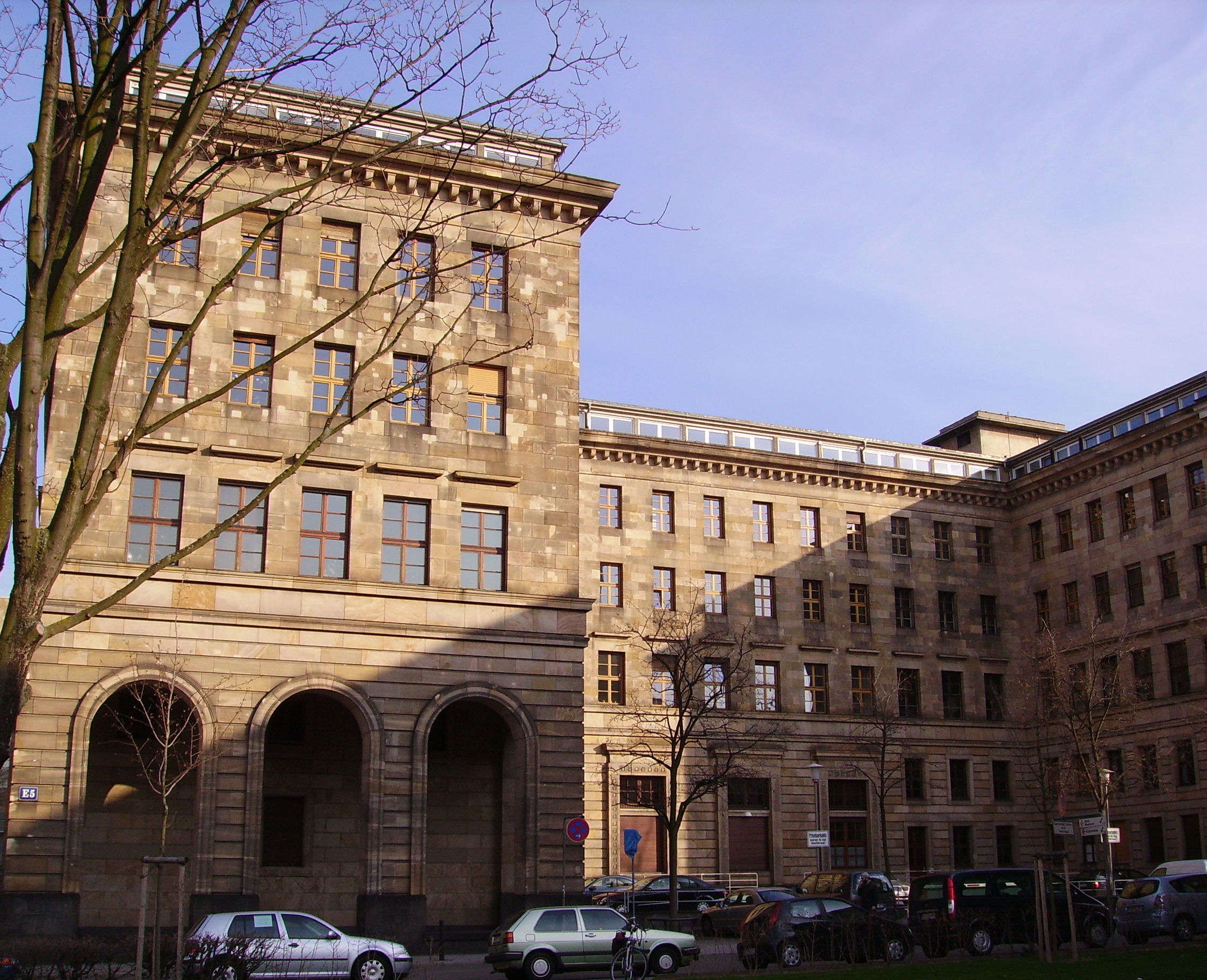
Rathaus in E5

Der Gemeinderat hat 48 Sitze und wird in direkter Wahl für jeweils fünf Jahre gewählt. Hinzu kommt der Oberbürgermeister als stimmberechtigter Vorsitzender des Gemeinderats. Nach dem baden-württembergischen Kommunalwahlrecht haben die Wähler die Möglichkeit des Kumulierens und Panaschierens.
Die Kommunalwahl 2024 führte zu folgendem Ergebnis (in Klammern: Unterschied zu 2019):

### Bürgermeister

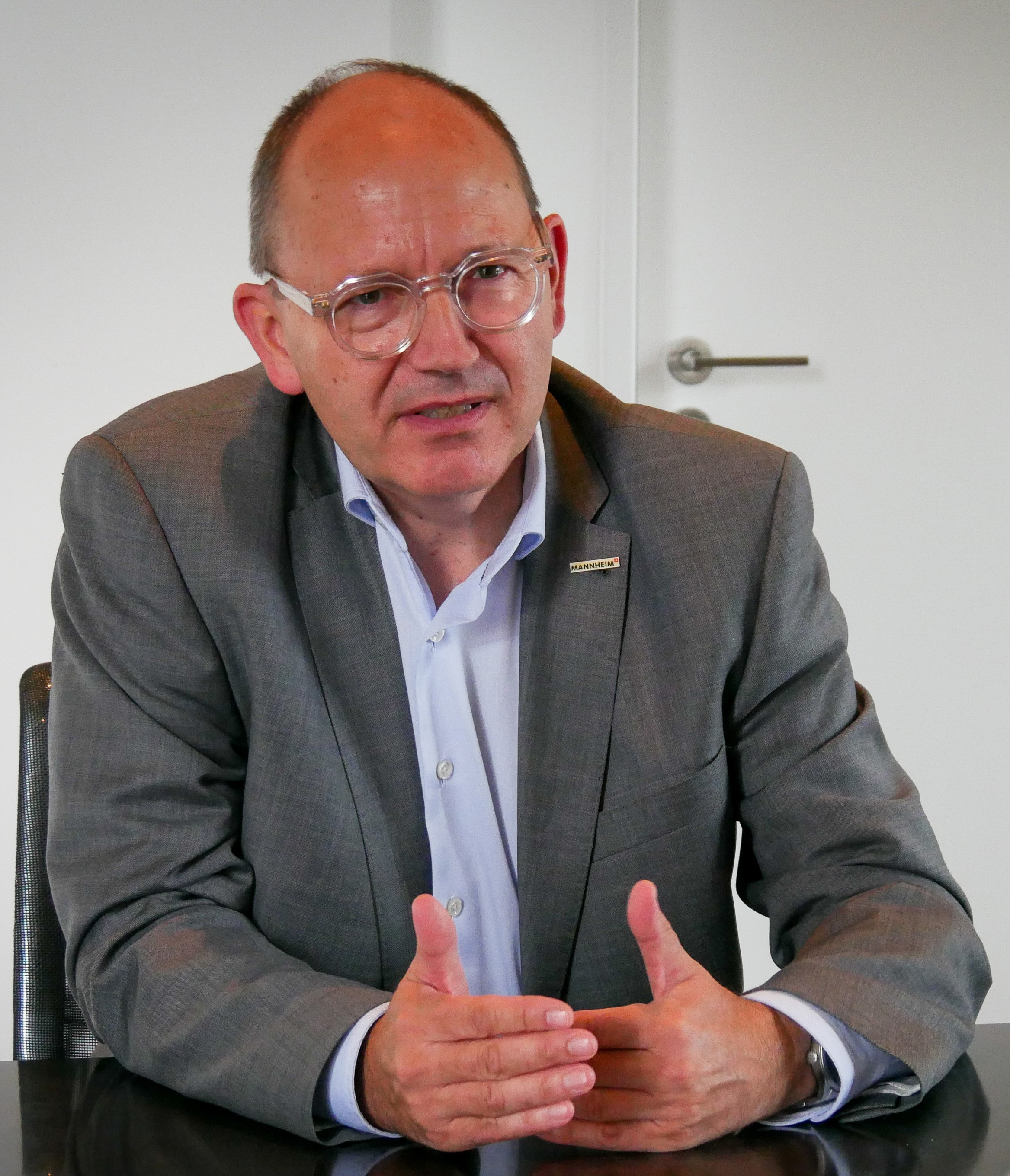
Oberbürgermeister Christian Specht (CDU)

An der Spitze der Stadtverwaltung steht der Oberbürgermeister, der gleichzeitig Vorsitzender des Gemeinderats ist. Er wird in direkter Wahl für eine Amtszeit von acht Jahren gewählt. Amtierender Oberbürgermeister ist Christian Specht (CDU), welcher am 9. Juli 2023 im zweiten Wahlgang mit 49,9 % bei einer Wahlbeteiligung von rund 30 % zum Oberbürgermeister gewählt wurde. Er trat das Amt am 4. August 2023 an. Specht ist damit der erste CDU-Oberbürgermeister in Mannheim seit 1948.
Dem Oberbürgermeister zur Seite gestellt sind die Erste Bürgermeisterin Diana Pretzell (Grüne) (zugleich stellvertretende Oberbürgermeisterin) und vier weitere Bürgermeister. Sie werden vom Gemeinderat für eine Amtszeit von acht Jahren gewählt und spiegeln daher parteipolitisch die jeweiligen Mehrheitsverhältnisse zum Zeitpunkt der Wahl wider. Jeder Bürgermeister führt in der Stadtverwaltung ein Dezernat.
Die Mitarbeiterzahl der Stadtverwaltung beträgt 2023 insgesamt knapp 8000 Personen.
Die Stadtoberhäupter seit 1928 waren:
- 1928–1933: Hermann Heimerich (SPD)
- 1933–1945: Carl Renninger (NSDAP)
- 1945–1948: Josef Braun (CDP; später CDU)
- 1948–1949: Fritz Cahn-Garnier (SPD)
- 1949–1955: Hermann Heimerich (SPD)
- 1956–1972: Hans Reschke (parteilos)
- 1972–1980: Ludwig Ratzel (SPD)
- 1980–1983: Wilhelm Varnholt (SPD)
- 1983–2007: Gerhard Widder (SPD)
- 2007–2023: Peter Kurz (SPD)
- seit 2023: Christian Specht (CDU)

### Bundestag
Das Stadtgebiet von Mannheim ist deckungsgleich mit dem des Wahlkreises 275. Bei der Bundestagswahl am 26. September 2021 erzielte Isabel Cademartori (SPD) mit 26,4 % der Erststimmen das Direktmandat im Wahlkreis vor Melis Sekmen (Bündnis 90/Die Grünen, seit Juli 2024: CDU) die 22,5 % erzielte. Sekmen zog ebenso wie Gökay Akbulut (DIE LINKE) und Konrad Stockmeier (FDP) über die Landeslisten ihrer Partei in den Bundestag ein. 2017 hatte Nikolas Löbel (CDU) das Direktmandat gewonnen.
Auch bei den Zweitstimmen lag die SPD in Mannheim mit 25,3 % vor den Grünen (21,1 %). Die CDU, 2017 noch stärkste Partei im Wahlkreis, erzielte 18,2 % der Zweitstimmen.
Bei der Bundestagswahl 2025 erzielte Melis Sekmen (jetzt CDU) das Direktmandat, konnte aber aufgrund der nicht vorhandenen Zweitstimmen-Absicherung nicht in den Bundestag einziehen. Isabel Cademartori und Gökay Akbulut zogen über die Landeslisten ihrer Partei in den Bundestag einziehen.

### Landtag
Die Stadt ist seit 1992 in die beiden Landtagswahlkreise Mannheim I und Mannheim II unterteilt. Im Landtag von Baden-Württemberg ist Mannheim in der Wahlperiode 2021–2026 vertreten durch Susanne Aschhoff (Bündnis 90/Die Grünen), Stefan Fulst-Blei (SPD), Boris Weirauch (SPD) und Elke Zimmer (Bündnis 90/Die Grünen).

### Hoheitszeichen

Bannerflagge mit aufgelegtem Wappen
Hissflagge ohne Wappen

Die Stadt Mannheim führt ein Dienstsiegel, ein Wappen und eine Flagge. Ferner verwendet die Stadt ein Logo.
| Wappen von Mannheim | Blasonierung: „Gespalten von Gold und Schwarz, vorne ein stehender roter Doppelhaken (Wolfsangel), hinten ein rotbewehrter, -bezungter und -bekrönter doppelschwänziger goldener Löwe.“ |
| Wappen von Mannheim | Wappenbegründung: Das Wappen wurde 1896 vom Stadtrat festgelegt und vom badischen Großherzog bestätigt. Die Wolfsangel ist seit dem 17. Jahrhundert auf einem Gemarkungsgrenzstein nachweisbar. Es handelt sich wohl um ein Fleckenzeichen. Der Löwe ist der kurpfälzische Löwe, das Wappentier der Kurfürsten von der Pfalz, deren Residenzstadt Mannheim ab 1720 war. Beide Wappenbilder tauchen seit dem 18. Jahrhundert in den Siegeln der Stadt auf. Die Stadt führt das Wappen in der Regel in vereinfachter Form im Stil der Neuen Sachlichkeit. |

Die Stadtfarben Blau-Weiß-Rot sind erst seit dem 19. Jahrhundert gebräuchlich und deuten auf eine Siegelschnur aus dem Jahr 1613 hin. Die Stadtfarben sind nicht von den Wappenfarben abgeleitet, was völlig unüblich ist.

Logo der Stadt Mannheim

Anfang 2003 hat sich die Stadtverwaltung zur Außenwerbung ein neues Logo zugelegt: Mannheim im Quadrat. Es zeigt ein rotes Quadrat mit innenliegender Ziffer Zwei in weiß in der serifenlosen halbfetten Schrift FF Kievit und soll die Quadratur der Straßen der Innenstadt symbolisieren. Aber ebenso soll die hochgestellte 2 auch für das Potenzial der Stadt stehen, „Kultur hoch zwei“, „Wissenschaft hoch zwei“ und „Mannheim ist Leben hoch zwei“.

### Städtepartnerschaften
Mannheim unterhält mit folgenden Städten Gemeindepartnerschaften:
- Swansea, Vereinigtes Königreich, seit 1957
- Toulon, Frankreich, seit 1959
- Berliner Bezirk Charlottenburg-Wilmersdorf, seit 1961 mit Bezirk Charlottenburg
- Windsor, Kanada, seit 1980
- Riesa, Deutschland, seit 1988
- Chișinău, Moldau, seit 1989
- Bydgoszcz, Polen, seit 1991
- Klaipėda (bis 1923: dt. Memel), Litauen, seit 2002 (Patenschaft mit Memel bestand seit 1915)
- Zhenjiang, Volksrepublik China, seit 2004
- Haifa, Israel, seit 2009
- Qingdao, Volksrepublik China, seit 2016[69]
- Czernowitz, Ukraine, seit 2022[70]

Daneben gibt es Freundschaftsverträge (1989) mit El Viejo in Nicaragua und (2011) mit Beyoğlu, einem Stadtbezirk von Istanbul. Im Dezember 2013 schlossen Mannheim und Hebron (Palästinensische Autonomiegebiete) einen zunächst für zwei Jahre geltenden Kooperationsvertrag.

### Nachbarschaftsverband
Mannheim gehört zum Nachbarschaftsverband Heidelberg-Mannheim, dessen Aufgabe es ist, den regionalen Flächennutzungsplan zu erstellen.

## Kultur und Sehenswürdigkeiten
Das vom Kulturzentrum Alte Feuerwache ins Leben gerufene Projekt Stadt.Wand.Kunst zur Bemalung von Häusern in der Stadt mit großflächigen Wandgemälden (sog. Murals) durch nationale und internationale Künstler aus der Streetart-Szene wurde 2013 begonnen und soll letztlich in eine Art öffentliche Galerie im urbanen Raum münden.

### Theater

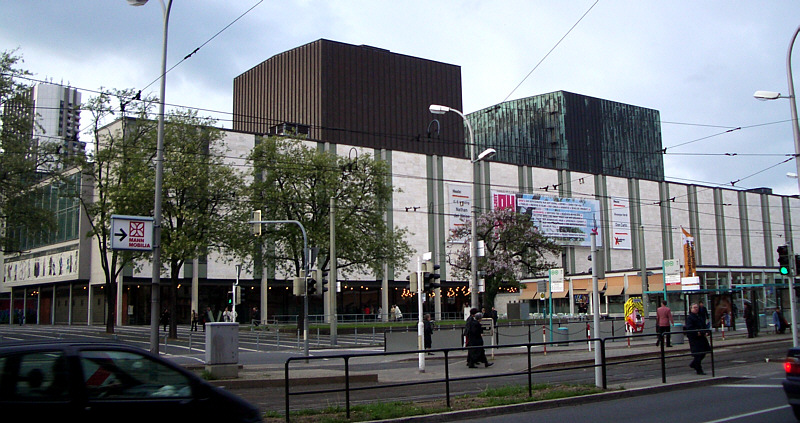
Nationaltheater Mannheim

Das Nationaltheater Mannheim wurde 1779 von Kurfürsten Karl Theodor gegründet. Bereits 1839 vollständig der städtischen Verantwortung unterstellt, ist es heute das älteste kommunale Theater der Welt, seit 1957 allerdings an anderem Ort und in der Architektur der Nachkriegszeit.
1782 wurden am Nationaltheater Friedrich Schillers Die Räuber uraufgeführt. Heute hat das Vierspartentheater eigene Ensembles für Musiktheater (Oper, Operette, Musical), Schauspiel, Ballett und das Kinder- und Jugendtheater Schnawwl.
Hinzu kommen mehrere kleinere Bühnen, darunter das Oststadt-Theater, das Theaterhaus G7, das Theater Oliv, die Freilichtbühne, das Theater31, das Theater ImPuls, das Theater Felina-Areal, die Kleinkunstbühne Klapsmühl’ am Rathaus, Schatzkistl und zeitraumexit sowie das Rhein Neckar Theater in Mannheim-Neckarau.

### Museen

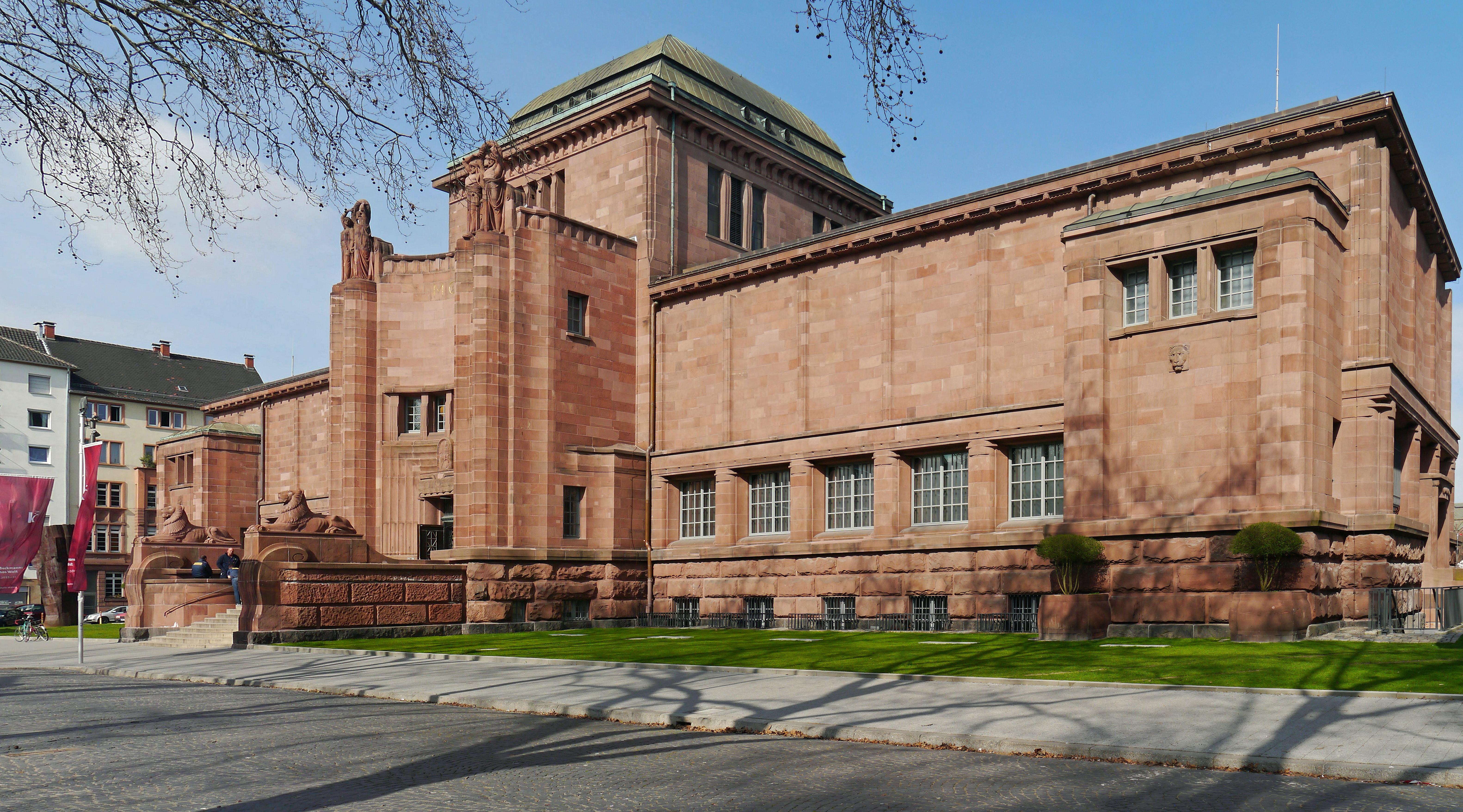
Kunsthalle

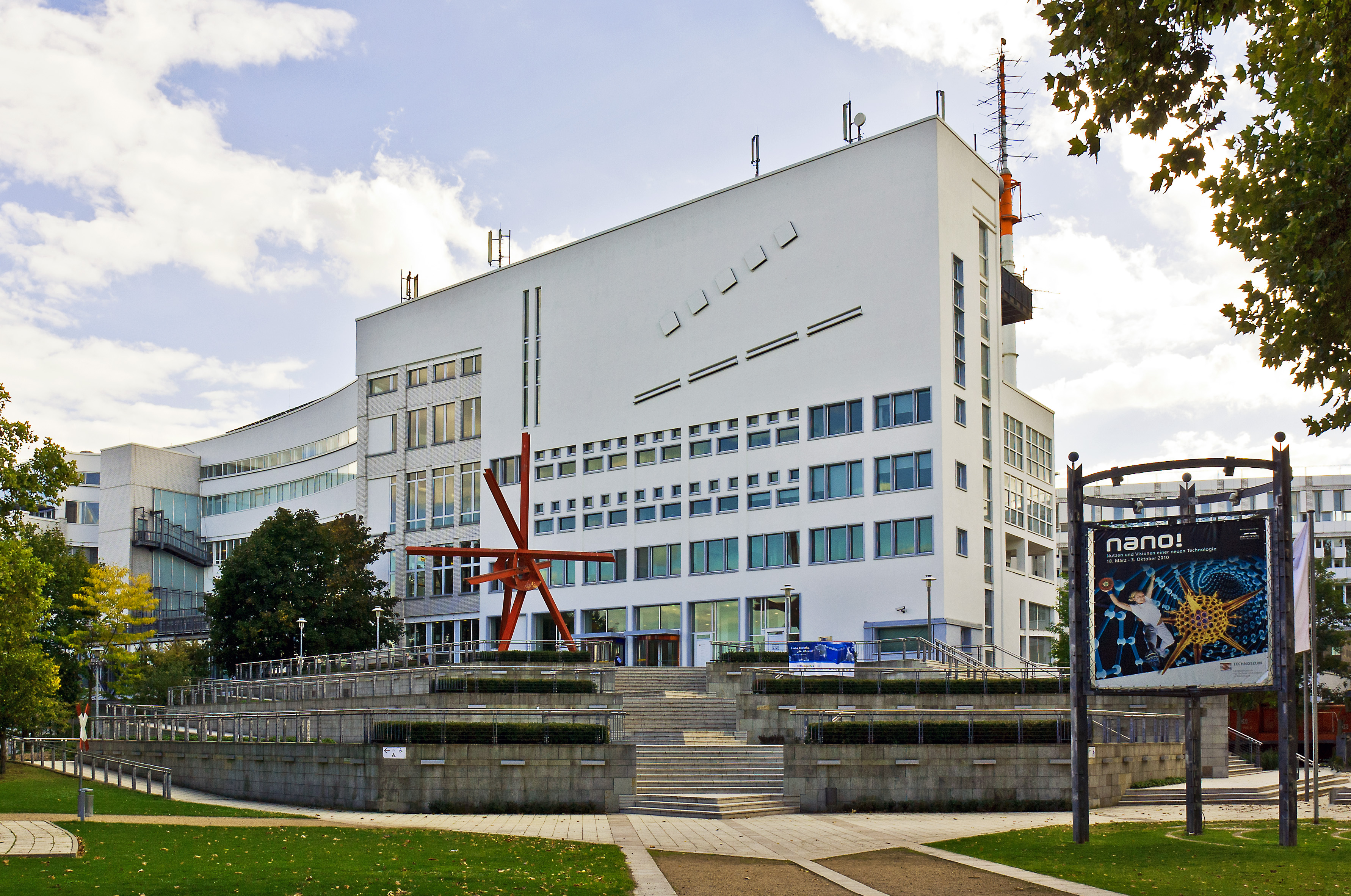
Technoseum

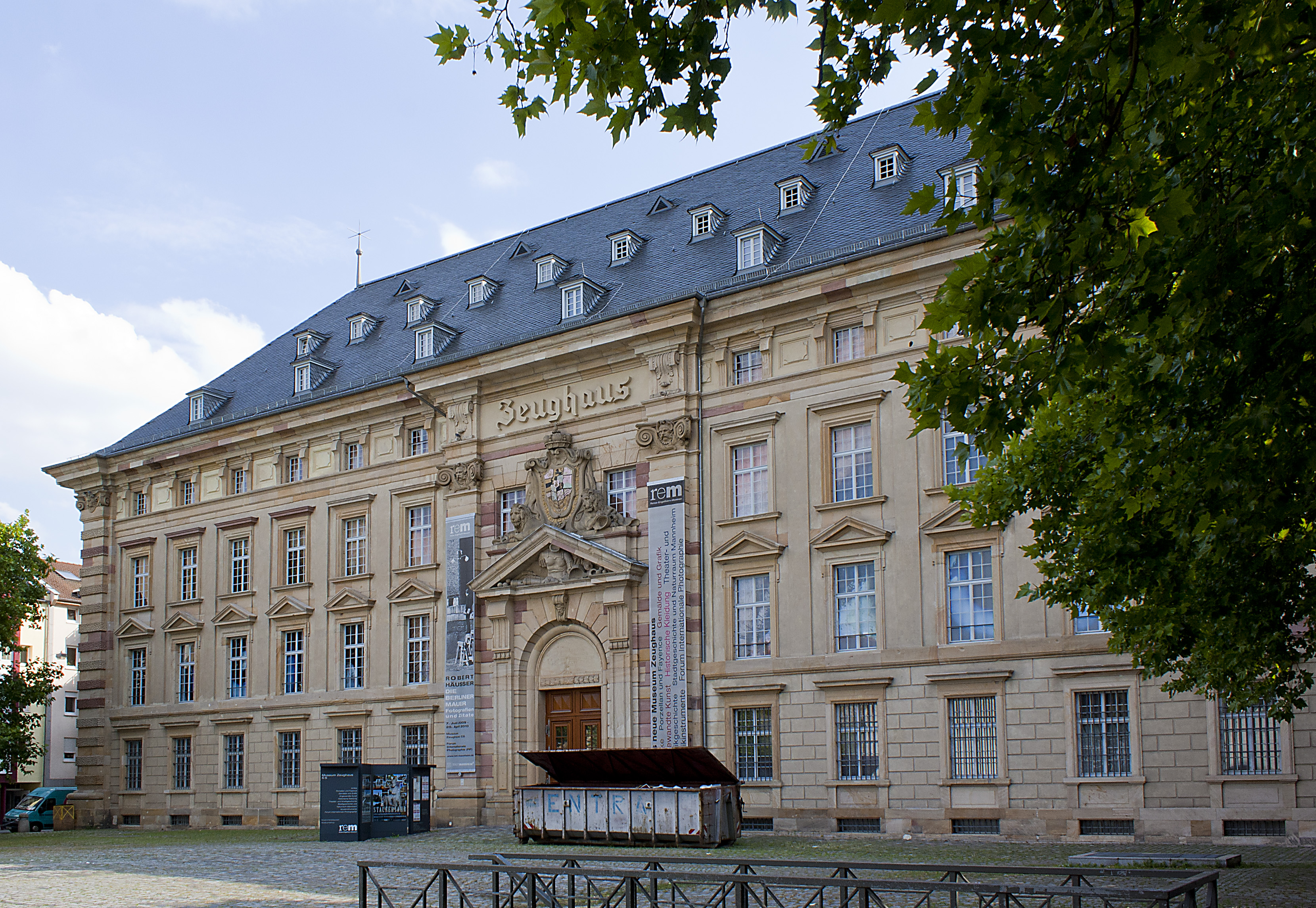
Museum Zeughaus in C5

Die Kunsthalle Mannheim wurde zum 300. Mannheimer Stadtjubiläum 1907 begründet. Ein traditioneller Schwerpunkt der Sammlung ist die deutsche und französische Malerei des 19. und 20. Jahrhunderts sowie die internationalen Skulpturen des 20. Jahrhunderts. Hinzu kommt ein umfangreiches Kupferstichkabinett, eine graphische Sammlung, Plakate, Werkkunst und aus der neueren Zeit Fotografien und Videoinstallationen. Entsprechend ihrem Gründungsmotto „Kunsthalle für alle“ ist der Eintritt an jedem ersten Mittwoch des Monats zwischen 18 und 20 Uhr kostenfrei.
Das Technoseum – 1990 als Landesmuseum für Technik und Arbeit eröffnet und 2010 in Technoseum umbenannt – bietet Anschauungsmaterial zur Industrialisierung des deutschen Südwestens. Dazu kommen wechselnde Ausstellungen, so waren die Körperwelten von Gunther von Hagens 1997 erstmals in Europa in Mannheim zu sehen.
Die Reiss-Engelhorn-Museen gehen zurück auf die 1763 gegründete Kurfürstliche Akademie der Wissenschaften. Heute sind unter einem Dach mehrere Museen und Institutionen vereinigt:
- Museum Weltkulturen für Archäologie und Kulturen der Welt
- Museum Zeughaus für Kunst-, Stadt- und Theatergeschichte
- Museum Schillerhaus
- Institut für internationale Kunst- und Kulturgeschichte
- Curt-Engelhorn-Zentrum Archäometrie (An-Institut der Universität Tübingen)
- Zephyr (im Quadrat C4), ein Ausstellungsraum für zeitgenössische Fotografie
- Museum Bassermannhaus für Musik und Kunst[74]

Des Weiteren finden im Museum Weltkulturen wechselnde Sonderausstellungen statt. Themen vergangener Ausstellungen waren beispielsweise die Maya-Zivilisation, Pompeji, Frühgeschichte Japans und die Germanen.
Von Mai 2013 bis Mai 2014 befand sich im Stadthaus das Wachsfigurenkabinett Panoptikum.
Der Mannheimer Kunstverein, der aktuelle und neue Kunst zeigt, besteht seit 1833 und ist einer der ältesten und größten Kunstvereine. Diese und weitere Kulturinstitutionen werden durch die Kulturmeile verbunden. Die alljährliche Lange Nacht der Museen (gemeinsam mit Heidelberg und Ludwigshafen) gilt nach Berlin als zweitgrößte Veranstaltung dieser Art in Deutschland.
Die Stadtgalerie Mannheim in S4 wurde im Mai 2011 als Übergangslösung ins Leben gerufen, um die Zeit bis zur Fertigstellung des geplanten Kreativwirtschaftszentrums in Jungbusch zu überbrücken. Die durch die Stadt angemieteten und jährlich mit 100.000 Euro bezuschussten Räume boten regionalen Künstlern Gelegenheit, sich und ihre Werke zu präsentieren. Das Konzept bot sowohl die Möglichkeit einer reinen Ausstellungsfläche, als auch die Erprobung neuer Ausstellungskonzepte. Jährlich waren bis zu acht wechselnde Ausstellungen angestrebt. Die Stadtgalerie in S4 wurde im Februar 2015 geschlossen, als Nachfolger ging im Juli 2015 die Galerie Port25 – Raum für Gegenwartskunst im Mannheimer Jungbusch an den Start.
Im Dezember 2012 stimmte der Mannheimer Gemeinderat einem Neubau der Kunsthalle („Museumsstadt“) am Friedrichsplatz zu. Die angesetzten Kosten beliefen sich auf rund 70 Millionen Euro, die Fertigstellung war für 2017 vorgesehen. Am 1. Juni 2018 konnte der Neubau eröffnet werden.
Im Stadtteil Mannheim-Sandhofen gibt es eine Dokumentationsstätte zur Außenstelle des KZ Natzweiler-Struthof.
Im November 2021 wurde im Marchivum eine stadtgeschichtliche Dauerausstellung eröffnet.

### Sprache
In Mannheim wird der Mannheimer Dialekt gesprochen, ein kurpfälzischer Dialekt. Er ist dem Rheinfränkischen zuzuordnen.

### Musik
Die Mannheimer Schule war – um 1750 von Johann Stamitz begründet – zunächst ein Musikerkreis am kurpfälzischen Hof. Später verstand man darunter eine ganze Kompositionsschule, die sich vom bis dahin die europäische Tradition prägenden generalbass-dominierten Orchestersatz und dem spätbarocken Pathos abwandte und einen neuen, anmutigeren Stil entwickelte, dessen Harmonik dem Melodieverlauf folgte. Musikalische Effekte und Figuren der Mannheimer Schule werden als Mannheimer Manieren bezeichnet. Dazu zählt zum Beispiel die Mannheimer Rakete, die auch in Stücken von Mozart und Beethoven anzutreffen sind. Damit leistete die Mannheimer Schule wesentliche Vorarbeiten zur Entwicklung der Wiener Klassik.
Die Mannheimer Schule und die international berühmte Hofmusik des Kurfürsten Karl Theodor veranlassten Wolfgang Amadeus Mozart zu einem monatelangen Aufenthalt in Mannheim. Beruflich konnte Mozart aber dort nicht Fuß fassen.

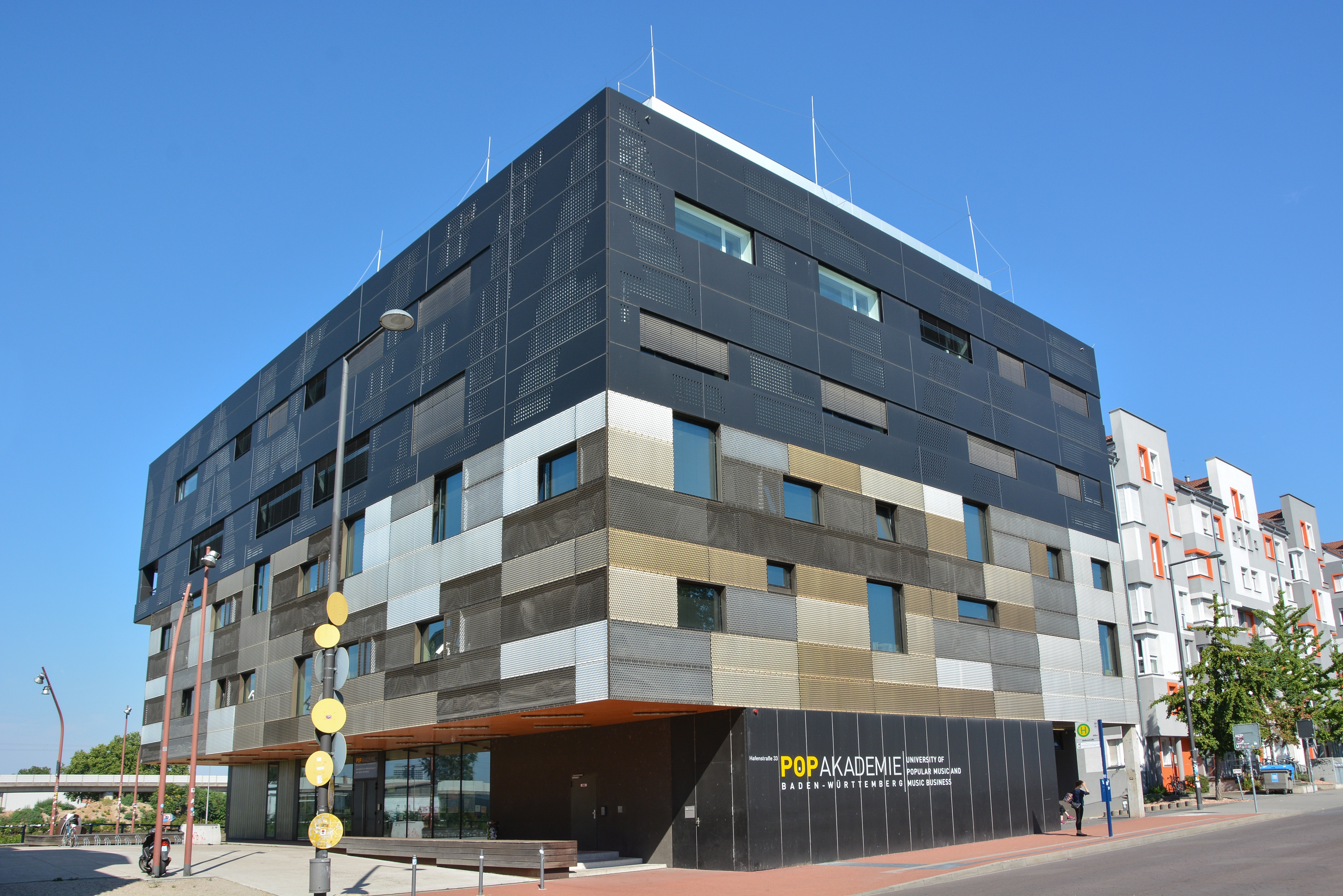
Die Popakademie Baden-Württemberg

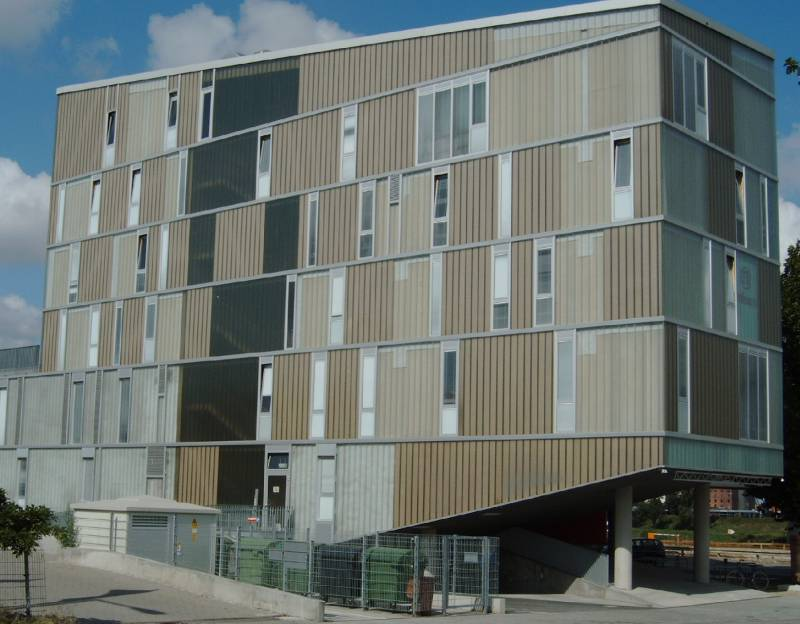
Musikpark Mannheim im Stadtteil Jungbusch

Das Kurpfälzische Kammerorchester wurde 1952 gegründet. Es pflegt die Tradition der Mannheimer Schule, aber auch die Musik der Wiener Schule und der Wiener Klassik.
Aus Mannheim kommen auch die Opernsängerin Anneliese Rothenberger sowie die klassische Geigerin Clara-Jumi Kang.
Die Mannheimer Bläserphilharmonie geht zurück auf das 1987 von Stefan Fritzen gegründete Sinfonische Jugendblasorchester Mannheim.
Der Konzertchor der Stadt Mannheim wurde 2002 gegründet und ist eines der großen Ensembles der Städtischen Musikschule Mannheim.
Die ehemals zahlreich vertretenen Gesangvereine leiden in jüngster Vergangenheit sehr unter Nachwuchsproblemen. Dafür haben sich viele Gospel-Chöre entwickelt, wie der Celebration Gospel Choir, die Preacherman’s Friends, die Rainbow-Gospel-&-Soul-Connection und die Joyful Voices. Seit 2005 besteht der Junge Kammerchor Mannheim, der sich vor allem an junge Leute richtet und semesterweise probt.
In den letzten Jahren hat sich Mannheim aber auch in der Populärmusik einen Namen gemacht. Die Popakademie Baden-Württemberg ist die erste derartige Einrichtung in Deutschland. Erfolgreiche Mannheimer Musiker sind unter anderen Joy Fleming, Joana, Mardi Gras.bb, Silke Hauck, Elly Lapp, Raffaella, Xavier Naidoo und die Söhne Mannheims, Claus Eisenmann, Laith Al-Deen, Wallis Bird, die Band Blaues Wunder, Rolf Stahlhofen, die Krautrock-Band Kin Ping Meh, Johanna Zeul, Danny Fresh, Get Well Soon, Edo Zanki, Schwefel, Peter Seiler und andere.

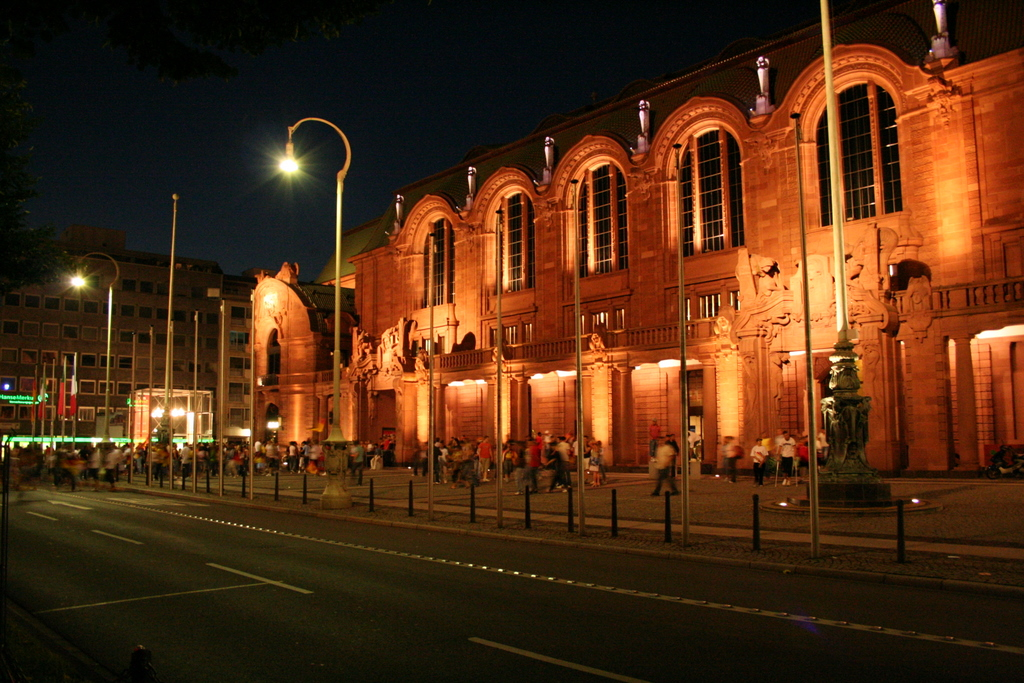
Kongresszentrum Rosengarten im Stadtteil Oststadt

Mannheim gilt auch als die Wiege des Musikstils Drum and Bass in Deutschland: Der Mannheimer Milk!-Club war der erste Club in Deutschland, der nur dieser Musik gewidmet war. Größen der britischen Szene kamen zuerst hier her. Bassface Sascha, neben „Groover Klein“ einer der dort residierenden DJs, gründete später die ersten größeren deutschen Drum-and-Bass-Labels und stellte auch die ersten weit verbreiteten Sampler, wie etwa Jungle Fever und Hardstep Upfront, zusammen. Das Milk! wurde 1992 vom Groove-Magazine zum Club des Jahres gewählt, als Love-Pirates präsentierte sich das Milk! und die Milk!-Posse auch auf der Loveparade in Berlin.
Populäre Veranstaltungsorte sind die am Alten Meßplatz gelegene Alte Feuerwache Mannheim und das Capitol Mannheim, das Kongresszentrum im Rosengarten, die SAP Arena, der Maimarktclub, das Open-Air-Gelände auf dem Maimarkt, der 7er Club für Heavy Metal/Punk-Rock und der Reggae-Musikclub Rude 7 auf der Friesenheimer Insel, die Alte Seilerei in Neckarau, wobei dieser Rockclub mittlerweile wieder den ursprünglichen Namen MS Connexion (Angelstraße 33) trägt, der Nobless Club Three in der Lagerstraße 3, das Tiffany im Quadrat O7,25 und das Baton Rouge im Quadrat O7,17 in der Innenstadt. In der Orientalischen Musikakademie Mannheim (OMM), die sich im multikulturellen Stadtteil Jungbusch befindet, erhält man Unterricht an arabischen und fernöstlichen Instrumenten, außerdem veranstaltet die OMM regelmäßig folkloristische Konzerte.
Im November 2014 erhielt Mannheim den Titel „Stadt der Musik“ der UNESCO.
Die Symphonic-Metal-Band „Beyond the Black“ wurde 2014 in Mannheim gegründet. Ebenso kommen die Melodic-Death-Metal-Band Cypecore und The Intersphere aus Mannheim.

### Jugend- und Soziokultur

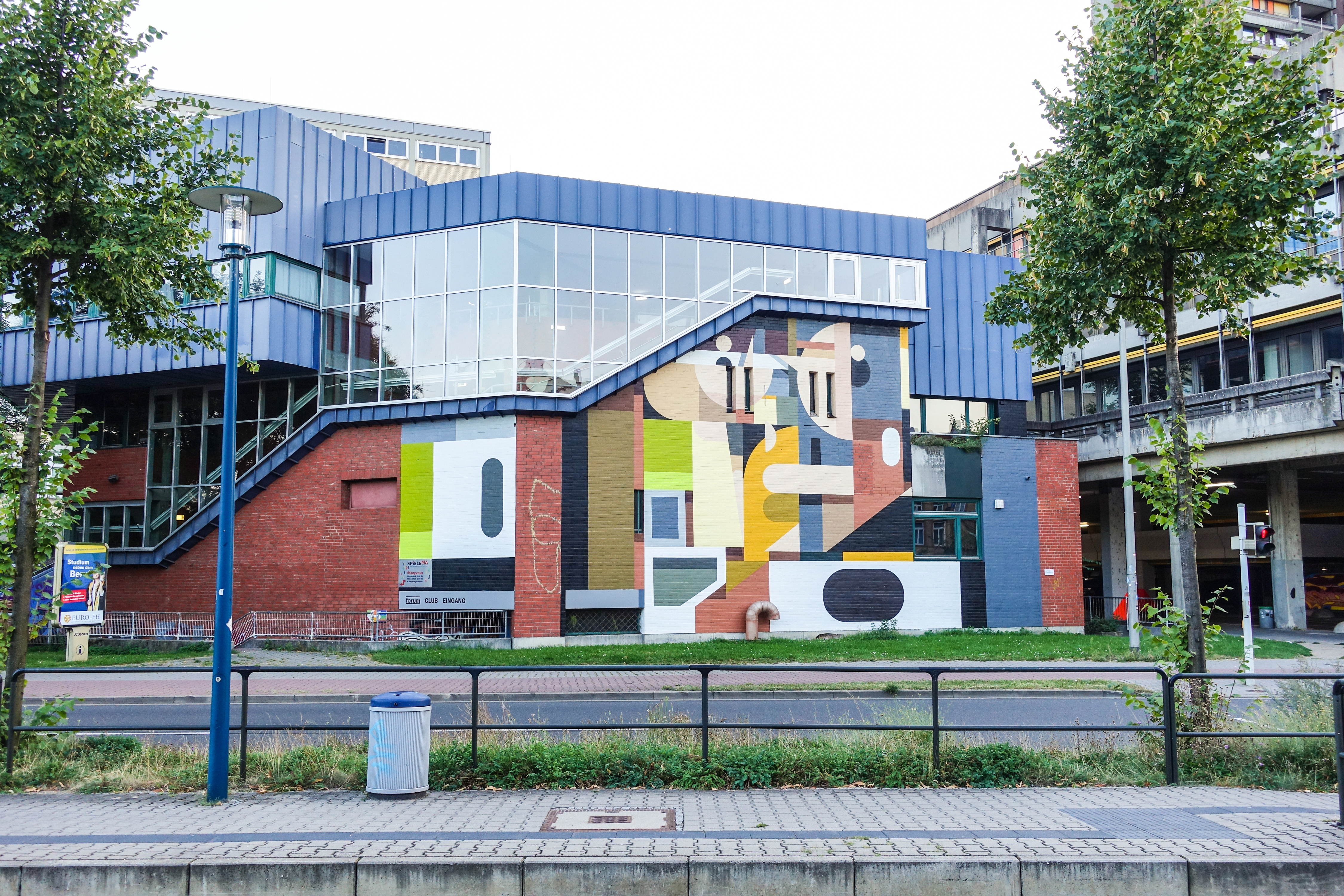
Das Jugendkulturzentrum FORUM in Mannheim – Blick von der „Schafweide“

Mit dem FORUM hat Mannheim ein Jugendkulturzentrum, das insgesamt drei Spielflächen für unterschiedliche kulturelle Gattungen beherbergt.
Das spartenübergreifende Haus in unmittelbarer Nähe vom Neckar beheimatet die Bereiche Musik, Film,
Theater,
Bildende Kunst, Literatur,
Transkultur und politische Bildung mit Kursen, kulturellen Bildungsangeboten, Konzerten,
Theateraufführungen,
Lesungen und Vernetzungsangeboten. Als jugendkulturelles Sprachrohr sorgt das FORUM immer wieder für breite Debatten in der Stadtgesellschaft.
Bekannte Eckpfeiler des FORUM-Programms sind das mehrfach preisgekrönte inklusive Theater-Ensemble „Augenblick Theater“, das gendersensible Kurzfilmfestival „Girls Go Movie“ der „fresh! Club“ für junge Bands,
die junge Stadtgestaltungs-Initiative „JUGA Mannheim“ und das Nachwuchsliteraten-Programm „Der Schreibpool“. Träger des Jugendkulturzentrums FORUM ist der Stadtjugendring Mannheim e. V.

### Bauwerke

#### Plätze

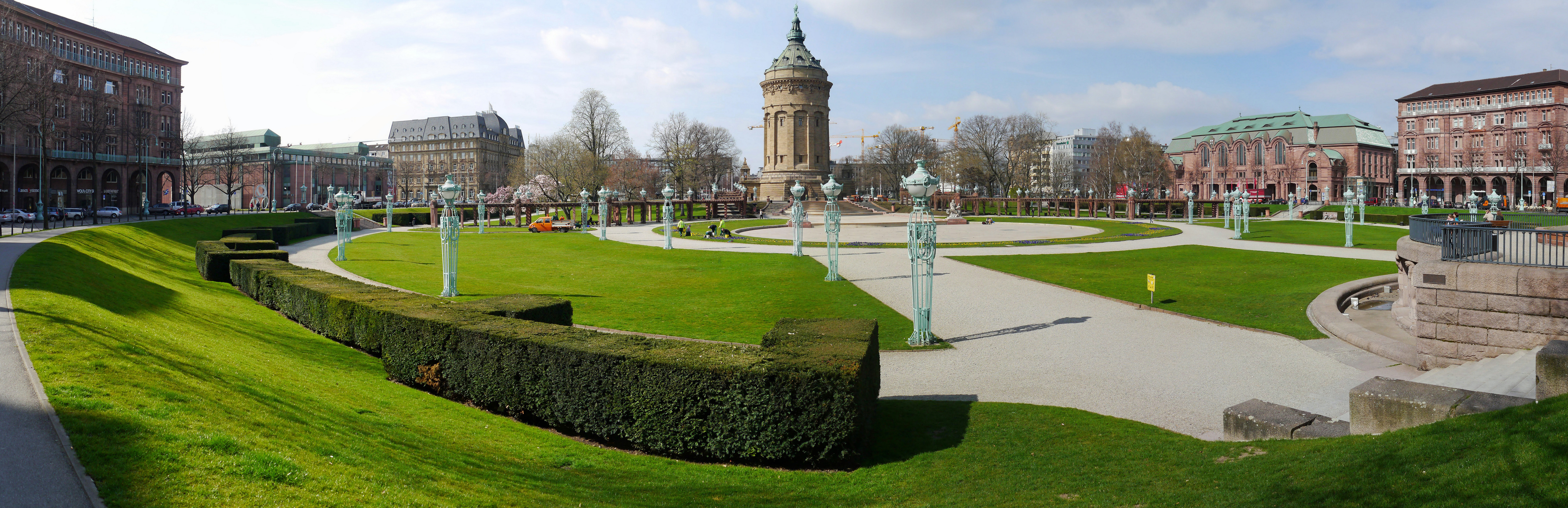
Wasserturm mit Brunnenanlage und Park auf dem Friedrichsplatz

Der Friedrichsplatz liegt im Osten der Innenstadt. In seinem Zentrum steht das Wahrzeichen Mannheims, der 60 Meter hohe Wasserturm. Er wurde 1889 im Neubarock-Stil erbaut und wird gekrönt von einer 3,50 Meter großen Statue der Amphitrite. Der Platz um ihn herum wurde bis 1903 von Bruno Schmitz mit Brunnen, Wasserspielen, Laubgängen und Grünanlagen im Jugendstil gestaltet. Die Wasserspiele werden im Sommer nach Einbruch der Dunkelheit eine Stunde lang illuminiert. In der Vorweihnachtszeit findet rund um den Wasserturm und den Tritonenbrunnen ein Weihnachtsmarkt statt. Das östliche Halbrund des Friedrichsplatzes begrenzen Arkadenhäuser mit roten Sandsteinfassaden. In der Nord-Süd-Achse des Wasserturms wurden Kunst- und Festhalle errichtet. Die Kunsthalle – 1907 von Hermann Billing erbaut und 1983 mit einem Erweiterungsbau versehen – korrespondiert mit ihrem roten Sandstein mit der bereits vorhandenen Bebauung am Friedrichsplatz. Der Rosengarten – dessen Name sich von einem alten Gewannnamen ableitet – wurde 1903 als Festhalle eröffnet und beherbergte damals mit dem Nibelungensaal den größten Saal Deutschlands. Heute findet sich dort ein Kongress- und Tagungszentrum. Neben dem Wasserturm am Friedrichsplatz gibt es in Mannheim knapp 20 weitere historische Wassertürme.

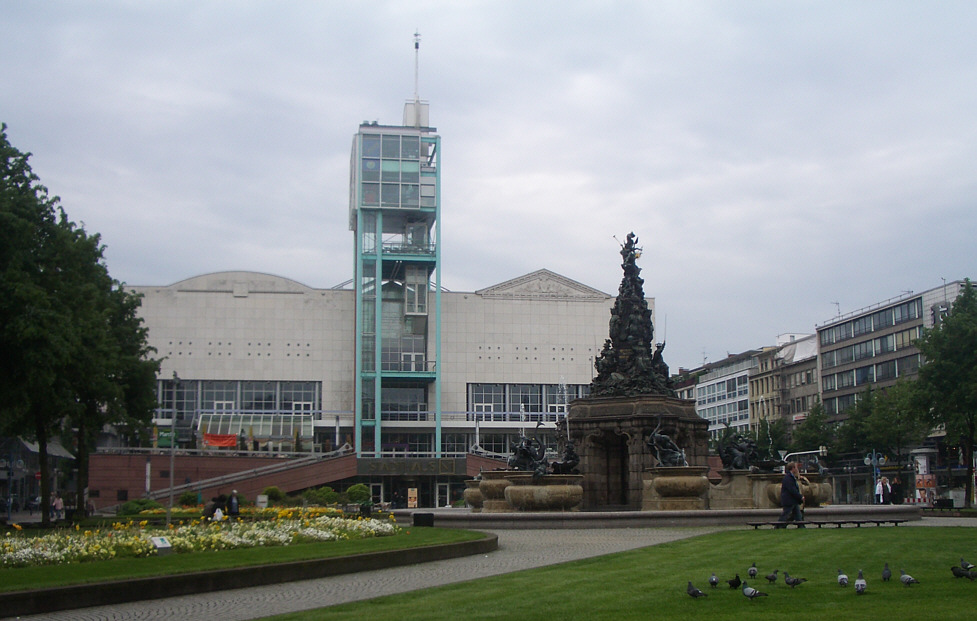
Paradeplatz

Vom Friedrichsplatz führt westlich die Fußgängerzone Planken zum zentralen Platz Mannheims, dem Paradeplatz. Er diente ursprünglich den Kurfürsten für Truppenparaden. Im Zentrum des Platzes befindet sich die Grupello-Pyramide. Sie wurde 1711 von Gabriel Grupello für Kurfürst Johann Wilhelm erschaffen und im Düsseldorfer Schlossgarten aufgestellt. Karl Philipp ließ sie 1743 über den Rhein nach Mannheim bringen. Die Pyramide trägt den Namen „Allegorie der herrscherlichen Tugenden“ und stellt den Triumph der fürstlichen Tugenden dar. Ende des 19. Jahrhunderts wurde der Paradeplatz mit Grünflächen gestaltet, die von sternförmig auf die Grupello-Pyramide zulaufenden Wegen durchtrennt werden. An der Südseite des Platzes erbaute man bis 1746 das alte Kaufhaus, in dem sich zunächst Geschäfte und ab 1909 das Rathaus befanden. Nach der Zerstörung im Zweiten Weltkrieg wurde es nicht wiederaufgebaut, sondern man errichtete bis 1991 das Stadthaus, in dem Geschäfte, die Stadtbibliothek und der Gemeinderat ihren Platz fanden. An den Planken wurde 2003 das Mahnmal für die jüdischen Opfer des Nationalsozialismus errichtet. Auf dem Glaskubus sind in Spiegelschrift die Namen der jüdischen Opfer aus Mannheim angebracht. Der Kubus wurde zum Verlauf der Planken horizontal um 45 Grad verdreht aufgestellt, so dass eine Seitenachse zum Mittelpunkt des Paradeplatzes weist.

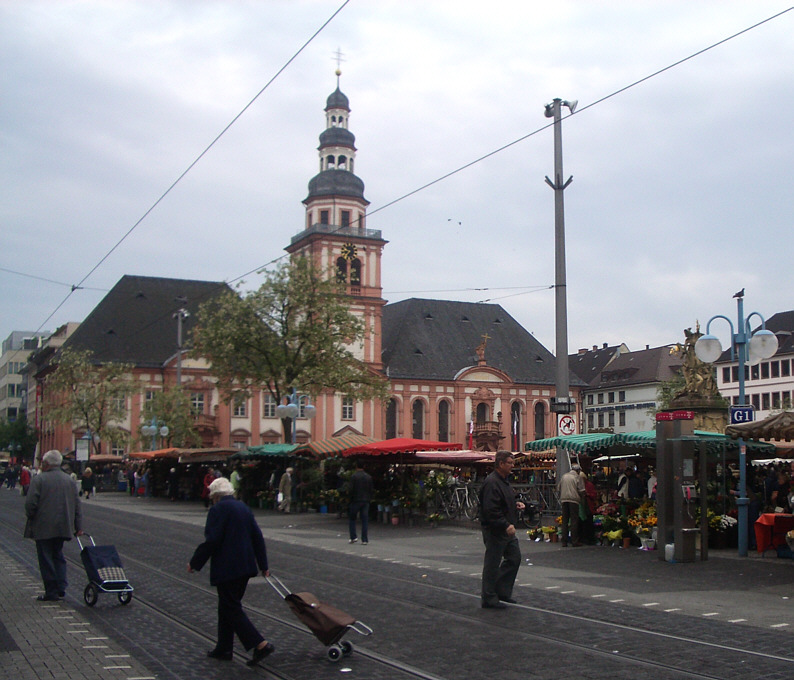
Marktplatz an der „Breiten Straße“ mit Wochenmarkt

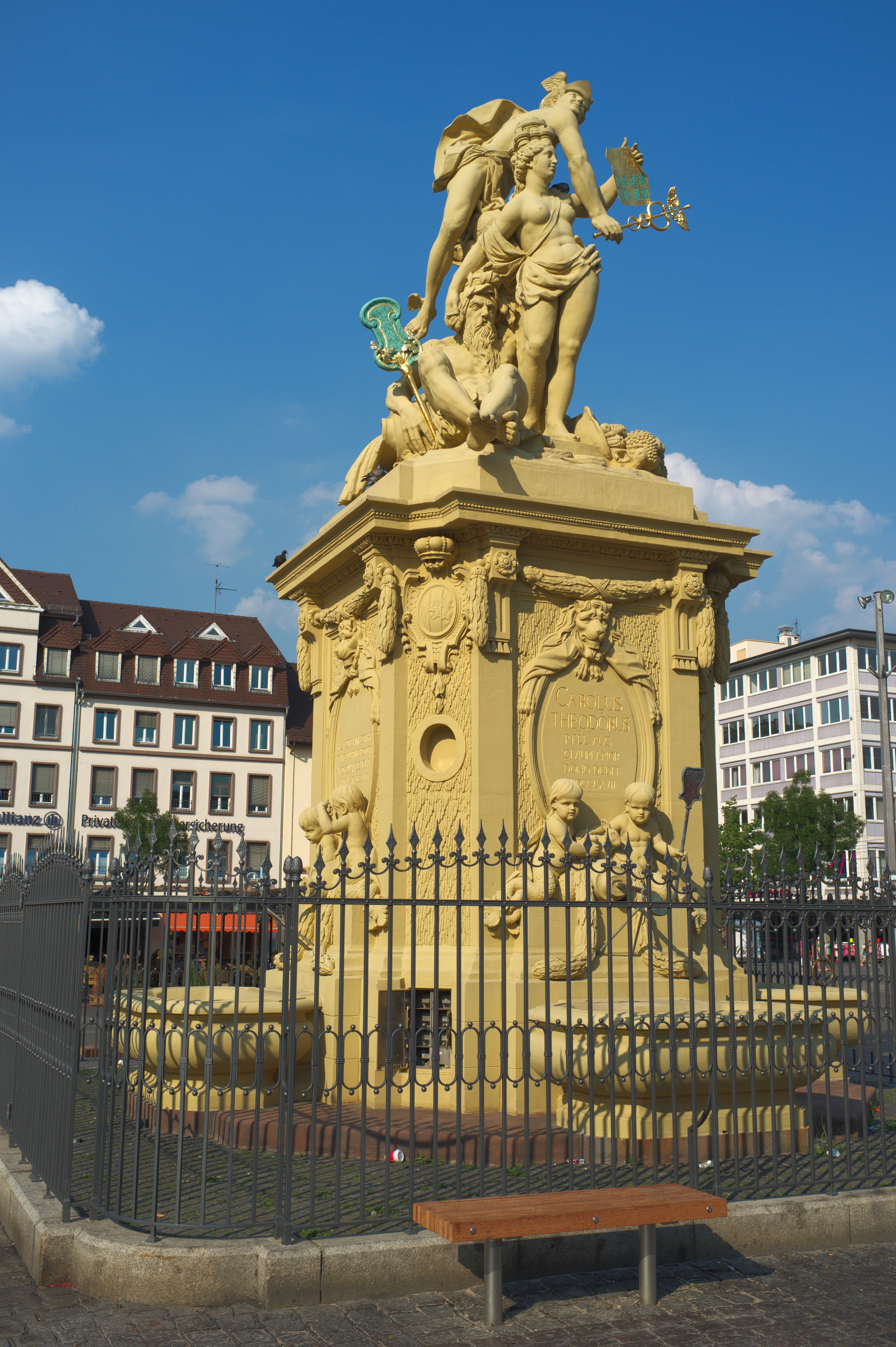
Brunnendenkmal von Peter van den Branden aus dem Jahr 1719

Der Marktplatz liegt nördlich des Paradeplatzes an der Fußgängerzone Breite Straße im Zentrum der Unterstadt. In seiner Mitte befindet sich eine Kopie des ursprünglichen Brunnendenkmals aus dem Jahr 1719. Das Original wurde von Peter van den Branden geschaffen und im Heidelberger Schlossgarten aufgestellt. Kurfürst Carl Theodor machte es dann 1767 der Stadt Mannheim zum Geschenk. Die Figuren des Monuments, die ursprünglich die vier Elemente Erde, Wasser, Luft und Feuer symbolisierten, wurden dabei so umgestaltet, dass sie nun eine Allegorie auf Mannheim, Handel, Rhein und Neckar darstellen. An der Südseite des Marktplatzes ist ein barocker Doppelbau, der vermutlich das noch älteste erhaltene Gebäude Mannheims ist: das Alte Rathaus und die untere Pfarrkirche St. Sebastian wurden bis 1713 erbaut. In der Mitte sind beide mit einem Glockenturm verbunden, der in einen mehrfach gestuften Helm mündet. Auf die Funktion weisen die unterschiedlichen Bildhauerarbeiten an der Fassade hin. Am Alten Rathaus befinden sich Justitia und Atlanten an der Pfarrkirche Pietas und Engelfiguren. Das Glockenspiel ertönt dreimal täglich.

#### Sakralbauten
Die Jesuitenkirche wurde bis 1760 als Hofkirche für die Kurfürsten nach Plänen da Bibienas erbaut. Der Kunsthistoriker Dehio bezeichnete sie als bedeutendste Barockkirche Südwestdeutschlands. Die mächtige Vierungskuppel weist eine Höhe von 75 m auf. Die Wandgemälde im Inneren nahm der Münchner Künstler Egid Quirin Asam vor. Der Hochaltar und die sechs Seitenaltäre wurden von Egell und Verschaffelt im Spätbarock beziehungsweise Frühklassizismus gestaltet.

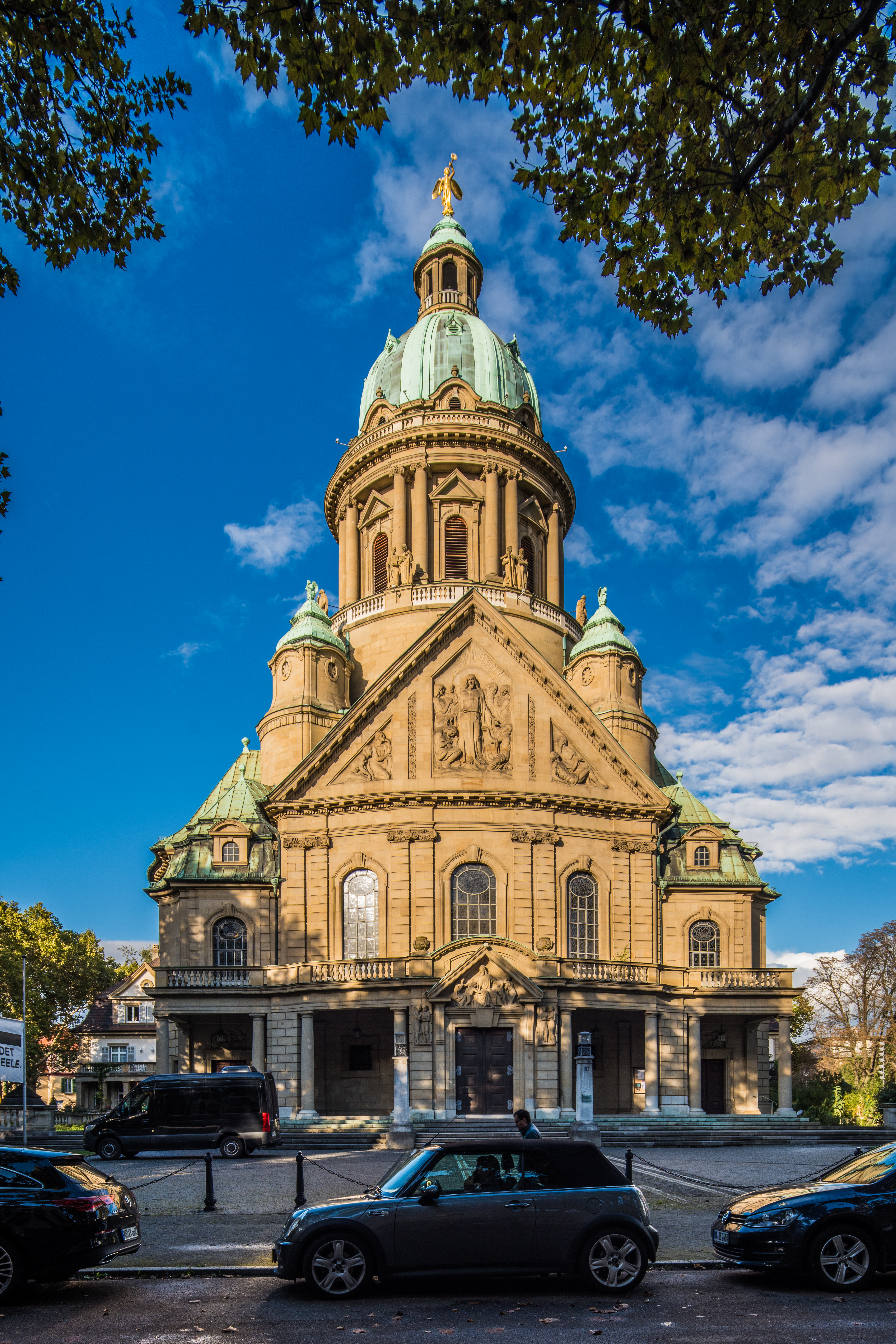
Christuskirche

Die Christuskirche wurde bis 1911 als repräsentativer Sakralbau der evangelischen Kirche in der Oststadt erstellt. Im neubarocken Stil mit Jugendstilelementen erbaut, steht sie auf dem Werderplatz und bildet damit den Endpunkt von drei Sichtachsen. Die Kuppel weist eine Höhe von 65 Meter auf. Den ersten Turmgang umgeben überlebensgroße Statuen der zwölf Apostel. Die viermanualige Steinmeyer-Orgel von 1911 zählt mit 96 Registern und circa 8000 klingenden Pfeifen (einschließlich eines großzügig angelegten „Fernwerks“ in der Kuppel) zu den größten Orgeln in Deutschland. Zusätzlich wurde 1988 durch die dänische Firma Marcussen eine zweimanualige Orgel im barocken Stil erbaut.
Die Geschichte der neubarocken Konkordienkirche weist zurück bis in das Jahr 1685. Ursprünglich als Doppelkirche für die deutsch und wallonisch reformierten Gemeinden geplant, widerfuhren ihr mehrmals Zerstörungen und Nutzungsänderungen. In ihrer heutigen Form besteht sie seit 1918 mit einer evangelischen Kirche in dem einen und einer Schule in dem anderen Gebäudeteil. Der Kirchturm ist mit 92 Metern der höchste in Mannheim.
Die Synagoge wurde 1987 fertiggestellt. Die granitrot gehaltene Fassade des Kubusbaus ist von hohen bleiverglasten Rundbogenfenstern geprägt. Darüber spannt sich eine flache Kuppel. Die beiden Haupteingänge tragen Nachbildungen eines schmiedeeisernen Oberlichtgitters, das von der 1938 zerstörten Hauptsynagoge stammt.
Die Yavuz-Sultan-Selim-Moschee, erbaut 1995, war bei ihrer Fertigstellung die größte repräsentative Moschee in Deutschland. Die helle Putzfassade wird in der Mitte durch die Auskragung der Gebetsnische betont und ist mit versetzt angeordneten dreieckigen Fenstern gestaltet. Die Stahlbetonstützen des Minaretts wiesen bereits nach kurzer Zeit Risse auf, so dass es 2005 mit 35 Metern etwas höher neugebaut wurde.

#### Profanbauten

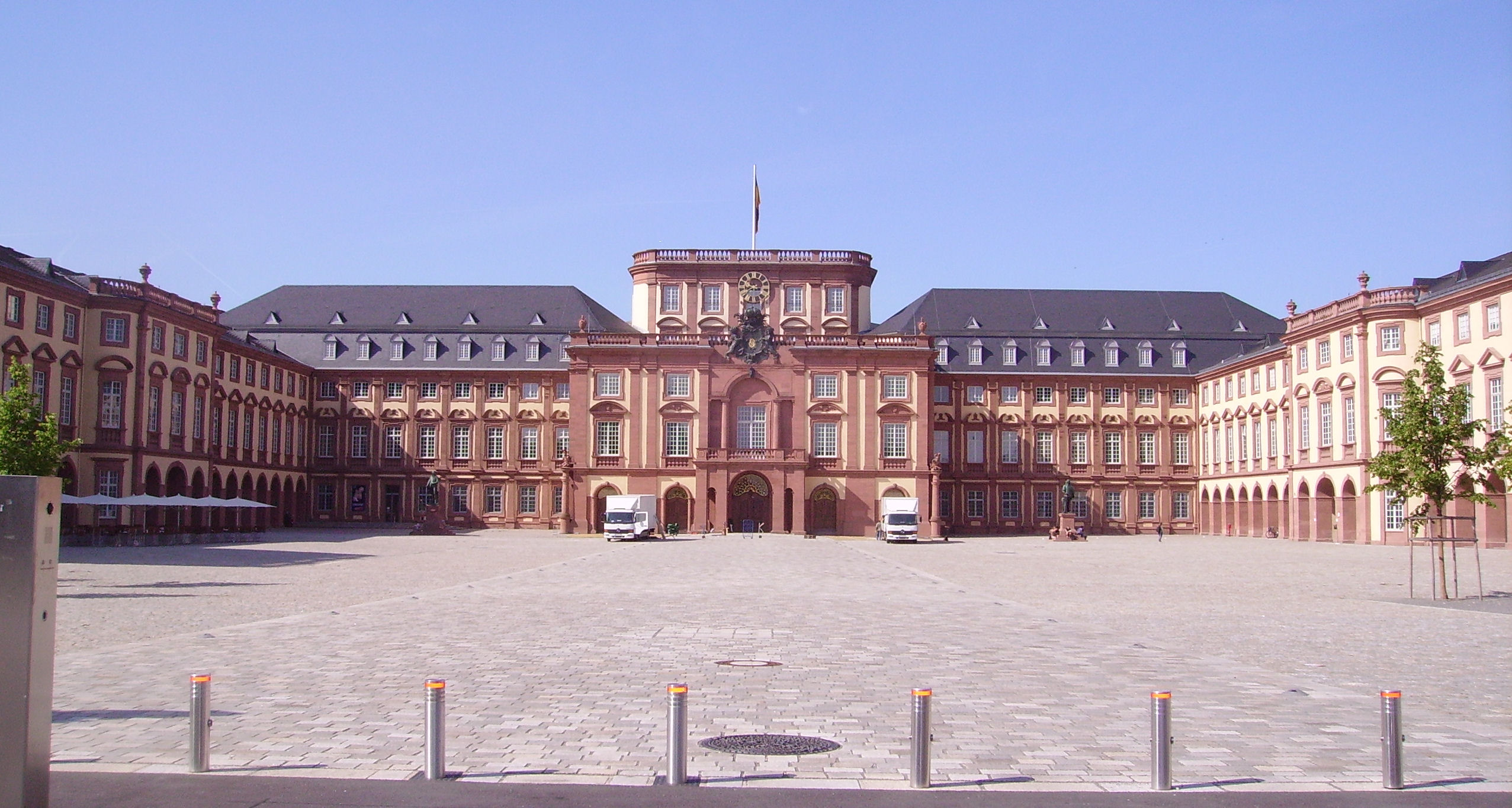
Ehrenhof des Schlosses

Das Schloss Mannheim war die Residenz der Kurfürsten von der Pfalz. 1720 bis 1760 erbaut, ist es nach Schloss Versailles die größte geschlossene Barockanlage Europas. Die zur Innenstadt zeigende Schaufront weist eine Länge von 440 Meter auf und ist damit Endpunkt von sieben Parallelstraßen. An der Ausgestaltung waren unter anderen Alessandro Galli da Bibiena, Egell, Rabaliatti, Pigage und Cosmas Damian Asam beteiligt. Im Zweiten Weltkrieg völlig zerstört, wurde das Schloss bis 1968 in vereinfachter Form wiederaufgebaut. Bis 2006 wurde das Dach des Corps de Logis in originalgetreuer Form wiederhergestellt, dank einer großzügigen Spende von Hasso Plattner.
Der größte Teil des Schlosses wird von der Universität Mannheim genutzt. Das im April 2007 eröffnete Schlossmuseum gibt Einblick in das Leben im Barock und Empire. Im Krieg zerstörte Räume wurden rekonstruiert, um hochwertigen Ausstellungsstücken eine Kulisse zu bieten. Der Besucher erhält Einblick in das Leben der pfälzischen Kurfürsten (besonders Karl Theodor) und der badischen Prinzessin Stéphanie von Baden, einer adoptierten Tochter des französischen Kaisers Napoléon I.

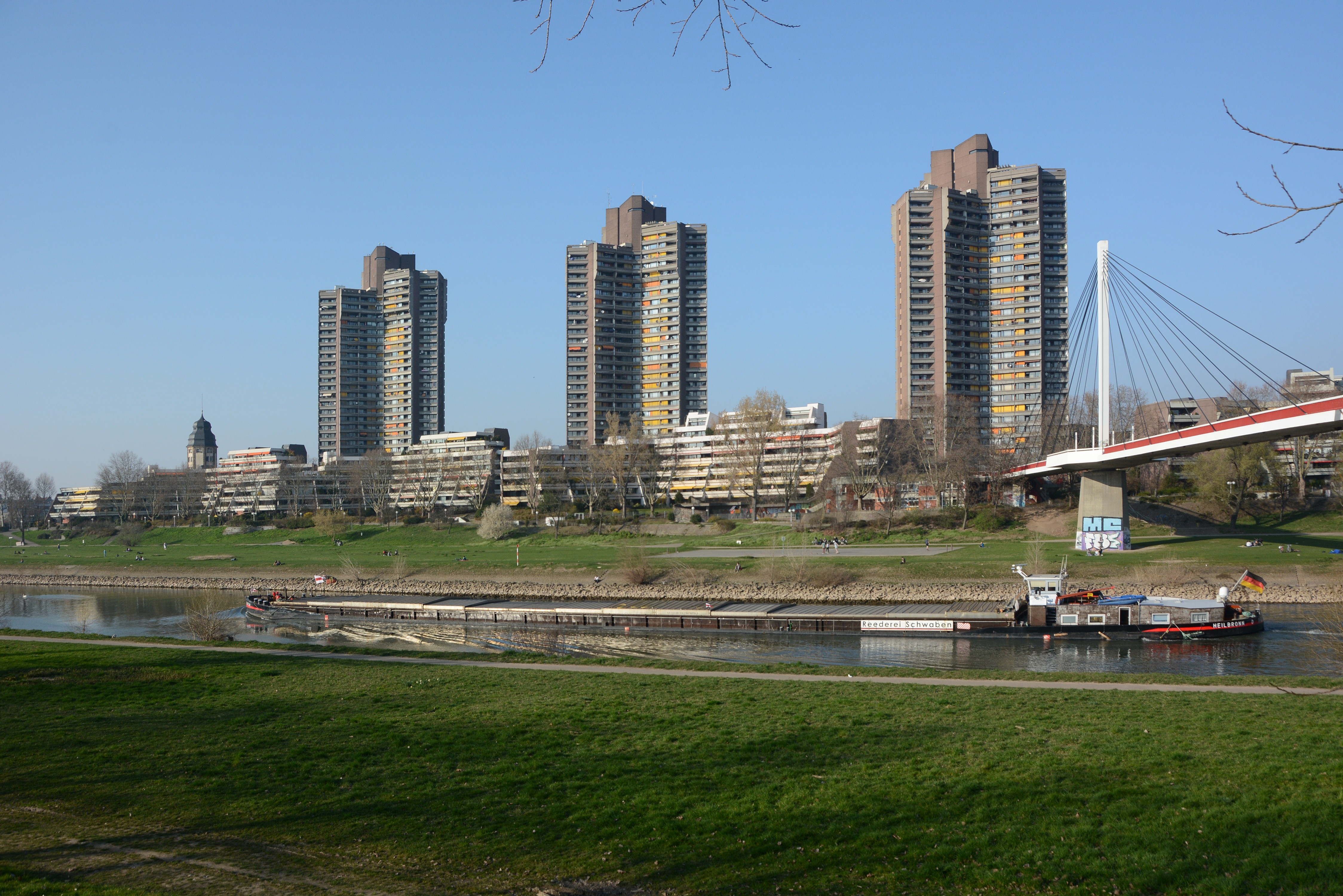
Die Neckaruferbebauung Nord im Baustil des Brutalismus

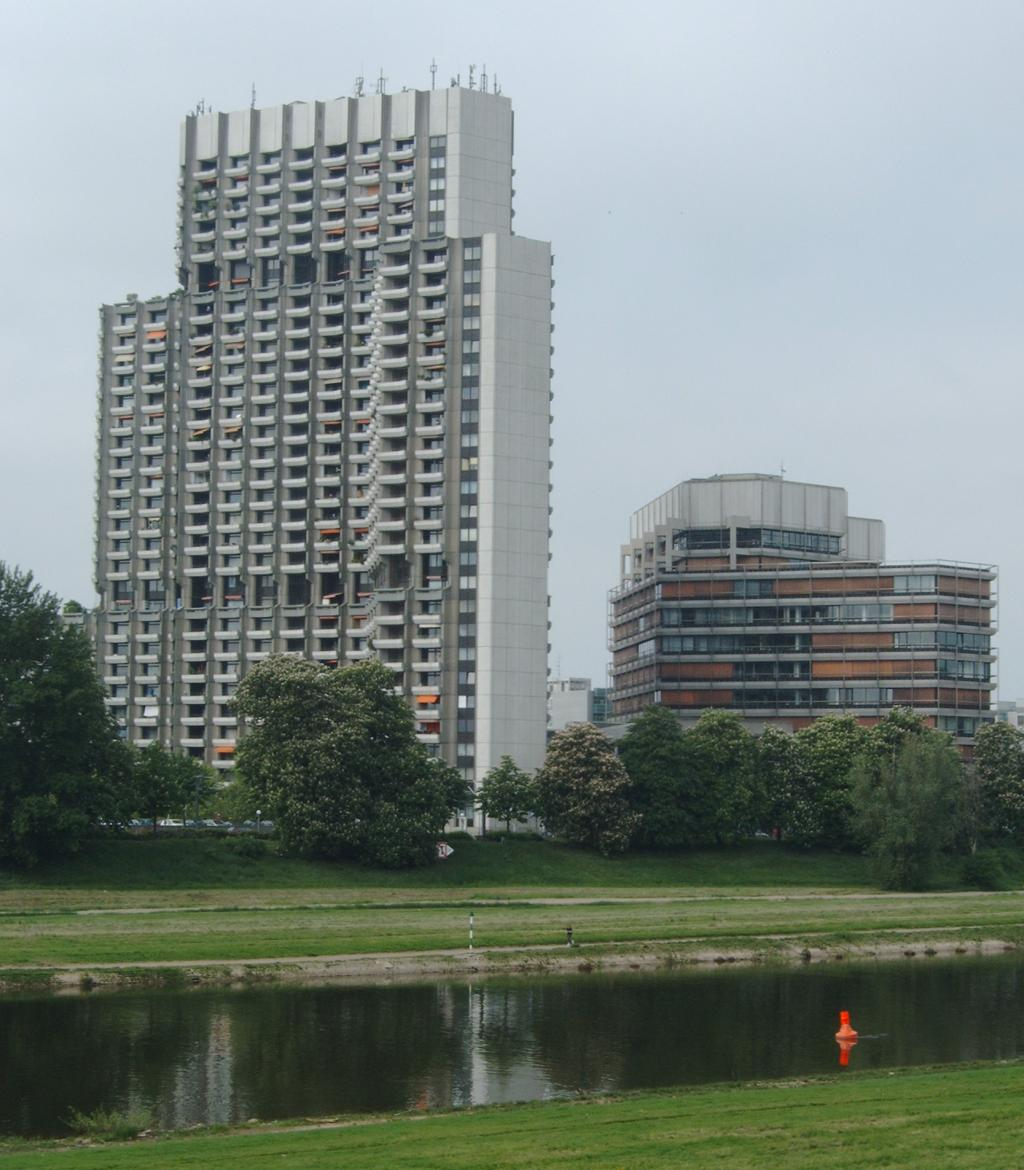
Das Collini-Center mit technischem Rathaus

Das Zeughaus stammt aus dem Jahr 1779. Es wurde von Peter Anton von Verschaffelt im klassizistischen Stil erbaut. Seit 1918 beherbergte es die Sammlungen von Carl Reiß, seit 1956 war es Sitz des Reiß-Museums. Bis 2007 wird das Gebäude aufwändig renoviert.
Ebenfalls nach Plänen von Verschaffelt wurde bis 1788 das klassizistische Palais Bretzenheim errichtet, das Kurfürst Karl Theodor seiner Mätresse und ihren Kindern schenkte. 1899 wurde das Gebäude Sitz der Rheinischen Hypothekenbank, seit 2004 wird es vom Amtsgericht Mannheim genutzt.
Der Fernmeldeturm ist mit 212,8 Metern das höchste Gebäude der Stadt. Er wurde nach Plänen von Heinle und Schlaich 1975 gebaut. In einer Höhe von 125 Metern befinden sich ein Drehrestaurant und eine Aussichtsplattform, von der man einen weiten Rundblick über Mannheim und das Umland hat.
Fünf der sechs höchsten Hochhäuser Baden-Württembergs stehen in Mannheim. Sie wurden alle an der äußeren Seite des Innenstadtrings gebaut. Bereits 1975 wurden die drei Wohntürme der Neckaruferbebauung Nord und das Appartementhaus Collini-Center erbaut. Der Victoria-Turm wurde 2001 fertiggestellt und ist das höchste Bürohaus der Stadt. Alle fünf Hochhäuser sind mit 95–102 Metern ungefähr gleich hoch.
In Mannheim gibt es 18 Wassertürme, mehr als in jeder anderen vergleichbaren Stadt.

### Parks und Grünflächen

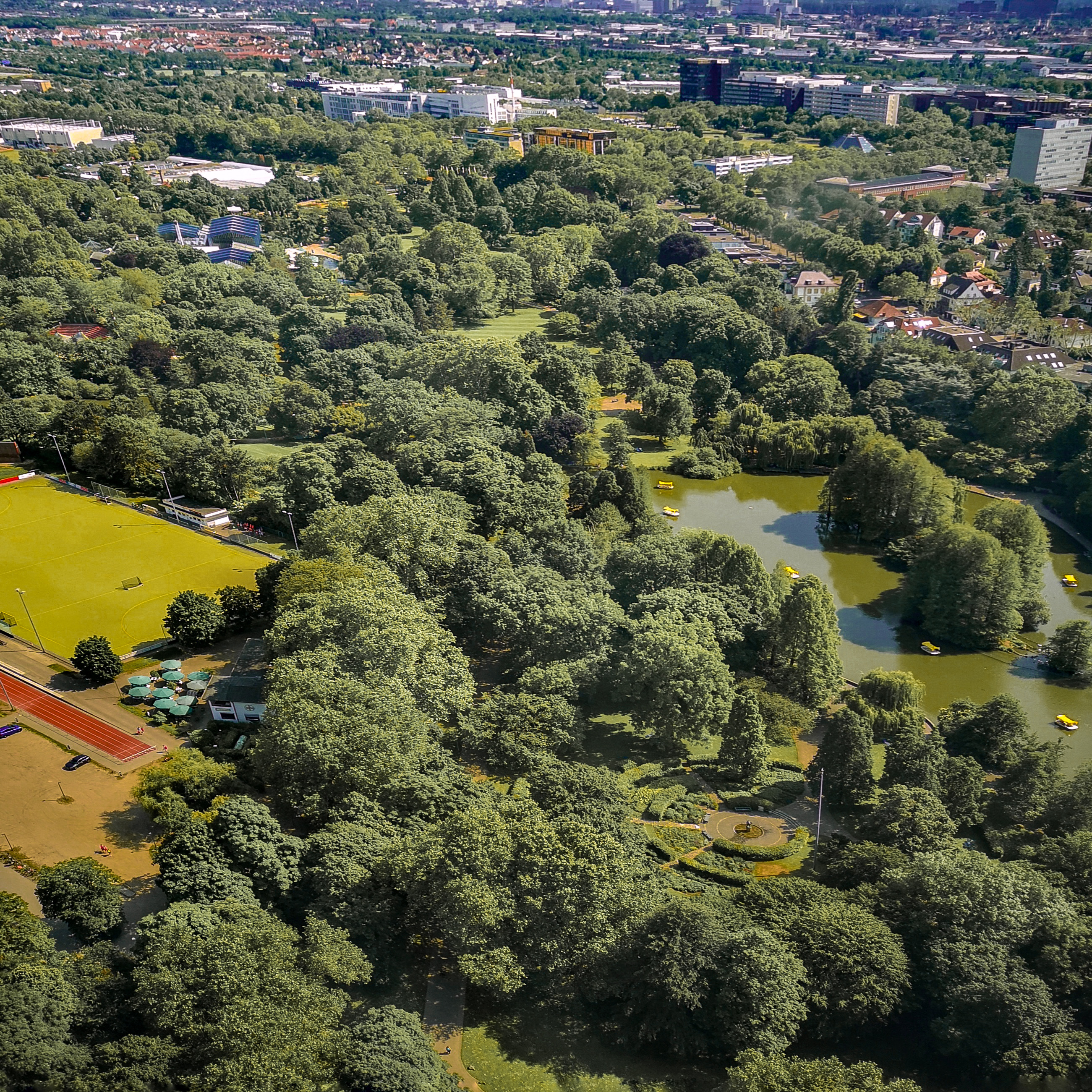
Aussicht auf den Luisenpark vom Fernmeldeturm

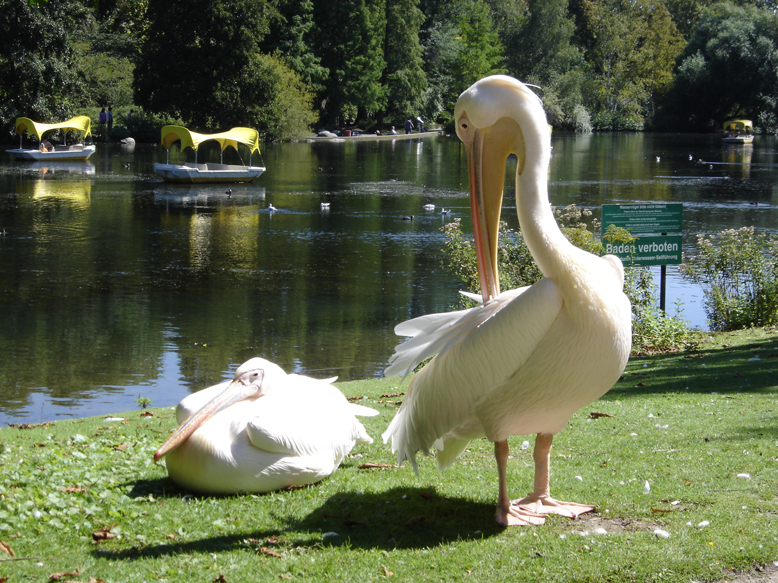
Luisenpark

Der Luisenpark ist mit 41 Hektar der größte Stadtpark. Er wurde 1903 angelegt (Unterer Luisenpark) und zur Bundesgartenschau 1975 erweitert (Oberer Luisenpark). Nahe der Innenstadt am Neckar gelegen, bietet der obere Teil zahlreiche Attraktionen wie Pflanzenschauhaus, chinesischer Teegarten, Schmetterlingshaus, Gondolettas und Seebühne. Der untere Teil ist frei zugänglich.
Der Herzogenriedpark war ebenfalls Bestandteil der Bundesgartenschau. Mit 22 Hektar etwas kleiner als sein „großer Bruder“ liegt er nördlich der Neckarstadt. Sehenswert sind das Tiergehege, das Rosarium und die Multihalle mit einer zeltartigen Dachkonstruktion, die nach einem Entwurf von Frei Otto entstand.
Der Schlossgarten erstreckt sich hinter dem Schloss bis zum Rhein und ist mit 38 Hektar der zweitgrößte Park Mannheims. Großherzogin Stephanie ließ ihn ab 1808 als Englischen Garten auf den Resten der ehemaligen Stadtbefestigung anlegen. Der Park wurde durch die 1863–1867 erbaute Eisenbahnlinie, die ab 1959 erbauten Bundesstraßen mit ihren zahllosen Auf- und Abfahrten und die Stadtbahnlinie nach Ludwigshafen erheblich verkleinert. Das Grün ist teilweise auf ein paar Verkehrsinseln zurückgedrängt worden. Am Westende, im sogenannten Friedrichspark, befindet sich das frühere Eisstadion.
Der Waldpark mit der dazugehörigen Reißinsel ist eine der größten naturbelassenen Auen am Rhein. Die Halbinsel gehörte Carl Reiß, der sie der Stadt mit der Auflage vermachte, sie in ihrem naturbelassenen Zustand zu erhalten und den Bürgern der Stadt zugänglich zu machen. Zahlreiche seltene Vogelarten, wie Schwarzspechte, Graureiher und Milane, aber auch Neozoen wie Halsbandsittiche und Kanadagänse können auf der Reißinsel beobachtet werden.
Im Jahr 2000 waren in Mannheim über 29 Prozent der Stadtgebietsfläche als Natur- oder Landschaftsschutzgebiet ausgewiesen. Im Jahr 2023 hat Mannheim die Bundesgartenschau ausgerichtet. Beim Konzept war eine Verbindung zu den Gartenschauen von 1907 und 1975 geplant.

### Sport

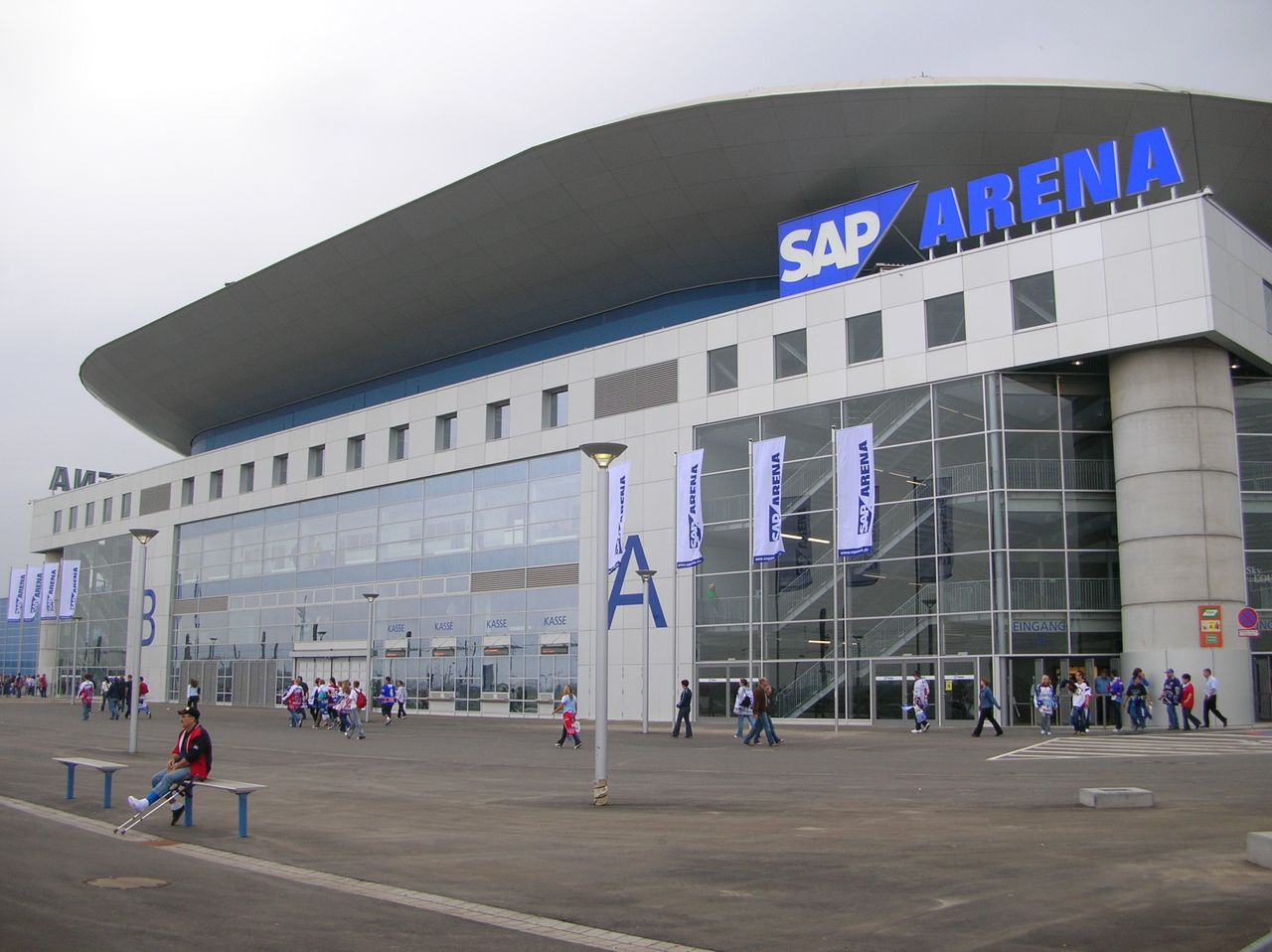
SAP Arena

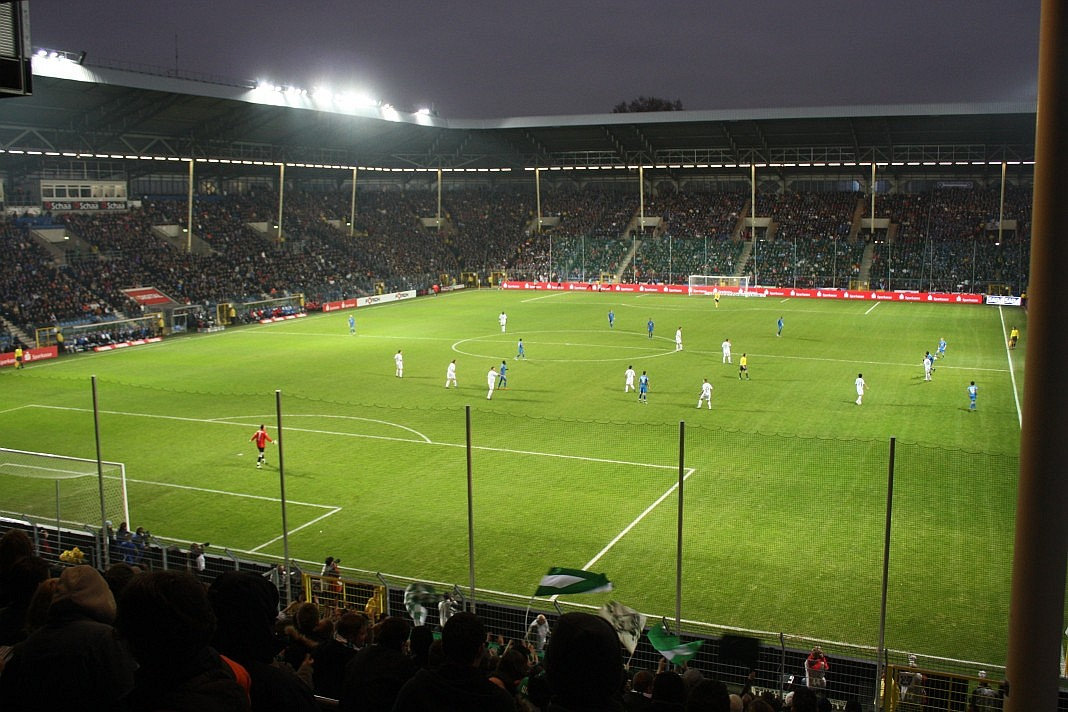
Carl-Benz-Stadion: Spielstätte des SV Waldhof-Mannheim

#### Sportveranstaltungen und Sportstätten
Die zuschauerträchtigste Sportart in Mannheim ist das Eishockey. Die Adler Mannheim (früher Mannheimer ERC) wurden 1980, 1997–1999, 2001, 2007, 2015 und 2019 deutscher Eishockey Meister. Ihre Heimspiele tragen sie seit 2005 in der SAP Arena aus.
Die Rhein-Neckar Löwen sind ein Handball-Bundesligist, dessen Heimspiele ebenfalls in der SAP Arena ausgetragen werden. Die größten Erfolge der Löwen waren die Deutsche Meisterschaft 2016 und 2017, der Sieg im EHF Europa Pokal 2013, das Erreichen des Halbfinals in der Champions League 2009 sowie der Sieg im DHB-Pokal 2018.
Immer noch überregional bekannt, auch wenn die größten Erfolge schon länger zurückliegen, sind die beiden Fußballvereine VfR Mannheim (Deutscher Fußballmeister 1949) und SV Waldhof Mannheim (Bundesligist 1983–1990). Letzterem gelang 2019 mit dem Aufstieg in die 3. Fußball-Liga nach 16 Jahren die Rückkehr in den Profifußball.
Die Herrenmannschaft des TSV Mannheim Hockey spielt in der 1. Hockeybundesliga, die Damenmannschaft in der 2. Bundesliga. Die Mannschaften des Mannheimer HC spielen ebenfalls in der 1. Bundesliga.
2005 gründete die MTG Mannheim eine Footballabteilung, die Mannheim Bandits. Seit 2012 spielt diese in der German Football League. Zuvor spielten schon die Mannheim Redskins in der 1. Liga. Ihr größter Erfolg war die deutsche Vizemeisterschaft 1981.
Der Deutsche Basketball Bund spielt seit 1958 in Erinnerung an Albert Schweitzer jedes zweite Jahr im Frühjahr in Mannheim auf seinem Europa-Jugend-Basketballturnier das Albert-Schweitzer-Turnier für Jugend-Nationalmannschaften aus. Dieses internationale Freundschaftstreffen, im Sinne des Arztes und Friedensnobelpreisträgers, ist weltweit eines der wichtigsten und am besten besetzten Basketballturniere für Jugendmannschaften, an dem auch schon zahlreiche spätere NBA-Profis teilgenommen haben.
Der TK Grün-Weiss Mannheim spielt erfolgreich in der Tennis-Bundesliga. Der Klub war 1922, 1993, 1996, 2005, 2007, 2010, 2019 und 2021 deutscher Mannschaftsmeister.
Der Leichtathletik-Verein MTG Mannheim bringt seit seiner Gründung immer wieder herausragende Athleten hervor. National erfolgreich sind momentan insbesondere die Sprinterinnen. Bei den Deutschen Meisterschaften 2016 in Kassel gewann Ricarda Lobe die Bronzemedaille im 100-Meter-Hürdensprint und die 4-mal-100-Meter-Staffel der MTG-Mannheim mit Ricarda Lobe, Alexandra Burghardt, Nadine Gonska und Yasmin Kwadwo die Goldmedaille. Auch 2015 in Nürnberg hatte die MTG-Staffel bei den Deutschen Meisterschaften die Goldmedaille mit der 4-mal-100-Meter-Staffel der Frauen in der Besetzung Verena Sailer, Ricarda Lobe, Alexandra Burghardt und Yasmin Kwadwo gewonnen. Die ehemaligen erfolgreichen Sprinterinnen der MTG, Verena Sailer, die im 100-Meter-Sprint 2016 Europameisterin wurde, und Carolin Nytra haben ihre Laufbahn beendet.
Unterstützt durch die große amerikanische Kolonie der US-Army in Mannheim konnte der Baseball-Sport in der Vergangenheit große Erfolge feiern. Die Mannheimer Vereine Knights, VfR, Amigos und Tornados konnten zwischen 1954 und 1997 neunzehnmal die deutsche Baseballmeisterschaft gewinnen. Die Mannheim Tornados spielen in der Baseball-Bundesliga. Der Mannheimer Claus T. Helmig war 1956 der erste deutsche Baseballspieler mit einem Profivertrag in den USA.
In den 1950er und 1960er Jahren weltweit und bis in die 1990er national erfolgreich war der Radsport-Verein RRC Endspurt Mannheim. Hervorzuheben sind insbesondere Willi und Rudi Altig unter dem Trainer Karl Ziegler.
Der Segelflugverein Mannheim ist ein Streckenflugverein und betreibt seine Aktivitäten auf dem Flugplatz Mannheim. Er fliegt in der ersten Segelflug-Bundesliga und hat mehrmals deutsche und internationale Meister gestellt.
Aus dem Mannheimer Ruderverein Amicitia von 1876 gingen in der Vergangenheit einige bei Weltmeisterschaften und Olympischen Spielen erfolgreiche Sportler hervor. Auch der 1875 gegründete Ruderverein Mannheimer Rudergesellschaft Baden (kurz MRG Baden) hat bekannte Ruderer hervorgebracht, wie Filip Adamski.
Der Wassersportverein Mannheim-Sandhofen wurde 1925 gegründet. Er stellte Weltmeister und Olympiasieger im Kanurennsport. Der Kanu-Club Mannheim errang in den 1960er Jahren mehrere deutsche Meisterschaften.
Der 2008 gegründete Inlinesportverein der Region, Rhein-Neckar-Skater, hat seinen Sitz in Mannheim.
Der Boule Club Sandhofen war 2007 Meister der ersten Deutschen Pétanque-Bundesliga (D.P.B.). Heute spielt der Verein in der drittklassigen Regionalliga. Der SC Käfertal spielt in der zweithöchsten Liga, der Baden-Württemberg-Liga. Der TV 1877 Mannheim-Waldhof spielt seit 2024 in der höchsten Klasse, der Bundesliga.
Mannheim war mehrfach Austragungsort hochkarätiger Sportveranstaltungen wie der Eishockey-Weltmeisterschaft 2010 (zusammen mit Köln), der Handball-Weltmeisterschaft der Männer 2007, der Europameisterschaft der Springreiter 2007, der ersten Deutschen Meisterschaft im Einzelvoltigieren 1986 sowie der Weltmeisterschaften im Voltigieren 2000.
Die Sektion Mannheim des Deutschen Alpenvereins ist mit 4037 Mitgliedern (Stand: 31. Dezember 2021) eine der größten Sektionen in der Metropolregion Rhein-Neckar. Sie betreibt zwei alpine Schutzhütten im Rätikon, die Mannheimer Hütte und die Oberzalimhütte.
Mannheim war Austragungsort der Faustball-Weltmeisterschaft 2023 der Herren, die vom TV 1880 Käfertal mitorganisiert wurde. Austragungsorte waren das Rhein-Neckar-Stadion und die SAP Arena.

#### Inklusion
2021 bewarb sich die Stadt als Host Town für die Gestaltung eines viertägigen Programms für eine internationale Delegation der Special Olympics World Summer Games 2023 in Berlin. 2022 wurde sie als Gastgeberin für Special Olympics Moldau ausgewählt. Damit wurde sie Teil des größten kommunalen Inklusionsprojekts in der Geschichte der Bundesrepublik mit mehr als 200 Host Towns.

### Regelmäßige Veranstaltungen

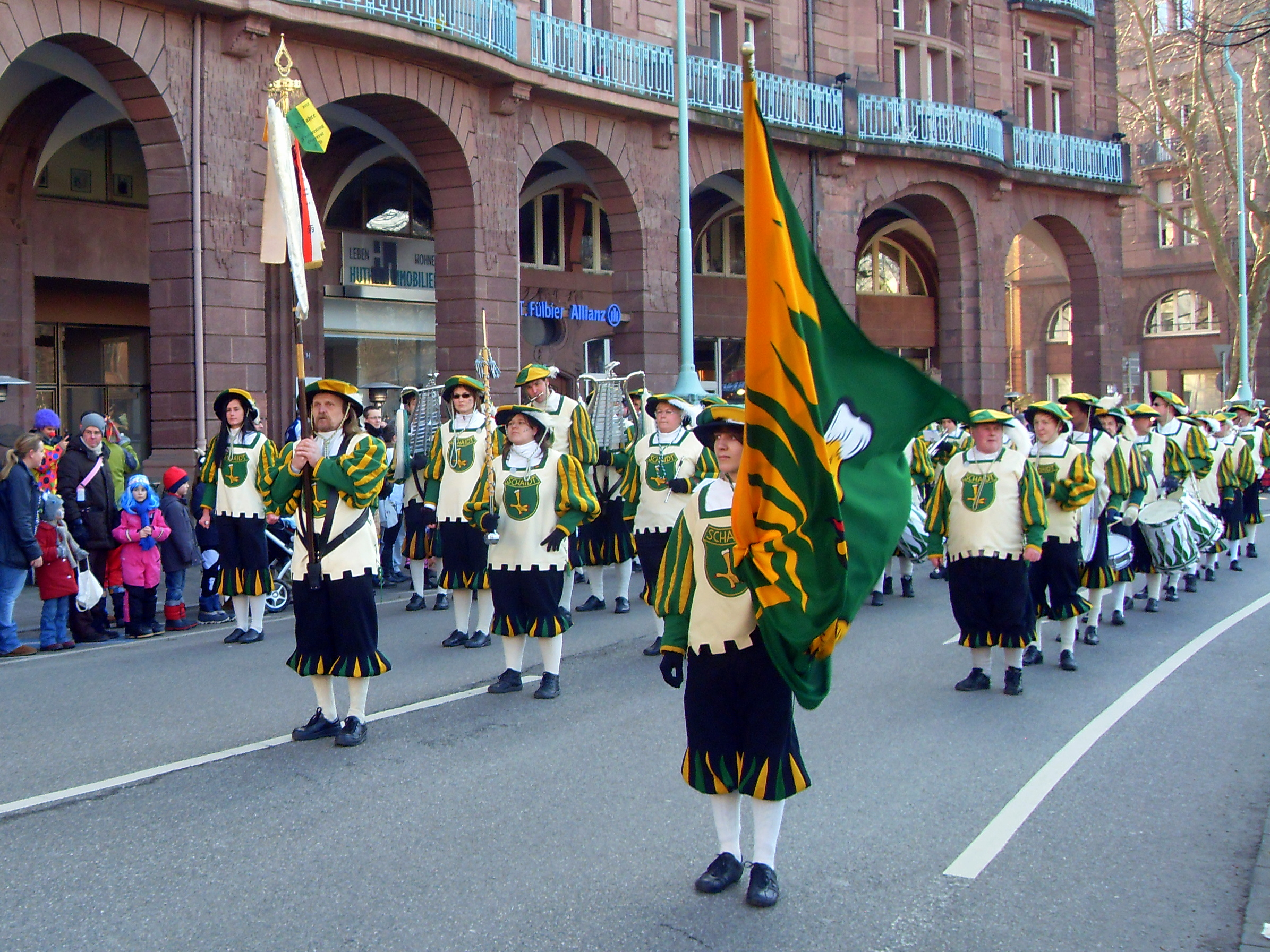
Fasnachtsumzug (2013)

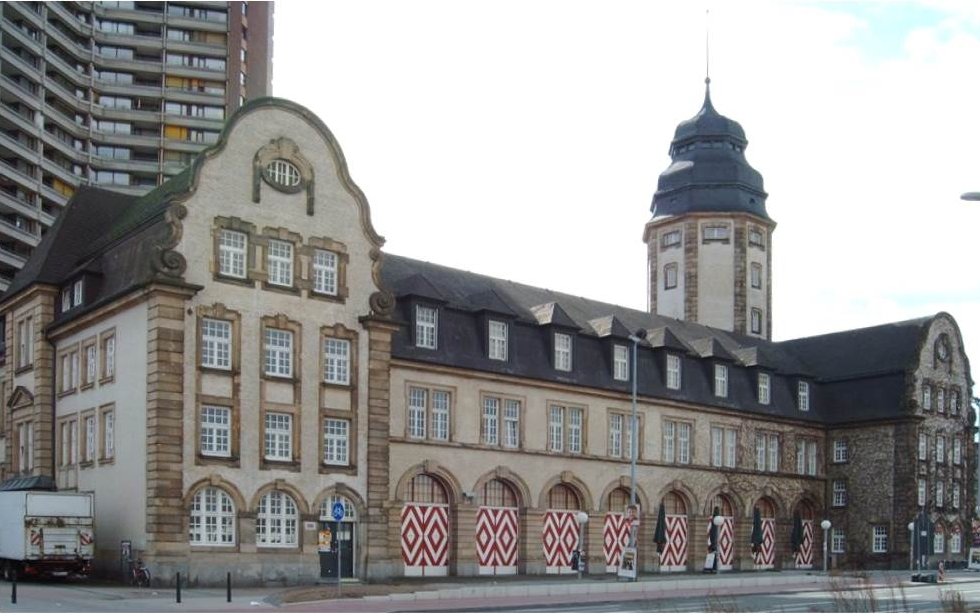
Kulturzentrum Alte Feuerwache des Architekten Richard Perrey im Stadtteil Neckarstadt-Ost

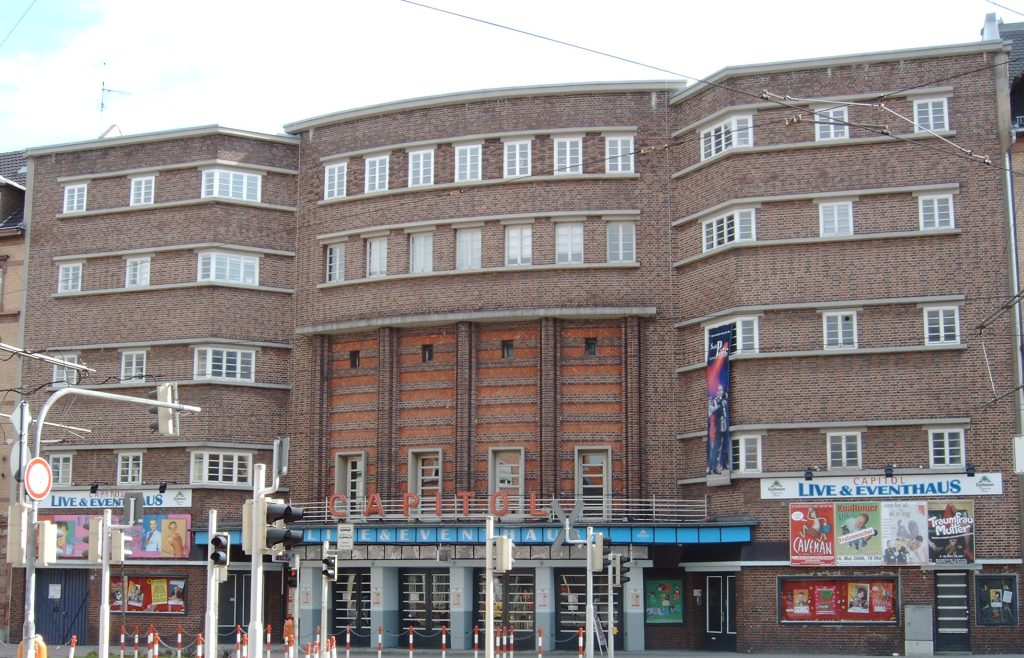
Veranstaltungszentrum Capitol im Stadtteil Neckarstadt-Ost

- Januar: Neujahrsempfang der Stadt Mannheim im Rosengarten
- Februar: Fasnachtsumzug (jährlich im Wechsel mit Ludwigshafen) (Sonntags)
- Februar: Lesen.Hören, Literaturfestival Mannheim. Schirmherr des seit 2007 stattfindenden Literaturfestivals war bis zu seinem Tod Roger Willemsen. Veranstaltungsort: Alte Feuerwache
- März: Spotlight-Festival, internationales Werbefilmfestival
- März/April: Musikfestival Time Warp in den Maimarkthallen
- April: Albert-Schweitzer-Turnier, Europa-Jugend-Basketballturnier für Jugend-Nationalmannschaften (jedes zweite Jahr)
- April: Oberrheinische Frühregatta, jährlicher Ruderwettbewerb im Mannheimer Mühlauhafen
- April/Mai: Maimess
- April/Mai: Maimarkt mit Maimarkt-Reitturnier
- Mai: Stadtfest auf den Planken
- Mai: Mannheim-Marathon
- Juni: Internationale Schillertage Mannheim (zweijährlich in ungeraden Jahren)
- Juli: Sport & Spiel am Wasserturm
- Juli: Lanz-Park-Fest Lindenhof
- Juli/August: AnimagiC (Anime-Manga-J-Kultur-Convention)
- August: Christopher Street Day
- Kurpfalzfest im Herzogenriedpark
- September: Wunder der Prärie-Festival Internationales Festival für Theater | Performance | Tanz | Kunst seit 2004
- September/Oktober: Herbstmess
- Oktober: Blumepeterfest (am ersten Samstag)
- Oktober: Kerwe in Feudenheim
- Oktober: Veterama Oldtimer-Markt auf dem Maimarkt-Gelände
- Oktober: Nachtwandel im Jungbusch
- Oktober/November: Mannheimer Oktoberfest
- Oktober/November: Internationales Filmfestival Mannheim-Heidelberg
- Oktober/November: Enjoy Jazz
- November/Dezember: Zwei Weihnachtsmärkte – unter dem Wasserturm und auf den Kapuzinerplanken

### Kulinarische Spezialitäten

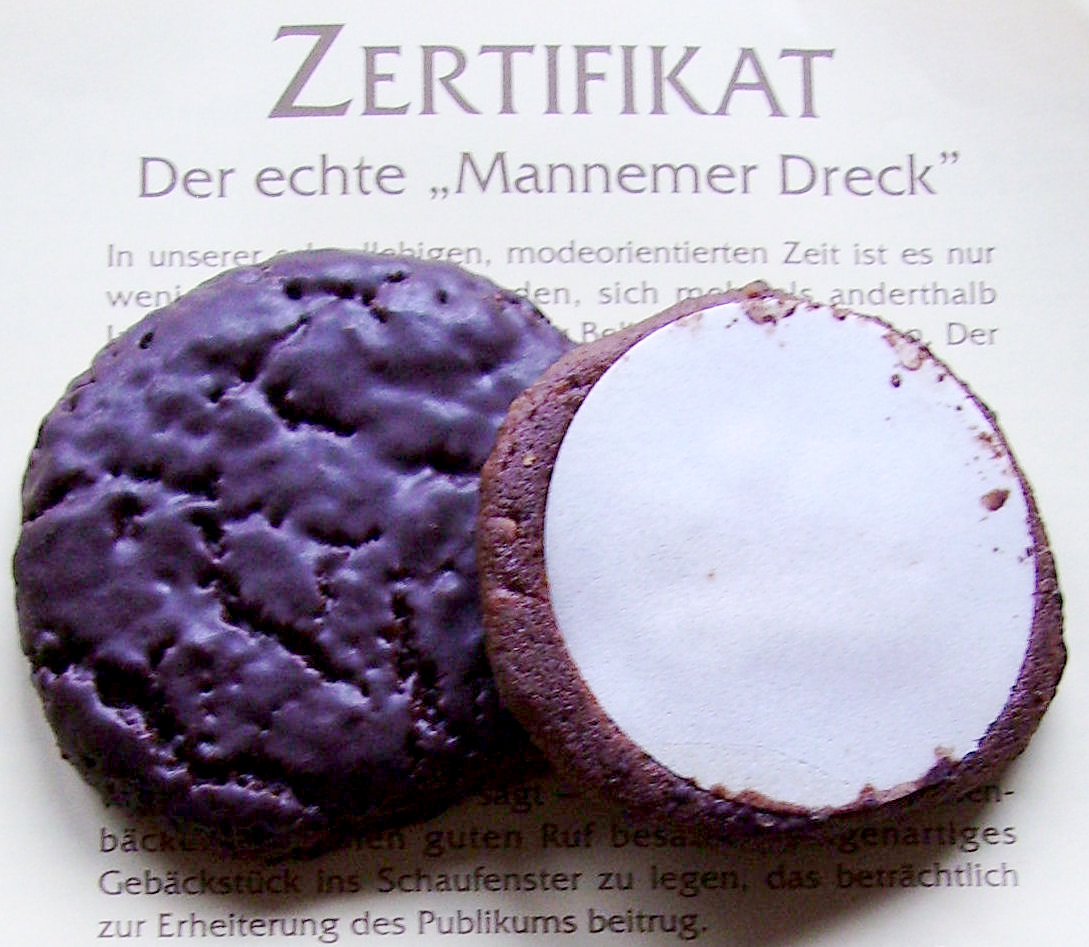
Original „Mannemer Dreck“

In Mannheim ist wie bei der Herkunft der Einwohner (circa 170 Nationalitäten aus aller Welt) eine breitgefächerte Gastronomie vertreten. Typische kulinarische Spezialitäten aus Mannheim sind das lebkuchenähnliche Gebäck Mannemer Dreck und das alkoholische Getränk Mannheimer Hafenwasser. Das typische Mannheimer Bier ist das „Eichbaum“, das in verschiedenen Variationen von der Mannheimer Privatbrauerei Eichbaum hergestellt und vertrieben wird. Marktführend in der Rhein-Neckar-Region, werden die Marken Eichbaum, Ureich, Gerstel und Karamalz auch überregional vertrieben.
Spaghettieis ist ein Speiseeis, das seinen Namen seiner besonderen Optik verdankt: Es sieht aus wie Spaghetti-Nudeln mit Tomatensoße. Es soll 1969 vom Mannheimer Eisfabrikanten Dario Fontanella erfunden worden sein.

### Gastronomie
Mit dem Restaurant Amador, benannt nach seinem Betreiber Juan Amador, gab es in Mannheim von November 2011 bis Mai 2015 erstmals ein Drei-Sterne-Restaurant. Von 2016 bis 2020 hielt Tristan Brandt, Küchenchef im Restaurant Opus V im Modehaus der Engelhorn GmbH & Co. KGaA, zwei Michelin-Sterne.

## Wirtschaft und Infrastruktur

### Wirtschaft

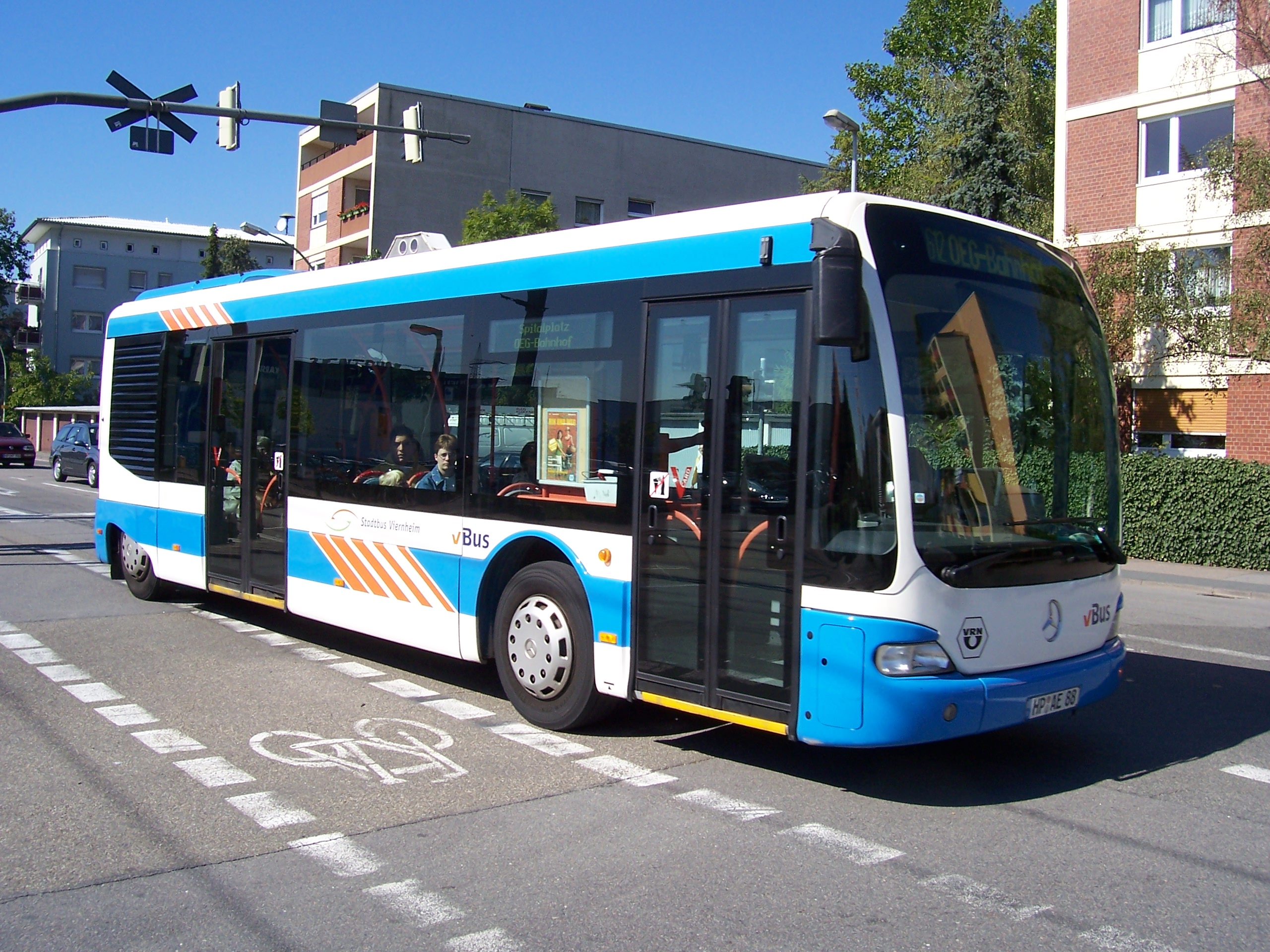
Omnibus aus Mannheimer Produktion

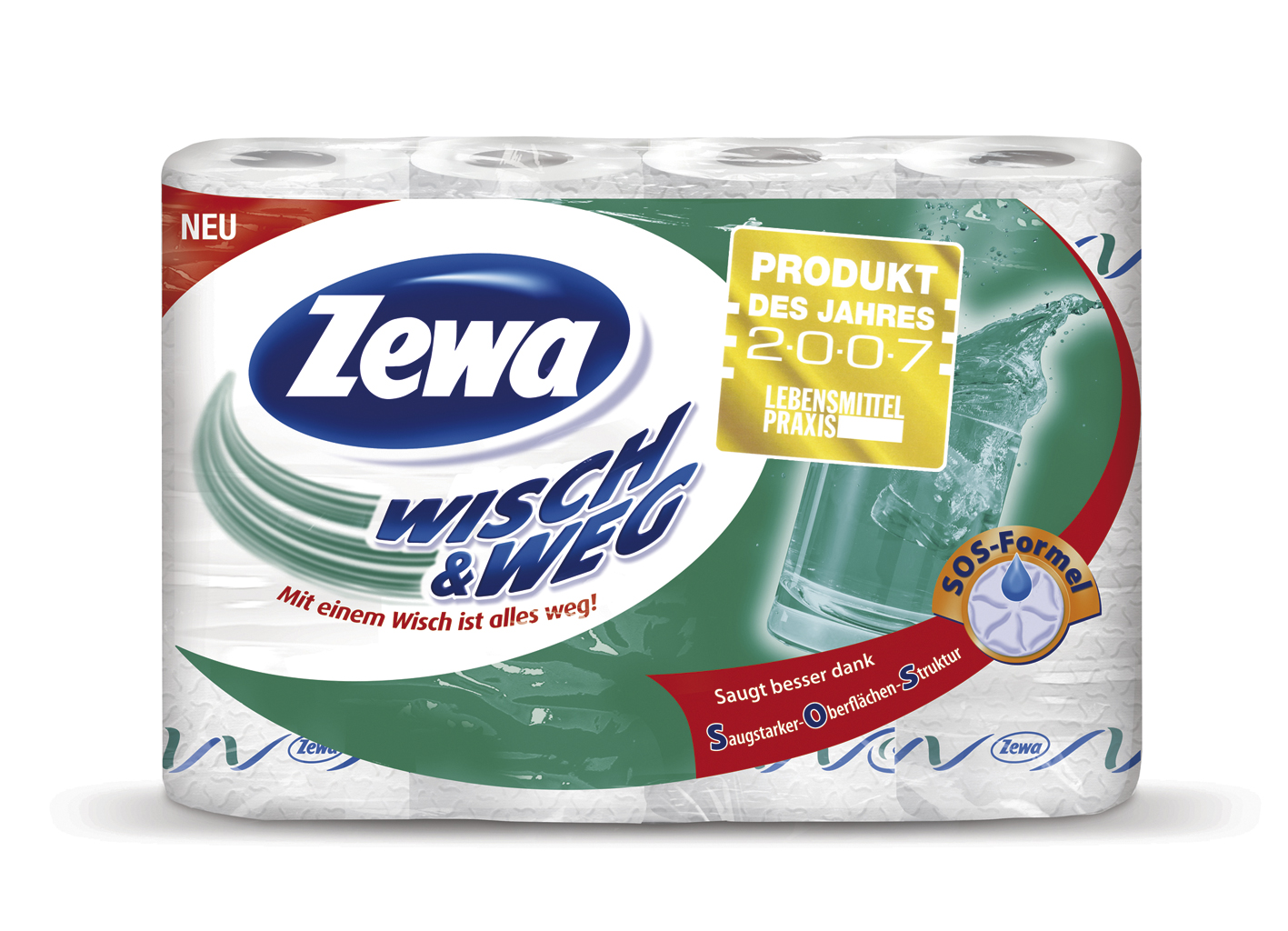
Zewa kommt aus Mannheim

Im Zukunftsatlas 2016 belegte die kreisfreie Stadt Mannheim Platz 52 von 402 Landkreisen und kreisfreien Städten in Deutschland und zählt damit zu den Orten mit „hohen Zukunftschancen“. In der Ausgabe von 2019 lag sie auf Platz 35 von 401, in der Ausgabe von 2022 lag Mannheim auf Platz 72 von 400 und zählt damit weiterhin zu den Orten mit „hohen Zukunftschancen“.
Im Jahr 2017 waren von den 185.371 sozialversicherungspflichtig Beschäftigten 27,9 % im produzierenden Gewerbe, 22,7 % in Handel, Gastgewerbe und Verkehr und 49,2 % im sonstigen Dienstleistungssektor tätig. Im Jahre 2018 erbrachte Mannheim, innerhalb der Stadtgrenzen, ein Bruttoinlandsprodukt (BIP) von 20,921 Milliarden € und belegte damit Platz 17 in der Rangliste der deutschen Städte nach Wirtschaftsleistung. Der Anteil an der Wirtschaftsleistung von Baden-Württemberg betrug damit 4,1 %. Das BIP pro Kopf lag 2016 bei 64.483 € (Baden-Württemberg: 43.632 €, Deutschland 38.180 €) und liegt damit deutlich über dem regionalen und nationalen Durchschnitt. Im selben Jahr verzeichnete die Wirtschaftsleistung der Stadt ein nominelles Wachstum von 3,8 %. In der Stadt gab es 2016 ca. 243.000 erwerbstätige Personen. Die Arbeitslosenquote lag im Januar 2020 bei 6,2 % und damit über dem Durchschnitt von Baden-Württemberg mit 3,5 %.
Obwohl Mannheim spätestens seit den 1970ern von einem tiefgreifenden Strukturwandel geprägt ist, der gezeichnet ist von einem Abbau von industriellen Arbeitsplätzen und der Zunahme des Dienstleistungssektors, ist die Metall- und die chemische Industrie immer noch sehr präsent.
Am stärksten ist die Elektro- und Maschinenbauindustrie. Zu den größten Unternehmen zählen:
- Daimler (Motoren)
- EvoBus (Omnibusse)
- ABB (Elektro- und Automationstechnik)
- General Electric (Kraftwerke)
- John Deere (Landmaschinen)
- Caterpillar Energy Solutions (früher MWM, Motorenwerke Mannheim)
- Pepperl+Fuchs (Fabrik- und Prozessautomation)
- WIMA (Elektronik-Bauelemente)

Die chemische Industrie ist vertreten mit:
- Lanxess (Spezialchemie)
- Roche (Pharma und Diagnostika)
- Essity (Zellulose- und Papierprodukte wie Zewa)
- Fuchs Petrolub (Schmierstoffe)
- Unilever (Dove-Seifen)
- Reckitt Benckiser (Haushaltsreiniger)
- Phoenix (Pharmahandel)
- Deutsche Hutchinson (Gummi-Erzeugnisse)
- Minera Kraftstoffe – Mineraloelwerk Rempel GmbH (Mineralölhandel)

Der Finanzplatz Mannheim ist nicht mehr führend wie um 1900, hat aber immer noch große Bedeutung insbesondere mit seinen Versicherungsunternehmen. Die Mannheimer Versicherungen und die Inter Versicherungsgruppe haben hier ihren Sitz. Eine der vier Unternehmenssitze der LBBW befindet sich in Mannheim, die Neue Rechtsschutz Versicherung unterhält ein zentrales Schadensbüro, die SV Sparkassenversicherung Holding eine wichtige Niederlassung, die Ergo Group hat hier ebenfalls einen Standort.
Die Nahrungsmittelbranche wird vertreten durch Südzucker, Birkel Teigwaren, die Privatbrauerei Eichbaum, der Pfalzmühle Mannheim (ein Unternehmen PMG Premium Mühlen Gruppe) sowie Bunge Deutschland (Öl- und Getreidesaatverarbeitung).
Der Bauindustrie gehören Bilfinger SE und Diringer & Scheidel an, aus dem Bereich Handel sind Bauhaus und Engelhorn vertreten.
Der Verlag Edition-Panorama, bekannt geworden durch die Reihe New-York Vertical des Mannheimer Fotografen Horst Hamann und der Huber Verlag, Herausgeber u. a. des TätowierMagazin und der Bikers News, ist in Mannheim ansässig. Außerdem hatte früher das Bibliographische Institut & F. A. Brockhaus (Brockhaus, Duden, Langenscheidt, Meyer) seinen Sitz in Mannheim. Mit Schaller & Partner sitzt auch Baden-Württembergs größte Werbeagentur in Waldhof (Mannheim).
Die MVV Energie ist der größte kommunale Energieversorger in Deutschland. Die Berrang-Gruppe ist ein international operierendes Großunternehmen in der mechanischen Verbindungstechnik.
Auf dem Mannheimer Maimarktgelände finden regelmäßig Verbrauchermessen statt. Die bedeutendste ist der 400-jährige Maimarkt, der mit 1400 Ausstellern und 350.000 Besuchern Deutschlands größte regionale Verbraucherausstellung ist. Aber auch Europas größter Oldtimermarkt, die Veterama, findet jedes Jahr auf dem Maimarktgelände statt.

### Verkehr

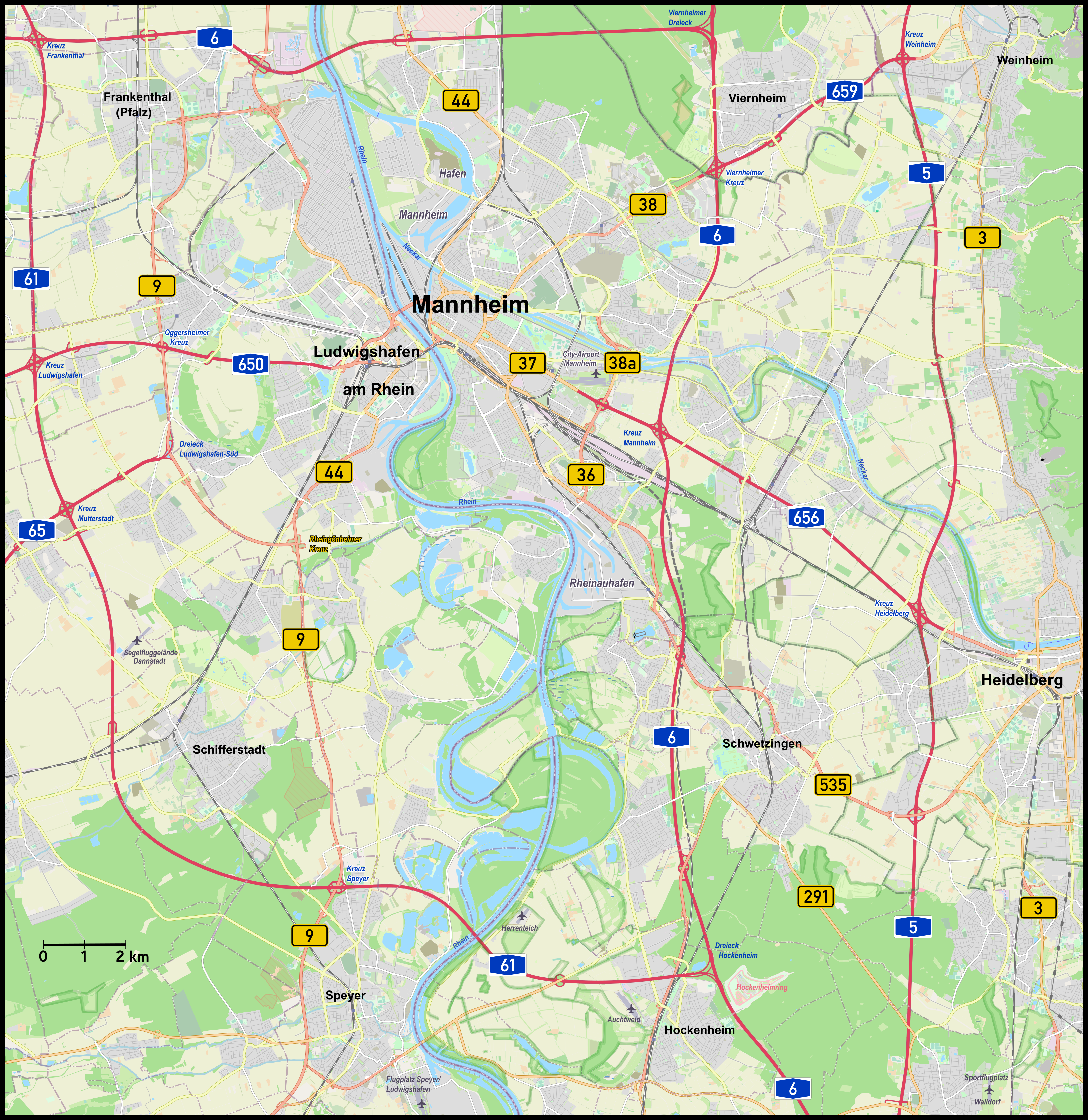
Hauptverkehrsstraßen im Großraum Mannheim

#### Straße
Die Agglomeration Mannheim/Ludwigshafen ist von einem Autobahnring mit insgesamt sieben Autobahnkreuzen umgeben. Im Norden und Osten umschließt die Bundesautobahn 6 (Saarbrücken–Nürnberg) das Stadtgebiet, den Autobahnring vervollständigt die linksrheinische A 61 im Westen und Süden Ludwigshafens. Im Nordosten Mannheims zweigt die A 67 nach Darmstadt und Frankfurt ab, im Osten die A 656 nach Heidelberg und die A 659 nach Weinheim. Weiter im Osten verläuft parallel die A 5 (Frankfurt–Basel). Durch die Stadt führen die Bundesstraßen 36, 37, 38, 38a und 44.

#### Schiene/ÖPNV

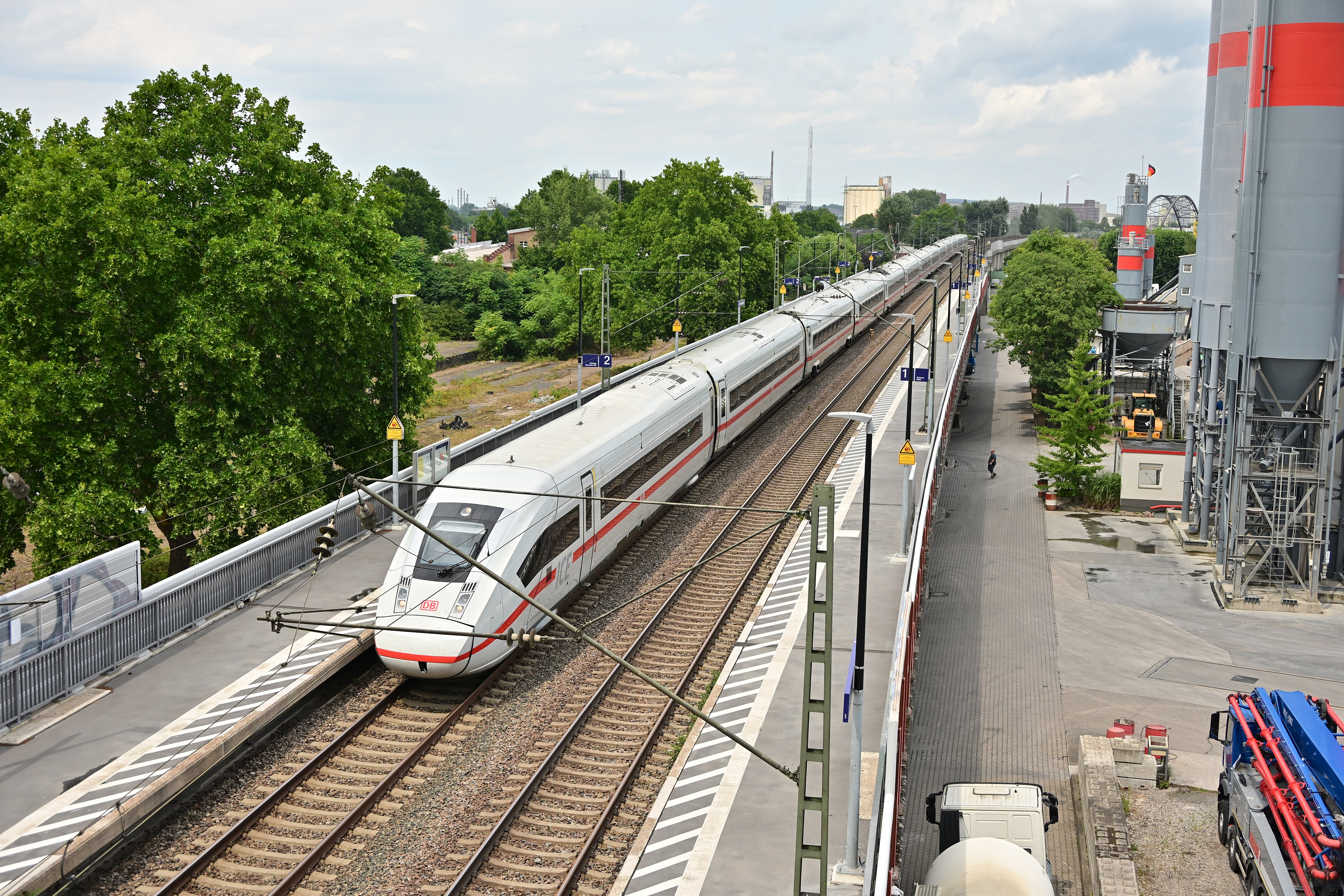
Ein ICE auf der westlichen Riedbahneinführung

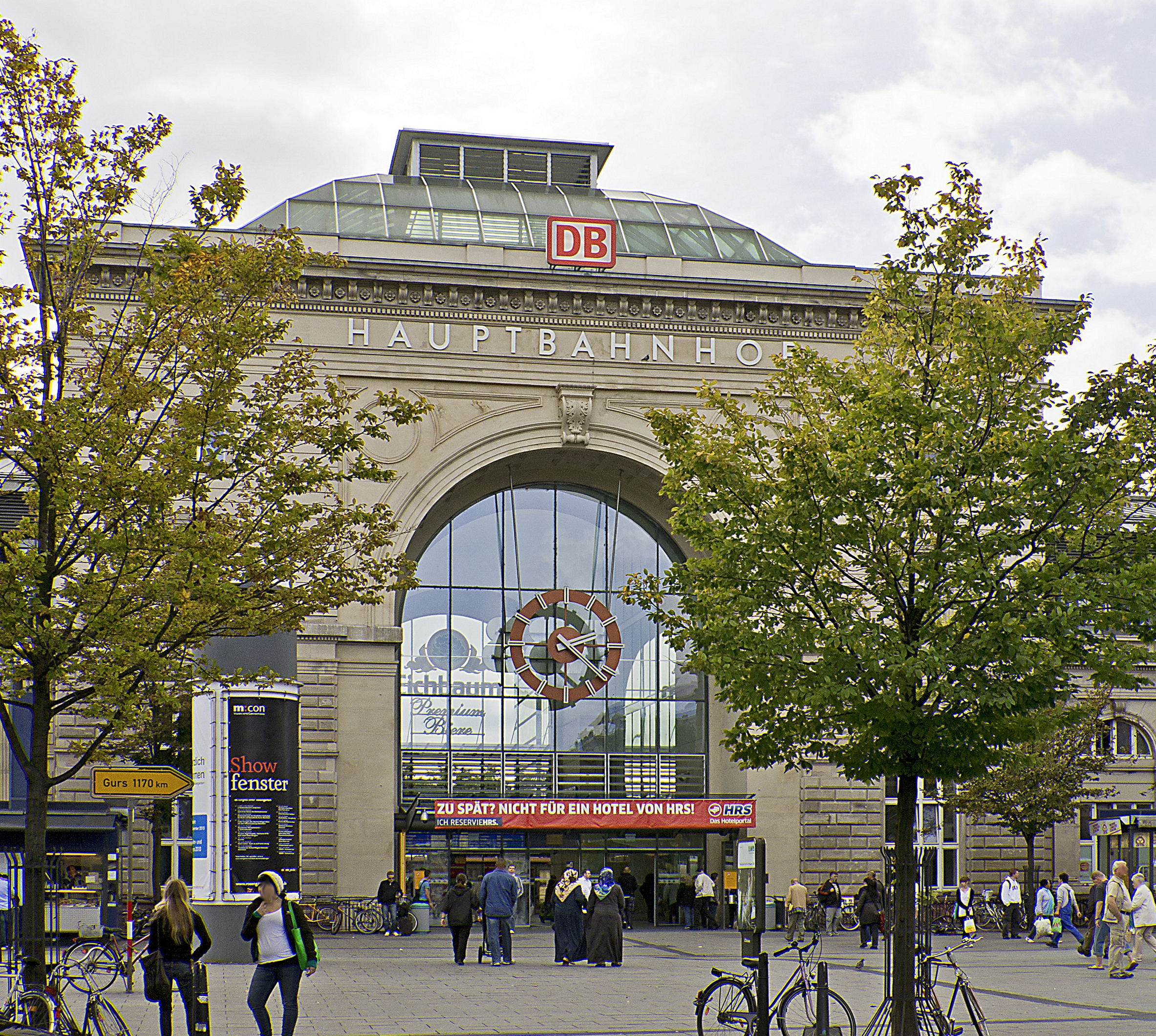
Mannheim Hauptbahnhof

Mannheim ist der zweitgrößte Eisenbahnknoten in Südwestdeutschland. 2010 hielten im Hauptbahnhof täglich 238 Fernverkehrszüge, die Direktverbindungen unter anderem nach Hamburg, Berlin und Köln herstellen. Über die Schnellfahrstrecke Mannheim–Stuttgart besteht seit 1991 eine schnelle ICE-Verbindung in die Region Stuttgart.
Mit der Neubaustrecke Frankfurt–Mannheim ist eine vergleichbare Anbindung an die benachbarte Rhein-Main-Region in Planung, nachdem bereits seit der Eröffnung der Westlichen Einführung der Riedbahn (WER) 1985 von Frankfurt kommende Züge halten können, ohne im Hauptbahnhof wenden zu müssen. Seit 2007 führt die Europäische Hochgeschwindigkeitsverbindung Paris–Frankfurt (LGV Est européenne) durch Mannheim.
Der Rangierbahnhof ist nach Maschen der zweitgrößte in Europa. 2005 wurden täglich 30 internationale, 60 nationale und 440 regionale Güterzüge abgefertigt.
Seit 2003 fährt die S-Bahn Rhein-Neckar, die fast den gesamten Rhein-Neckar-Raum erschließt und Linien bis in die Pfalz, den Odenwald und nach Südhessen führt. Sieben der Zehn S-Bahn-Linien fahren über den Mannheimer Hauptbahnhof. Gemeinsam mit Zügen des Regionalverkehrs sorgen sie für Direktanbindungen unter anderem nach Karlsruhe Hauptbahnhof, Mainz und Kaiserslautern.
Den öffentlichen Nahverkehr in Mannheim versorgt seit 1878 die Straßenbahn. Zehn Stadtbahn- und zahlreiche Buslinien der RNV sind heute in Betrieb. Alle öffentlichen Verkehrsmittel können zu einheitlichen Preisen innerhalb des Verkehrsverbunds Rhein-Neckar (VRN) benutzt werden. Das in den 1970er Jahren begonnene U-Bahn-Netz Mannheim-Ludwigshafen wurde bis auf kleine Teilstücke aus Kostengründen nicht realisiert. Die einzige Tunnelstation in Mannheim ist die Haltestelle Dalbergstraße. Die U-Bahn-Planungen wurden mittlerweile eingestellt.

#### Radverkehr
Durch Alltagsrouten aus dem Radnetz Baden-Württemberg ist Mannheim
- über den Stadtteil Seckenheim und über Neckarhausen und Ladenburg mit Heidelberg,
- über den Stadtteil Käfertal mit Viernheim,
- über die Stadtteile Neckarstadt West, Luzenberg, Waldhof und Sandhofen Richtung Lampertheim,
- über zwei unterschiedliche Routen mit Ludwigshafen und
- über die Stadtteile Schwetzingerstadt, Almenhof, Neckarau, Casterfeld und Rheinau mit Schwetzingen verbunden.

Außerdem gibt es von der Stadt Mannheim ein 21-Punkte-Programm Fahrrad.
Durch Mannheim verlaufen als Landes-Radfernwege:
- Der Neckartal-Radweg führt von Villingen-Schwenningen nach Mannheim. Er verläuft von Heidelberg über Ladenburg nach Mannheim und endet am Rhein.
- Der baden-württembergische Rheinradweg von Konstanz bis Mannheim ist Teil der rechtsrheinischen Variante des Rheinradwegs, der von der Quelle des Rheins am Oberalppass im Schweizer Kanton Graubünden bis zur Mündung bei Rotterdam führt. In Mannheim verläuft er von Brühl (Rohrhof) kommend über Rheinau in Rheinnähe in die Innenstadt und weiter zum Neckar und über die Friesenheimer Insel zur Fähre Sandhofen und in Rheinnähe weiter Richtung Lampertheim. Im Bereich der Friesenheimer Insel bis Sandhofen gibt es eine Alternative für Zeiten ohne Fährbetrieb. Der Radfernweg ist als Eurovelo-Route 15 (Rheinradweg)[122] ausgewiesen.

Mannheim ist Mitglied der AGFK (Arbeitsgemeinschaft Fahrrad- und Fußverkehrsfreundlicher Kommunen) in Baden-Württemberg und hat die „Qualitätsstufe“ für eine fahrradfreundliche Kommune erreicht.

#### Wasser

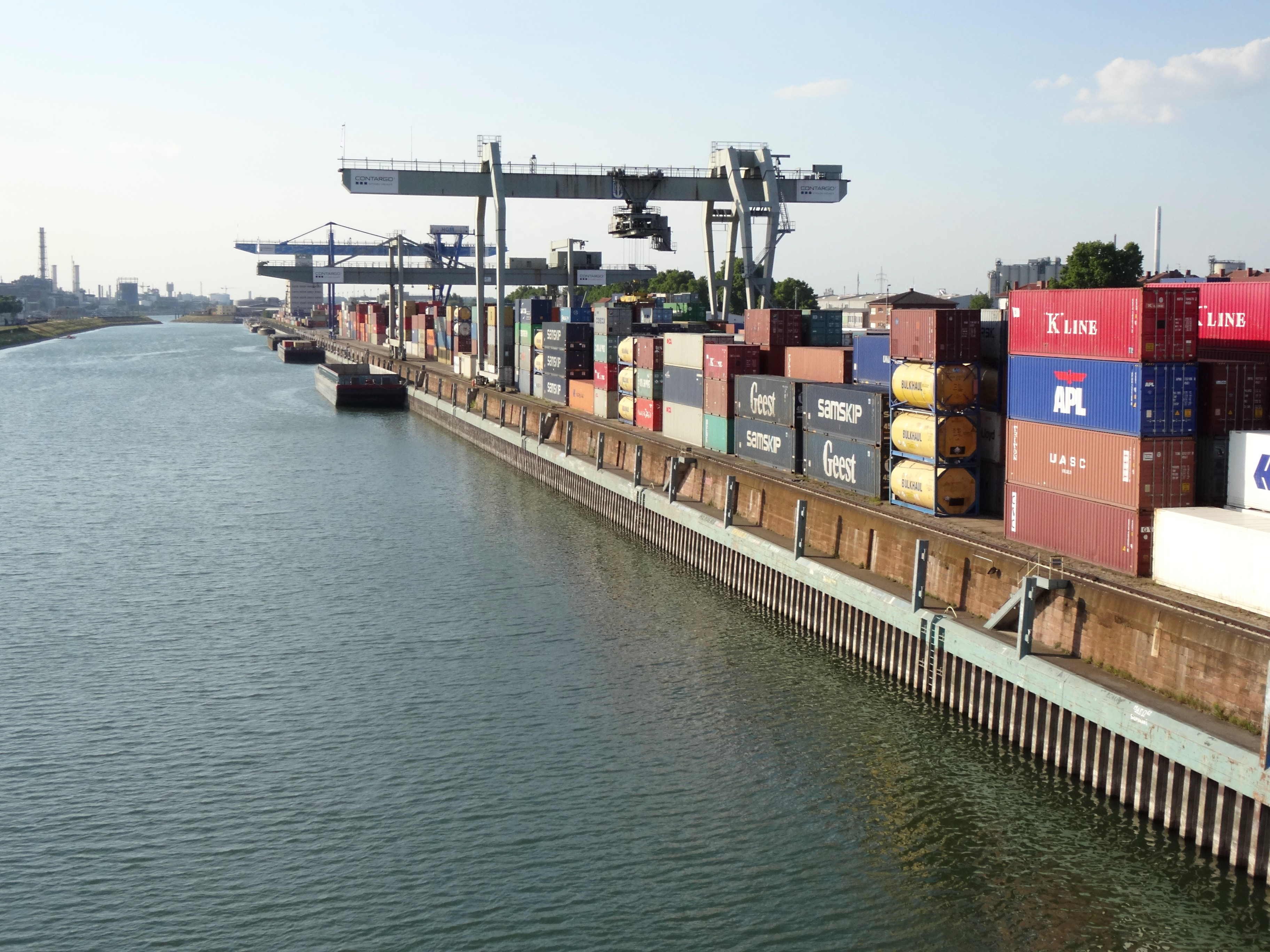
Containerhafen

Begünstigt durch den Zusammenfluss von Rhein und Neckar, ist der Mannheimer Hafen mit einer Fläche von 1.131 Hektar heute einer der bedeutendsten und größten Binnenhäfen Europas. Knapp 500 Unternehmen mit 20.000 Arbeitsplätzen sind im Hafengebiet angesiedelt. 2023 wurden wasserseitig 6,3 Millionen Tonnen Güter umgeschlagen. Die Hauptumschlagsarten waren hier Nahrungs- und Futtermittel (1,8 Mio. t) sowie feste mineralische Brennstoffe (1,4 Mio. t).

#### Luft
Mannheim besitzt einen im Stadtbezirk Neuostheim/Neuhermsheim gelegenen Verkehrslandeplatz, den Flugplatz Mannheim. Der internationale Flughafen Frankfurt Main liegt 65 Kilometer nördlich und ist mit dem ICE in 30 Minuten zu erreichen.

### Trinkwasserversorgung
Die Gewinnung, Aufbereitung und Verteilung des Trinkwassers wird von MVV Energie übernommen. Das Trinkwasser für Mannheim wird ausschließlich aus Grundwasser gewonnen. Es existieren drei Wasserwerke: Käfertal , Rheinau  und Schwetzinger Hardt . Mit einer Gesamthärte von 3,15–3,47 mmol/l (17,6–19,4 °dH) fällt das Wasser in den Härtebereich „hart“.
Der Brutto-Verbrauchspreis liegt bei 2,25 Euro je Kubikmeter.

### Abwasserentsorgung
Die Ableitung und Reinigung des anfallenden Abwassers fällt in den Zuständigkeitsbereich der Stadt Mannheim. Das Kanalnetz hat eine Länge von 890 Kilometern, der Anschlussgrad der Bevölkerung liegt bei 99,9 %. Es überwiegt die Mischkanalisation. Im Netz gibt es 39 Pumpwerke und 32 Hebeanlagen.
Das Klärwerk Mannheim  wurde 1973 in Betrieb genommen und hat heute eine Ausbaugröße von 725.000 Einwohnerwerten. Täglich werden im Durchschnitt 87.000 m³ Abwasser behandelt. Das Wasser hat eine Aufenthaltszeit von 24 Stunden und wird anschließend sauber in den Rhein eingeleitet. Der anfallende Klärschlamm wird verfault, anschließend getrocknet und in der Zementindustrie thermisch und stofflich verwertet. Das bei der Faulung entstehende Klärgas (9 Mio. m³/a) wird zur Stromerzeugung verwendet. Weitere elektrische Energie wird aus Photovoltaikanlagen und dem Betrieb eines Zuppinger-Wasserrades am Ablauf des Klärwerks gewonnen.
Die Anlage wurde um eine 4. Reinigungsstufe erweitert. Hier wird seit 2010 die erste großtechnische Anlage, die nach dem so genannten Ulmer Verfahren zur gezielten Beseitigung der Spurenstoffe gebaut wurde, betrieben.

### Deponie
Die Deponie auf der Friesenheimer Insel wird seit 1963 betrieben und hat Stand 2021 noch eine Ausbaureserve von 2,7 Hektar. Gelagert werden sogenannte Inertstoffe wie Bauschutt, Gleisschotter, Bodenaushub und Straßenaufbruch, aber auch Gießerei-Altsande und mineralische Abfälle. Der höchste Punkt der Deponie liegt auf 156 Meter über dem Meeresspiegel und ist damit der höchste Punkt Mannheims.

### Medien

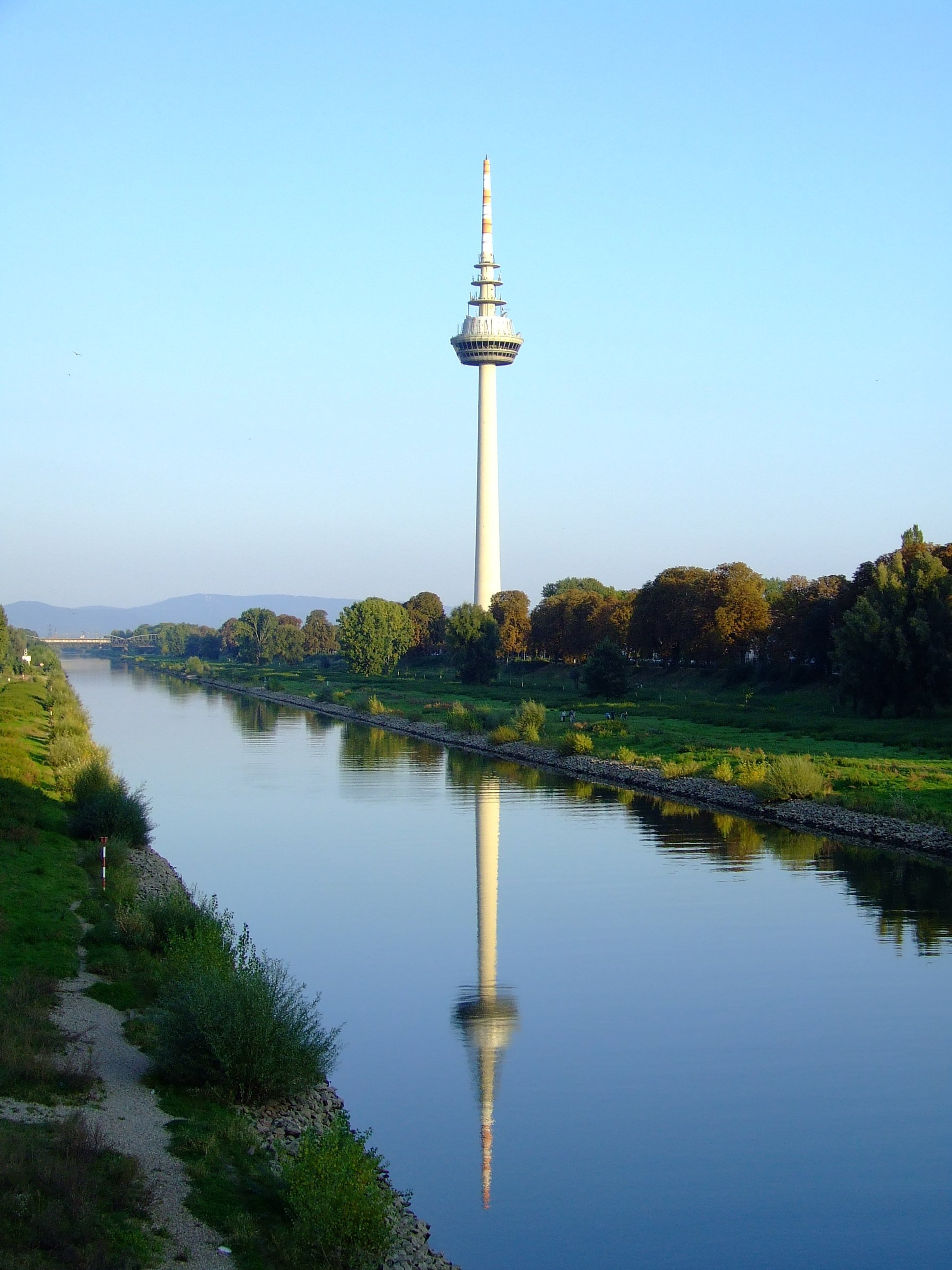
Fernmeldeturm

Neben der einzigen örtlichen Tageszeitung Mannheimer Morgen bieten die Ludwigshafener Rheinpfalz, die Heidelberger Rhein-Neckar-Zeitung und die Bild Rhein-Neckar einen Lokalteil für Mannheim. Hinzu kommt mit wöchentlicher Erscheinungsweise das Wochenblatt Mannheim mit dem Amtsblatt. Das Kommunal-Info Mannheim erscheint 14-täglich. In fast allen Stadtteilen werden kostenlose Stadtteilzeitungen verteilt.
Als regionale Fernsehsender für die Metropolregion Rhein-Neckar sind Rhein-Neckar Fernsehen und RON-TV beheimatet. In Mannheim befindet sich auch das Regionalstudio Mannheim-Ludwigshafen des Südwestrundfunks (SWR). Ebenfalls in Mannheim ansässig sind die privaten Hörfunksender bigFM, Radio Regenbogen und sunshine live. Seit 2000 ist der Bermudafunk – das Freie Radio Rhein Neckar empfangbar. 2001 nahm das Campusradio radioaktiv den Sendebetrieb auf. Von 1993 bis 2009 wurde vom American Forces Network der US-Streitkräfte das Lokalprogramm AFN Heidelberg in Seckenheim produziert. Von 2009 bis 2012 befanden sich die Studios in der AFN-Europazentrale, die 2004 von Frankfurt am Main nach Sandhofen gezogen war.
Von 1986 bis 2012 erschien monatlich das Stadtmagazin Meier als Printausgabe. Von 2006 bis 2007 wurde wöchentlich die Sportwoche Mannheim herausgegeben. Beide Zeitschriften erscheinen nun als Online-Medium.
Vor Ort dominierend ist die Mediengruppe Dr. Haas, der vollständig der Mannheimer Morgen und anteilig Radio Regenbogen und big FM gehören.

### Behörden und Institutionen

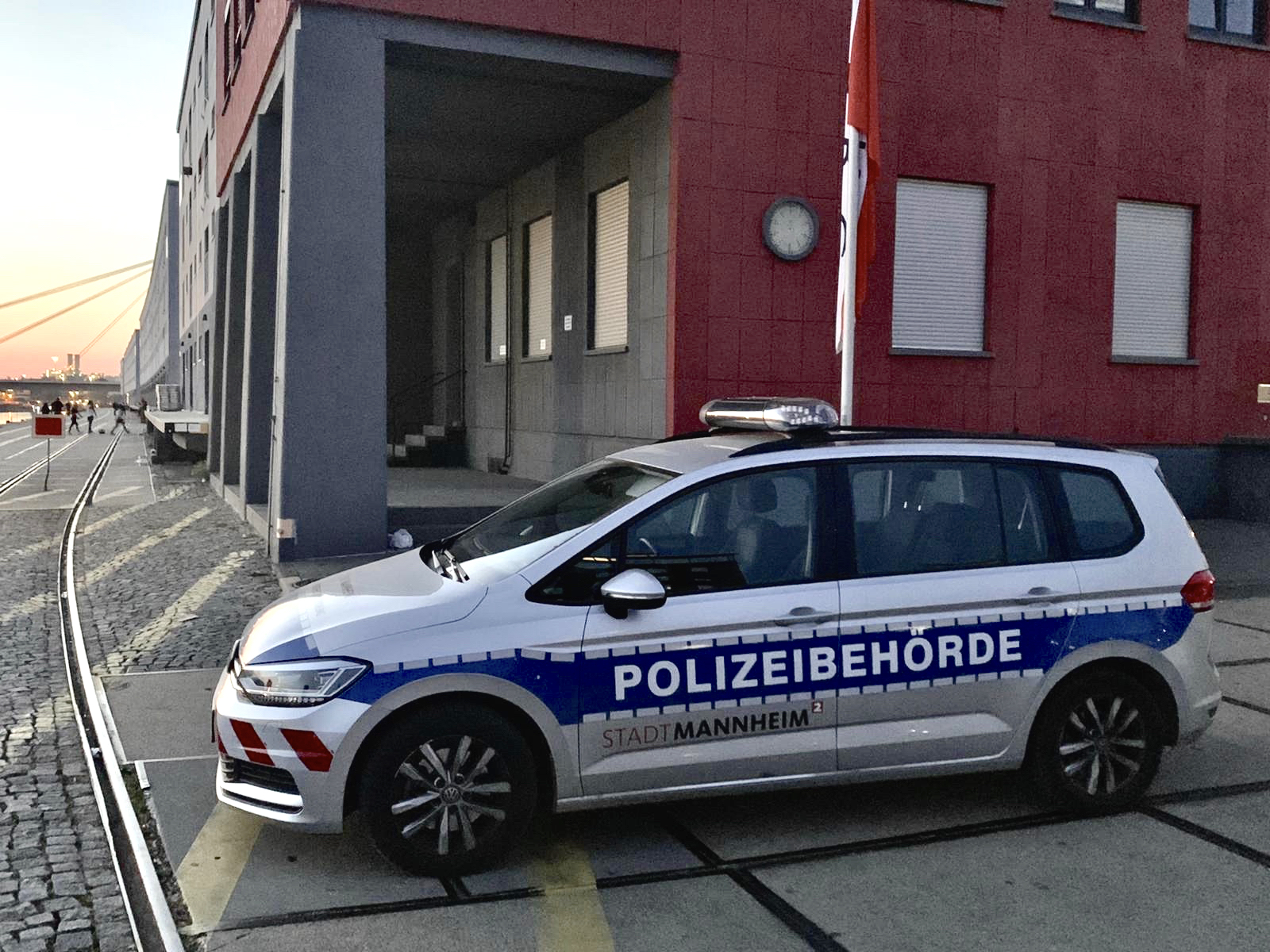
Streifenwagen des KOD Mannheim

In Mannheim gab es bis 1971 eine kommunale Polizei. Seit 1971 ist die Landespolizei Baden-Württemberg für Mannheim zuständig. Das Polizeipräsidium Mannheim wird von Polizeipräsidentin Ulrike Schäfer geleitet. Dem Polizeipräsidium unterstehen die Polizeireviere Innenstadt, Oststadt, Neckarstadt, Neckarau, Käfertal, Sandhofen und Ladenburg, Wiesloch, Schwetzingen, Eberbach, Hockenheim, Heidelberg-Süd, Heidelberg-Mitte, Heidelberg-Nord, Weinheim, Sinsheim und Neckargemünd jeweils mit ihren dazugehörenden Polizeiposten. Dem Polizeipräsidium sind ferner Dienststellen der Kriminalpolizei und der Verkehrspolizei sowie eine Diensthundeführerstaffel zugeordnet. Seit 1965 gibt es beim Polizeipräsidium Mannheim ein Polizeimusikkorps.
Neben der Landespolizei Baden-Württemberg operiert seit 1998 auch ein KOD, Kommunaler Ordnungsdienst, als eine Art wieder aufgekommener Stadtpolizei.
In der Stadt gibt es ein französisches und ein italienisches Honorarkonsulat. In Mannheim ist der Sitz der Geschäftsstelle des Verbands Region Rhein-Neckar und des Nachbarschaftsverbands Heidelberg-Mannheim. Ferner sind hier die Handwerkskammer und die IHK Rhein-Neckar ansässig, deren Kammerbezirke jeweils die Stadtkreise Mannheim und Heidelberg sowie den Rhein-Neckar-Kreis und den Neckar-Odenwald-Kreis umfassen. Auch gibt es eine Agentur für Arbeit und zwei Finanzämter. Die Justizvollzugsanstalt Mannheim ist mit über 800 Haftplätzen die größte in Baden-Württemberg. Aufgrund der Einwohnerzahl besitzt Mannheim eine Feuerwehr aus Freiwilligen und hauptamtlichen Kräften.
Zwei große Träger der gesetzlichen Unfallversicherung haben ihren Hauptsitz in Mannheim: Berufsgenossenschaft Nahrungsmittel und Gastgewerbe sowie die Berufsgenossenschaft Handel und Warenlogistik. Außerdem ist Mannheim Sitz eines Kirchenbezirks der Evangelischen Landeskirche in Baden und eines Dekanats des Erzbistums Freiburg.

### Gerichte
In Mannheim befindet sich mit dem Verwaltungsgerichtshof Baden-Württemberg die Berufungsinstanz für alle Verwaltungsgerichte des Landes. Das Landesarbeitsgericht mit Sitz in Stuttgart verfügt über Kammern in Mannheim.
Des Weiteren verfügt die Stadt über ein Amts- und ein Landgericht mit Patentrechtskammern, die beide zum Oberlandesgerichtsbezirk Karlsruhe gehören, sowie über ein Arbeitsgericht und ein Sozialgericht.

### Kliniken

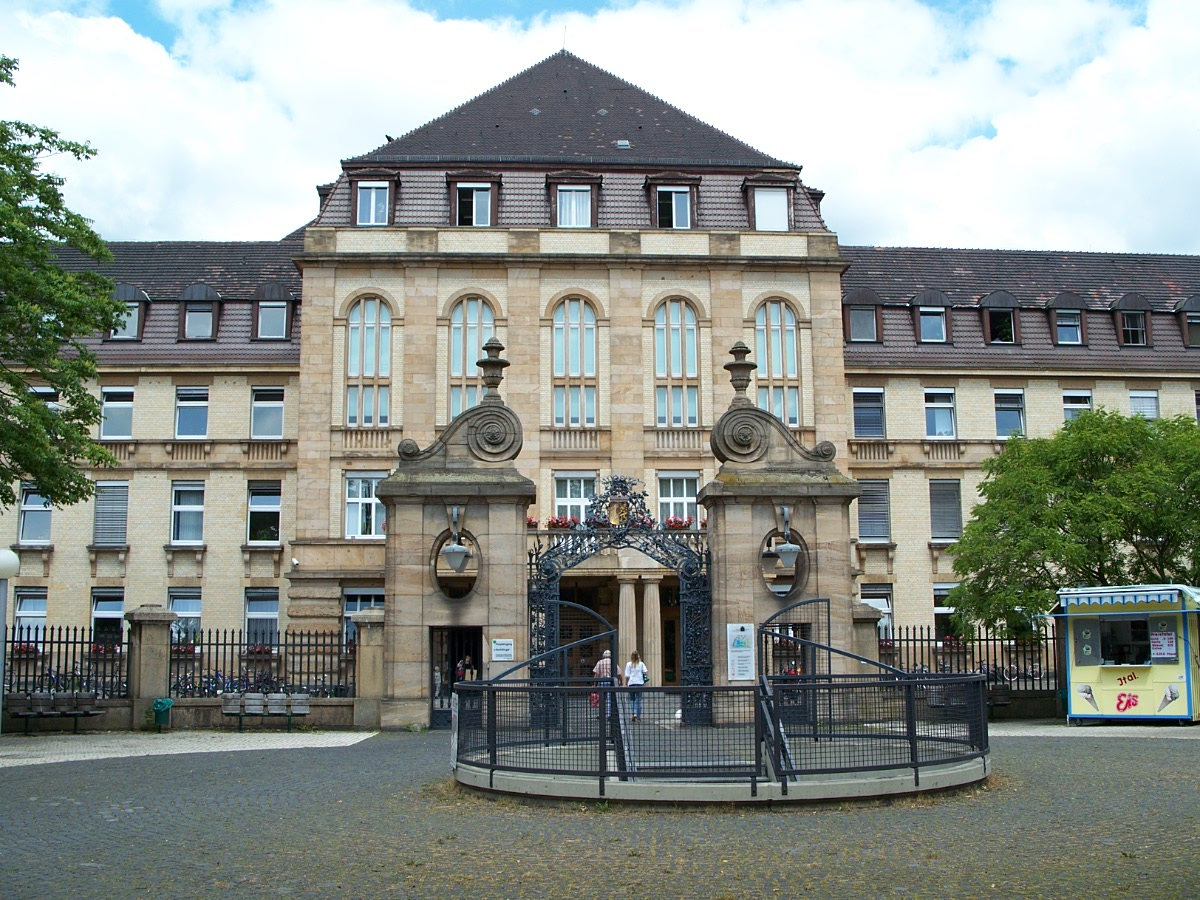
Eingang des Universitätsklinikums

In Mannheim gibt es mit dem Universitätsklinikum Mannheim, dem Diakonissenkrankenhaus Mannheim, dem Theresienkrankenhaus und St.-Hedwig-Klinik und dem Zentralinstitut für Seelische Gesundheit vier große Krankenhäuser. Sie verteilen sich über mehrere Standorte in der Stadt.

### Garnison
Mannheim war bis 1918 Garnison für Teile des Grenadierregiments 110 (XIV. (badisches) Armeekorps) der preußischen Armee. Ab 1936 wurden infolge der vom NS-Regime betriebenen Aufrüstung mehrere Kasernenneubauten für die Mannheimer Wehrmachtsgarnison errichtet. Diese wurden in der Zeit des Kalten Krieges nach 1945 in großem Maßstab von der US Army weiter genutzt. Zeitweise befanden sich mehrere tausend US-Soldaten in Mannheim, darunter z. B. Teile der 8. US-Infanteriedivision. Die Bundeswehrpräsenz beschränkte sich auf wenige kleinere Einheiten des Territorialheeres.
Eine Reihe wichtiger Einrichtungen der NATO und der US-Armee befanden sich lange Zeit in Mannheim. Durch den Umzug der United States Army Europe and Africa in das neue Hauptquartier in Wiesbaden im September 2013 ging die Zahl der US-Soldaten und Angestellten allerdings drastisch zurück. Bis Ende 2015 wurden, mit Ausnahme der Coleman Barracks, alle amerikanischen Militäreinrichtungen in Mannheim geschlossen.

### Bildung

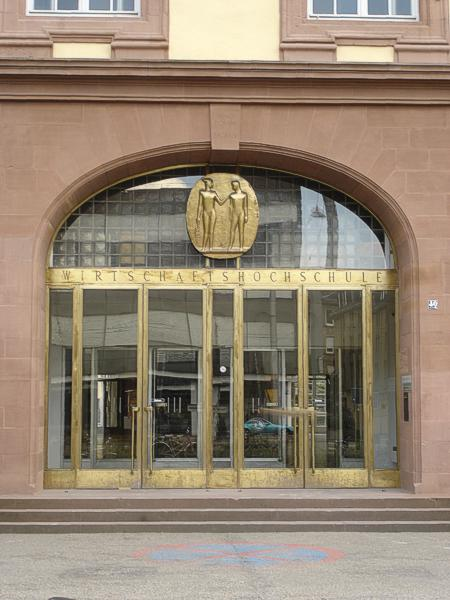
Haupteingang der wirtschaftswissenschaftlichen Fakultät der Universität Mannheim

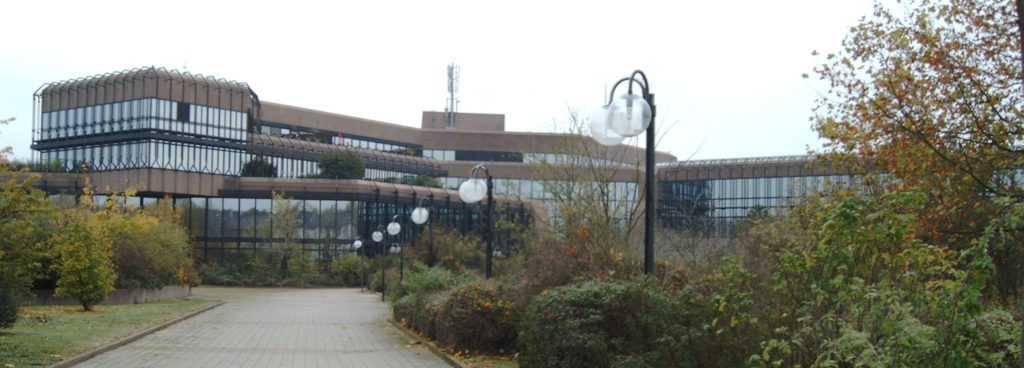
Hochschule der Bundesagentur für Arbeit

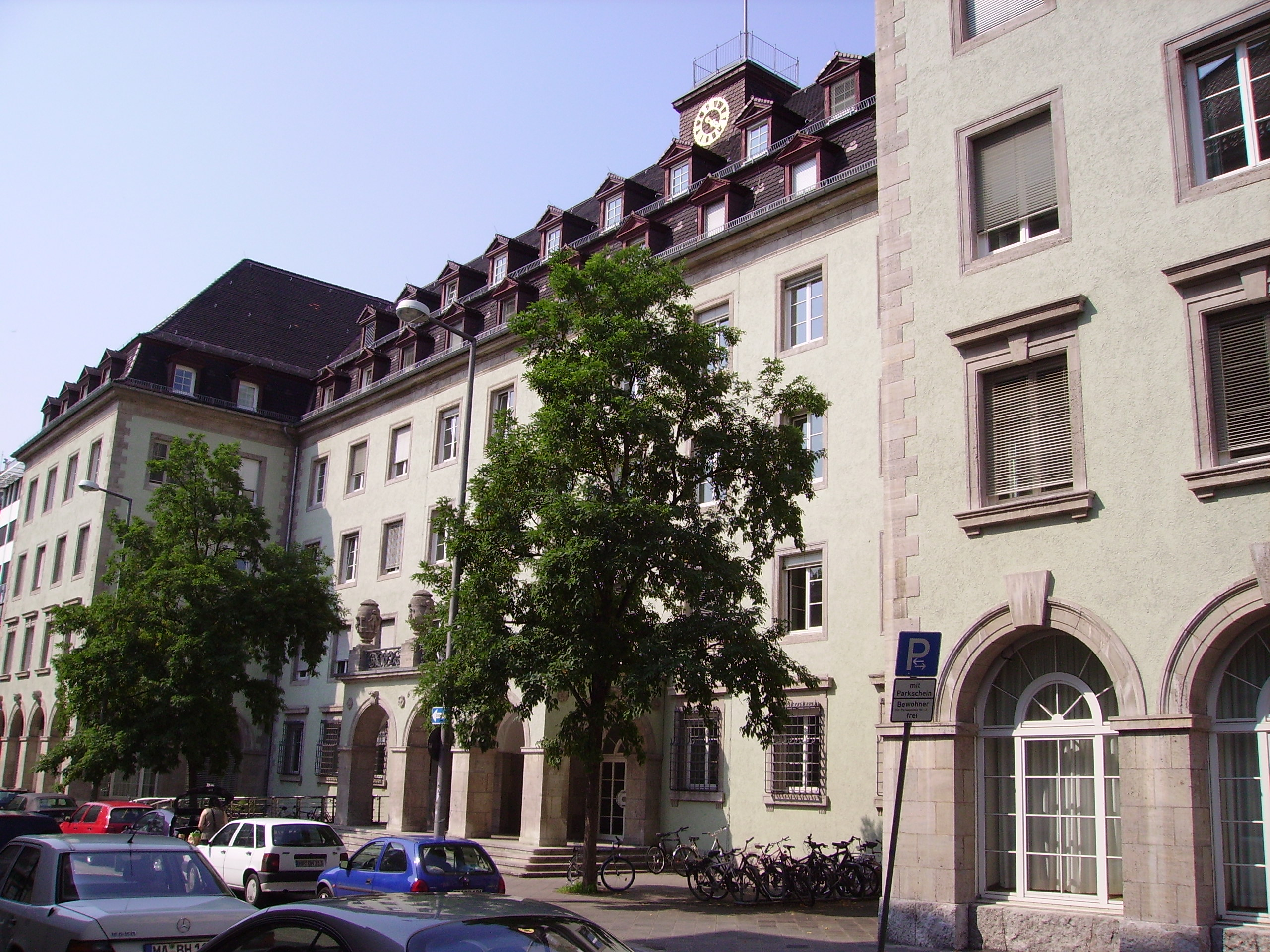
Staatliche Hochschule für Musik und Darstellende Kunst

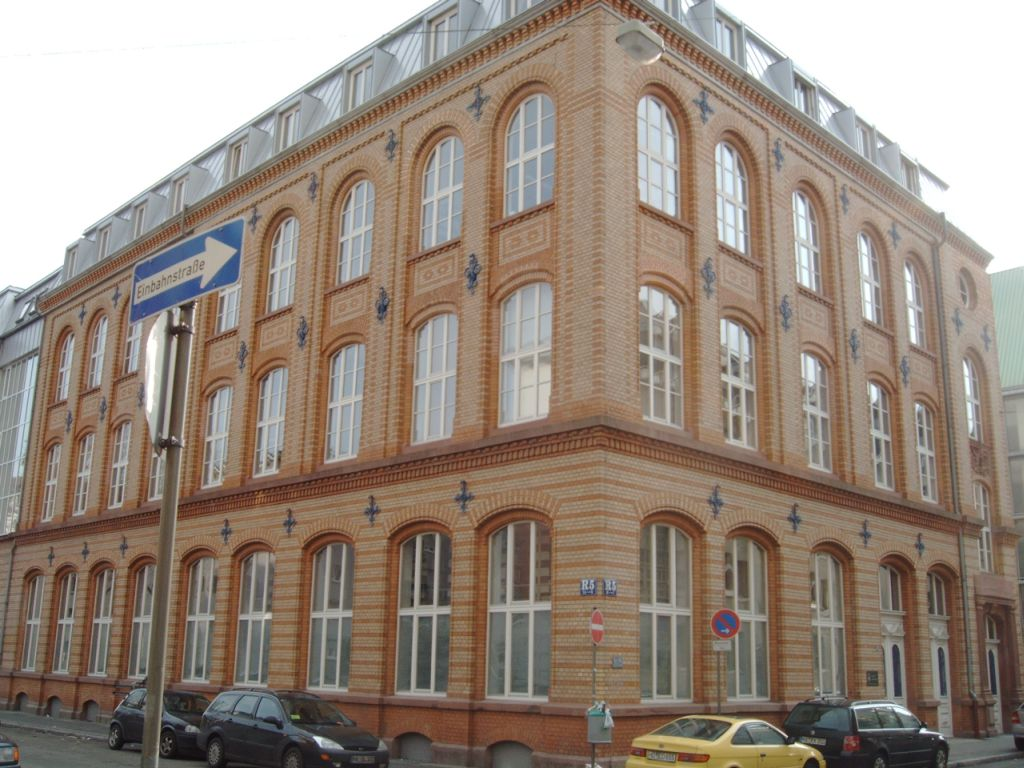
IDS Institut für deutsche Sprache

Der Schulreformer Joseph Anton Sickinger entwickelte zu Beginn des 20. Jahrhunderts das Mannheimer Schulsystem. Von ihm gingen wichtige Beiträge zum Bildungswesen aus.

#### Tertiärer Bildungsbereich
- Universität Mannheim, 1907 als Handelshochschule gegründet, ist sie seit 1967 Universität. Ihre Wirtschafts- und Sozialwissenschaften belegen in Hochschulrankings regelmäßig Spitzenplätze in Deutschland. Rund 12.000 Studenten sind hier immatrikuliert.[138]
- Medizinische Fakultät Mannheim, der Ruprecht-Karls-Universität Heidelberg angegliedert, mit 1400 Studenten.
- Hochschule des Bundes für öffentliche Verwaltung, gegründet 1978. Der Fachbereich Bundeswehrverwaltung ist in Mannheim angesiedelt. Rund 350 Studenten haben sich eingeschrieben.
- Hochschule der Bundesagentur für Arbeit, 2006 aus der Fachhochschule des Bundes hervorgegangen, bietet für 900 Studienplätze Bachelor-Abschlüsse.
- Technische Hochschule Mannheim, ursprünglich 1898 als Ingenieurschule gegründet, seit 1971 Fachhochschule für Technik. Durch die Fusionen 1995 mit der Fachhochschule für Gestaltung und 2006 mit der Fachhochschule für Sozialwesen sind an ihr heute mehr als 5.200 Studenten eingeschrieben.[139]
- Staatliche Hochschule für Musik und Darstellende Kunst Mannheim, Nachfolger der 1762 gegründeten Academie de Danse und einer 1776 gegründeten privaten Tonschule am Hofe Carl Theodors, hat etwa 630 Studenten.
- Freie Hochschule für anthroposophische Pädagogik Mannheim, bildet Lehrer nach den anthroposophischen Grundlagen der Waldorfpädagogik aus.
- Duale Hochschule Baden-Württemberg Mannheim, als Berufsakademie im Rahmen eines Modellversuchs 1974 gegründet, gehört mit 5.300 Studenten heute zu den größten drei Standorten der Dualen Hochschule Baden-Württemberg.
- Die staatlich anerkannte SRH Fernhochschule hat seit September 2017 ein Studienzentrum in Mannheim.[140]
- Popakademie Baden-Württemberg, gegründet 2003, bietet die deutschlandweit einzigartige Institution die Studiengänge Musikbusiness, Popmusikdesign, Weltmusik, Popular Music und Music and Creative Industries an.
- Akademie für Betriebswirtschaft und Welthandelssprachen (ABW), gegründet 1956, Private Business School in E1
- Bundesakademie für Wehrverwaltung und Wehrtechnik, gegründet 1961, ist sie heute die höchste zentrale Bildungseinrichtung der Bundeswehrverwaltung und zuständig für die Laufbahnsausbildung Fachrichtung Wehrtechnik.
- Bundeswehrverwaltungsschule I (Technik), bietet Aus- und Fortbildung für Beamte des technischen Dienstes.
- Theaterakademie Mannheim, ist eine staatlich anerkannte Berufsfachschule für Schauspiel und Regie und wurde 1994 gegründet. Seit 2006 arbeitet die Schauspielschule unter neuer Leitung.
- Hochschule der Wirtschaft für Management, eröffnet 2011, ist eine staatlich anerkannte Hochschule.
- FOM Hochschule für Oekonomie und Management, ist die größte private Hochschule in Deutschland. Sie unterhält einen Standort im Stadtteil Neckarau.

#### Quartärer Bildungsbereich
- Mannheimer Abendakademie und Volkshochschule, 1899 gegründet, zählt sie zu den ältesten Volkshochschulen in Deutschland. Mit über 150.000 Unterrichtsstunden jährlich ist sie die leistungsstärkste Volkshochschule Baden-Württembergs.

#### Forschungszentren und Institute
- Institut für Deutsch-Türkische Integrationsstudien: Islamstudien-Islamische Ernährung, islamische Seelsorge-Rhein Neckar Metropol
- Institut für Deutsches, Europäisches und Internationales Medizinrecht, Gesundheitsrecht und Bioethik (IMGB), 1998 von den Universitäten Heidelberg und Mannheim gegründet, ist deutschlandweit eines der renommiertesten Zentren für die Forschung auf den Gebieten Medizin- und Gesundheitsrecht sowie Bioethik.
- Leibniz-Institut für Deutsche Sprache, 1964 gegründet widmet es sich der Sprachforschung.
- Institut für Mittelstandsforschung, erforscht seit 1989 empirisch und interdisziplinär die Entwicklung der mittelständischen Wirtschaft.
- Forschungsgemeinschaft für elektrische Anlagen und Stromwirtschaft, fördert die Leistungsfähigkeit, Sicherheit und Wirtschaftlichkeit der Versorgung mit elektrischer Energie.
- Fraunhofer-Projektgruppe für Automatisierung in der Medizin und Biotechnologie, befasst sich mit Automatisierungslösungen in der Medizin und Biotechnologie
- Forschungsgruppe Wahlen, erforscht Wählerverhalten und beobachtet gesellschaftliche Trends und Stimmungen.
- Internationales Institut für Berufsbildung Mannheim, untersteht dem Ministerium für Kultus, Jugend und Sport Baden-Württemberg
- Staatliches Seminar für Didaktik und Lehrerbildung, zuständig für Grund- und Hauptschulen
- Mannheimer Zentrum für Europäische Sozialforschung, erforscht seit seiner Gründung 1989 die gesellschaftliche, soziale und politische Entwicklung in Europa.
- Zentrum für Europäische Wirtschaftsforschung, arbeitet seit 1991 auf dem Gebiet der anwendungsbezogenen empirischen Wirtschaftsforschung.
- GESIS – Leibniz-Institut für Sozialwissenschaften ist die größte deutsche Infrastruktureinrichtung für die Sozialwissenschaften.
- Goethe-Institut, das Goethe-Institut Mannheim hat seinen Sitz im Stadtteil Almenhof.
- Marchivum (Stadtarchiv Mannheim), 1907 gegründet, erforscht die Geschichte Mannheims

## Erfindungen
Viele bedeutende Erfindungen stammen aus Mannheim:
- 1817 baute hier Karl von Drais das erste Zweirad,
- 1880 wurde von Werner von Siemens der erste elektrische Aufzug vorgestellt,
- 1886 rollte das erste Automobil von Carl Benz über die Straßen,
- 1921 folgte der Lanz Bulldog,
- 1924 erfand Hugo Stotz den automatischen Leitungsschutzschalter,
- 1929 konstruierte der Mannheimer Julius Hatry das erste Raketenflugzeug der Welt,
- 1971 erster Einsatz von Umrichtern in Lokomotiven durch Werner Teich.

In Mannheim wurden schon im 18. Jahrhundert unter Leitung von Johann Jakob Hemmer erstmals Normen für die weltweite Erfassung von Wetterdaten festgelegt. Dazu gehören die Tageszeiten für die Messung, die als Mannheimer Stunden bekannt sind.
In Mannheim wurde die Revidierte Rheinschiffahrtsakte vom 17. Oktober 1868 unterzeichnet, in der sich sämtliche deutschen Staaten und Frankreich für eine zollfreie Rheinschifffahrt aussprachen. Dieser Vertrag ist heute auch als Mannheimer Akte bekannt.

## Persönlichkeiten
Zahlreiche bekannte Persönlichkeiten wurden in Mannheim geboren oder haben hier gewirkt. Seit 1820 verlieh die Stadt 43 Mal die Ehrenbürgerwürde. Als höchste bürgerschaftliche Auszeichnung Mannheims gilt der seit 1970 jährlich verliehene Bloomaulorden.

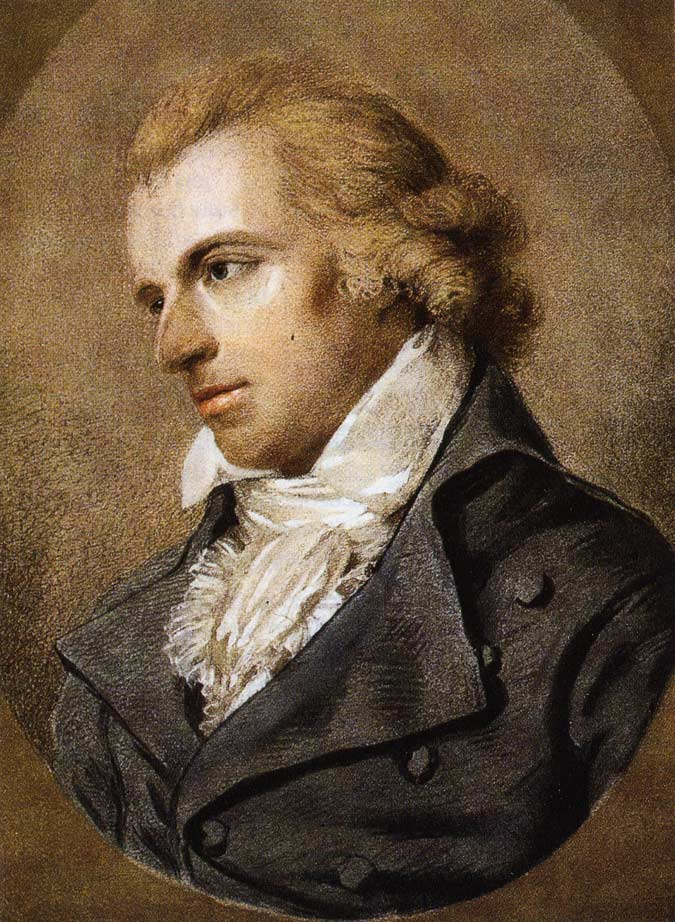
Friedrich Schiller
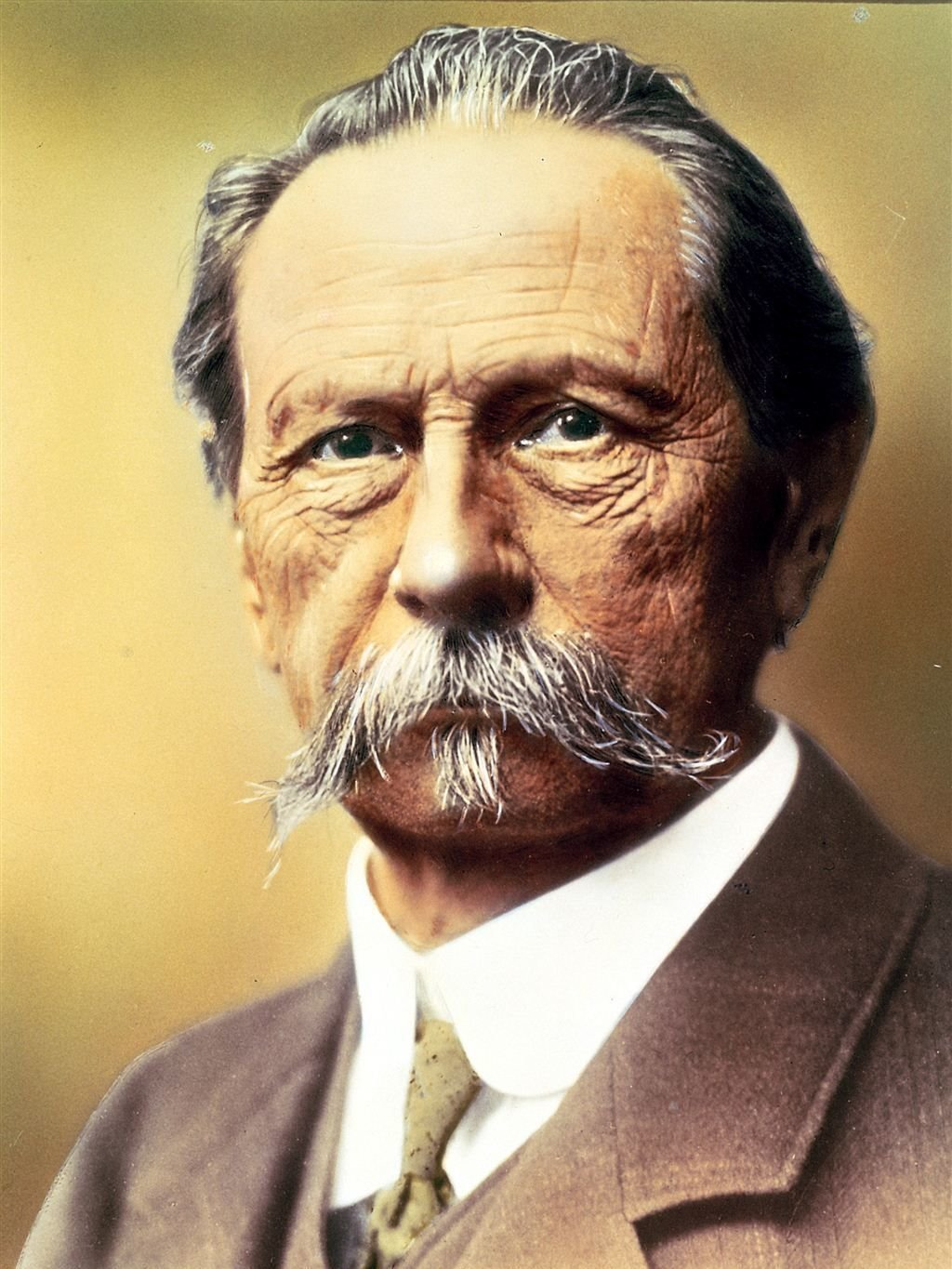
Carl Benz
Ehrenbürger Wilhelm Wundt
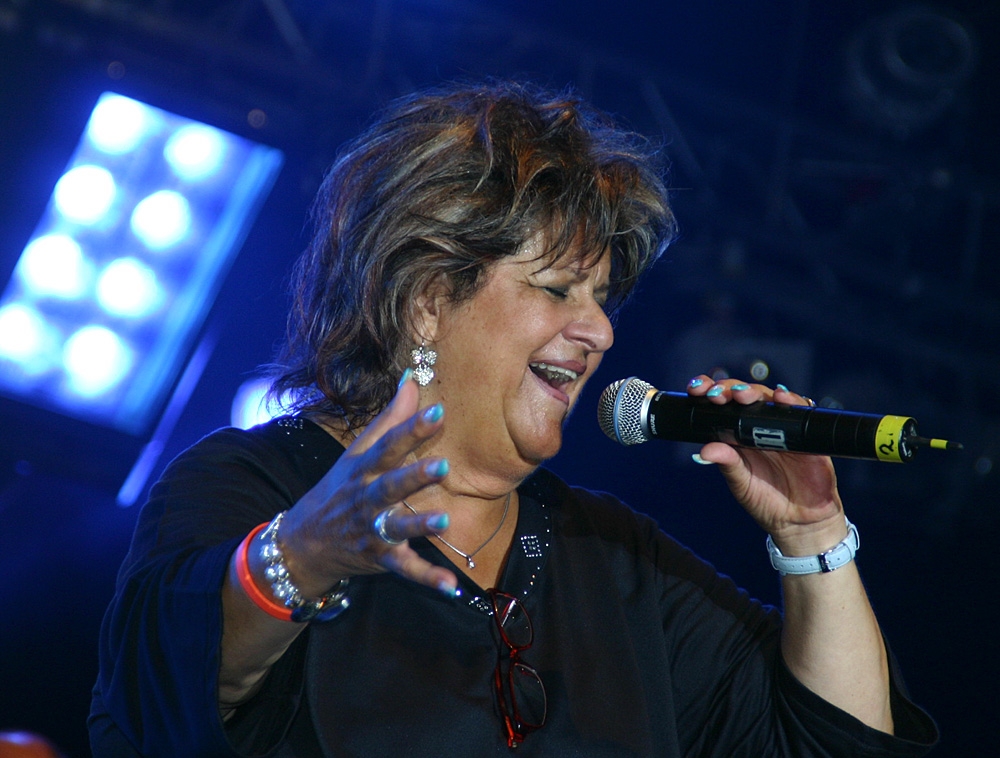
Joy Fleming
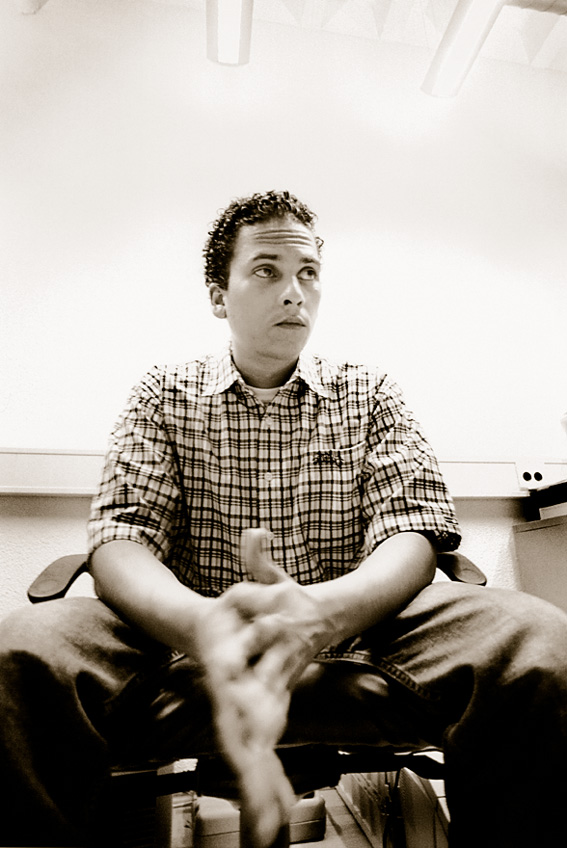
Xavier Naidoo

## Filme
- Expedition in die Heimat: Mannheim- überraschend anders. SWR, 2021. Buch und Regie: Fabian Siegel. Sendung vom 19. März 2021.
- Rote Fahnen – grüner Rasen. Arbeitersiedlungen in Mannheim. Dokumentarfilm, Deutschland, 2014, 44:30 Min., Buch und Regie: Ursula Schlosser, Produktion: SWR, Erstsendung: 15. Juli 2013 bei SWR, Inhaltsangabe von SWR, Online-Video verfügbar bis 23. April 2017.
- Mannheim – Eine Zeitreise durch die 50er und 60er Jahre. Dokumentarfilm, Deutschland, 2012, 44 Min., Regie: Eberhard Reuß und Christiane Schmied, Produktion: SWR, Erstsendung: 1. November 2012 im SWR, Inhaltsangabe von ARD mit Online-Video.
- Mozart in Mannheim. Dokumentarfilm, Deutschland, 2008, 29 Min., Buch und Regie: Harold Woetzel, Produktion: SWR, Reihe: Musikalischer Reiseführer, Erstausstrahlung: 24. Mai 2010 in Das Erste, Film-Informationen vom SWR (Memento vom 12. Februar 2013 im Webarchiv archive.today).
- Schiller. Fernseh-Spielfilm, Deutschland, 2005, 90 Min., Buch: Hendrik Hölzemann, Martin Weinhart, Regie: Martin Weinhart.
- Bilderbuch Deutschland: Mannheim – Gegensätze im Quadrat. Dokumentarfilm, Deutschland, 2002, 43 Min., Buch und Regie: Christina Brecht-Benze, Produktion: SWR, Erstausstrahlung: 30. Juni 2002, Inhaltsangabe von NDR.
- Wer fuhr den grauen Ford? 1950 gedrehte Verfilmung eines tatsächlichen Postraubs in Mannheim, Regie: Otto Wernicke.